# Borgo San Pietro (Vicenza)
Borgo San Pietro (nell'Otto-Novecento chiamato anche Quartiere di Trastevere) è la parte del centro storico di Vicenza sviluppatasi fin dall'epoca romana al di là del Bacchiglione lungo le antiche strade che uscivano a est della città, nell'area compresa tra il fiume e la cinta fortificata scaligera costruita nel XIV secolo.

## Storia

### Origine dei nomi
- Borgo indica l'espansione della città al di fuori della cerchia delle mura[1]; questo significato è stato appropriato per San Pietro fino al 1370, quando fu costruita dagli Scaligeri la seconda cerchia di mura, proprio per rinchiudere e proteggere il Borgo; da quel momento in poi, al di là della cinta muraria si sono formati nuovi borghi, come quelli di Santa Lucia, di Padova e di Casale. San Pietro divenne un quartiere della città.
- San Pietro, a partire dall'Alto Medioevo il nome indicò la prossimità con il monastero delle monache benedettine, che a quel tempo rappresentava il sito più importante della zona.
- Trastevere, il toponimo fu acquisito nel 1891, quando il nome della piazza principale, dal quale si dipartono tutte le contrade del Borgo, fu cambiato da piazza degli Angeli a quello di XX Settembre (la data della "breccia di Porta Pia"), per indicare che si trattava del quartiere più popolare della città, come il Trastevere lo era di Roma.
- Republica de san Zulian, il nome fu utilizzato all'inizio del Novecento per indicare l'autonomia del quartiere popolare che provvedeva, almeno in parte, al sostentamento dei ricoverati nell'Ospizio di San Giuliano (l'Istituto Salvi)[2].

### Epoca antica
Nel 148 a. C., quando i Romani costruirono la Via Postumia per collegare Genova con Aquileia, passando attraverso il villaggio di Vicenza - allora abitato dai Veneti, loro alleati - edificarono un ponte per attraversare il fiume Astico (che un millennio più tardi sarebbe stato sostituito dall'attuale Bacchiglione). Il ponte - che aveva un orientamento diverso dall'attuale - era a tre arcate di pietra, una quarta fu aggiunta nel 1570 su progetto del Palladio. 
Al di là del ponte, staccandosi dalla Via Postumia che di dirigeva verso nord-est, iniziava anche un'altra strada romana che collegava Vicenza con Padova. È molto probabile che già a quel tempo, in epoca romana quindi, lungo queste due strade - poi chiamate contrà Santa Lucia e contrà della Fontana Coperta - si fossero sviluppati nuclei di abitazioni che in seguito formarono il borgo.

### Medioevo
Intorno al IX-X secolo fu costruita intorno alla ristretta area urbana la cinta di mura altomedievali, con la porta di San Pietro che consentiva il transito alle parti della città al di là del fiume e che dava loro il nome di Porsampiero, secondo la vecchia dizione e le descrizioni del Castellini; in quel periodo è certa la formazione del borgo articolato in contrade, che vengono citate nel Decreto edilizio vicentino del 1208.

#### Il borgo di San Vito e la contrada di Santa Lucia
Lungo l'antica Via Postumia in quel periodo si formò il borgo di San Vito, il cui nome faceva riferimento all'omonima abbazia benedettina, eretta sul luogo in cui oggi si trova il Cimitero acattolico. Essendo al di fuori delle mura cittadine, la chiesa aveva il fonte battesimale e la cura d'anime su un ampio territorio, esteso fino alla pieve di Santa Maria di Bolzano Vicentino.
Nel 1206 l'abbazia fu assegnata ai Camaldolesi che nel 1314 acquistarono un edificio più vicino alla città e al suo posto costruirono un oratorio dedicato a santa Lucia; questo portò un ulteriore sviluppo del borgo. 
Nel 1370, l'erezione delle mura scaligere inglobò nella città la parte più popolosa e benestante di esso e la parte che ne rimase fuori da allora fu chiamata borgo di Santa Lucia, mentre la parte interna contrà de Santa Lùssia, o contrada di Santa Lucia.

#### La contrada di San Pietro

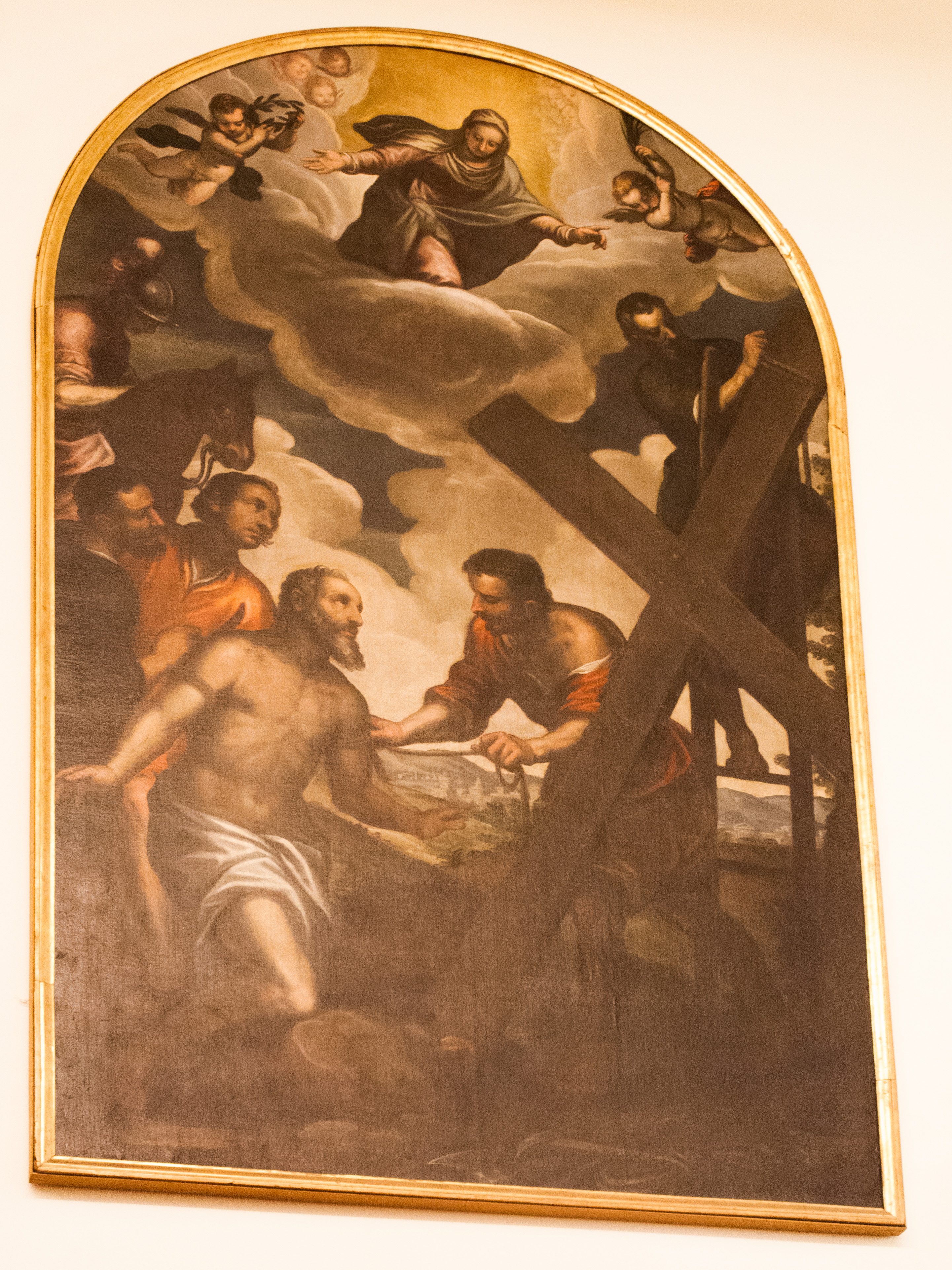
Pala del Martirio di Sant'Andrea, attribuita ad Alessandro Maganza, già nella chiesa di Sant'Andrea

Prima del X secolo a poca distanza dalla sponda sinistra del fiume fu fondato il monastero benedettino di San Pietro, dapprima probabilmente maschile, poi femminile. Durante l'Alto Medioevo esso ebbe una vita difficile, quasi certamente subì le scorrerie degli Ungari agli inizi del X secolo e forse fu distrutto; nel 977 un privilegium del vescovo Rodolfo lo definiva "quasi annientato e deserto di ogni culto monastico e divino ufficio". Dopo il Mille i vescovi assegnarono in feudo alle benedettine una notevole quantità di possedimenti, tutt'intorno al monastero ma anche altri in tutto il territorio vicentino. 
Dal monastero dipendevano anche altre chiese, alcune all'interno del borgo San Pietro, come quella di San Vitale, prospiciente la piazza sulla quale si affacciava il monastero, sull'area in cui nell'Ottocento fu costruito l'Istituto Trento
, e quella di Sant'Andrea, nei pressi della Corte dei Roda.
La chiesa di Sant'Andrea è citata in documenti del 1129 e del 1166, mediante i quali la badessa di San Pietro investiva gente del posto di terreni e case nella zona vicino alla chiesa. Dal XIII al XV secolo fu sede parrocchiale, il che testimonia l'esistenza della contrada, officiata da un sacerdote secolare nominato dalla badessa del monastero.
Agli inizi del Quattrocento la chiesa risulta fosse abbandonata e cadente, anche perché si trovava in un'area spesso alluvionata dalle esondazioni del Bacchiglione.

#### Il borgo di Porta Padova
Situato lungo una delle due principali strade che uscivano dalla città attraverso la Porsanpiero, sicuramente il borgo era esistente nell'Alto Medioevo. Nel 1270 le benedettine di San Pietro affittarono un appezzamento di terreno per costruire "un ospitale per benefizio dei poveri", chiamato Chà di Dio, la cui chiesa, intitolata a san Giuliano l'ospitaliere, risulta esistente fin dal 1319, annessa all'ospitale per mendicanti e pellegrini che transitavano sulla strada tra Vicenza e Padova.
Quello di San Giuliano fu in quest'epoca uno tra i più importanti ospitali situati nei dintorni della città, tanto che nel 1295 alcuni privati cittadini si proposero di aiutarlo economicamente per essere partecipi dei frutti spirituali delle opere di pietà e carità. Rimasto tuttavia fuori della cinta di mura fatta costruire dagli Scaligeri nel 1370, cessò di funzionare intorno alla metà del XV secolo.
La chiesa, comunque, continuò a essere officiata e anzi nello stesso periodo ebbe arredamenti e restauri. Diventata proprietà della municipalità cittadina, dopo il ritiro delle benedettine, fu associata alla chiesa di San Vincenzo e le fu attribuita la cura d'anime nel territorio circostante. Divenne tradizionale luogo di incontro tra la cittadinanza e i vescovi - quasi tutti veneziani nel XV secolo - nel giorno del loro ingresso nella diocesi vicentina.
Tutto questo fa pensare che anche dopo il 1370, nonostante la costruzione delle mura avesse ridotto a contrada la parte interna dell'abitato, la parte esterna del borgo sia rimasta in notevole comunicazione con la prima, favorita dal fatto che la porta, in periodo veneziano, aveva solo una funzione di barriera per la riscossione del dazio.

#### Il borgo delle Roblandine (o di San Domenico)
Il nome di questo borgo - e quindi la testimonianza della sua esistenza nel XIV secolo - come uno tra i burgorum Sancti Petri Civitatis Vincentie è citato nel "Testamento di Guglielmo Bolognini" del 1377.
Si trattava dell'abitato intorno al convento di San Domenico, fatto costruire intorno al 1264 dalle domenicane; completamente rifatti nel XV secolo e successivi, chiesa, chiostri ed edifici del convento sono attualmente sede del Conservatorio di musica "Arrigo Pedrollo".

#### La cinta muraria scaligera

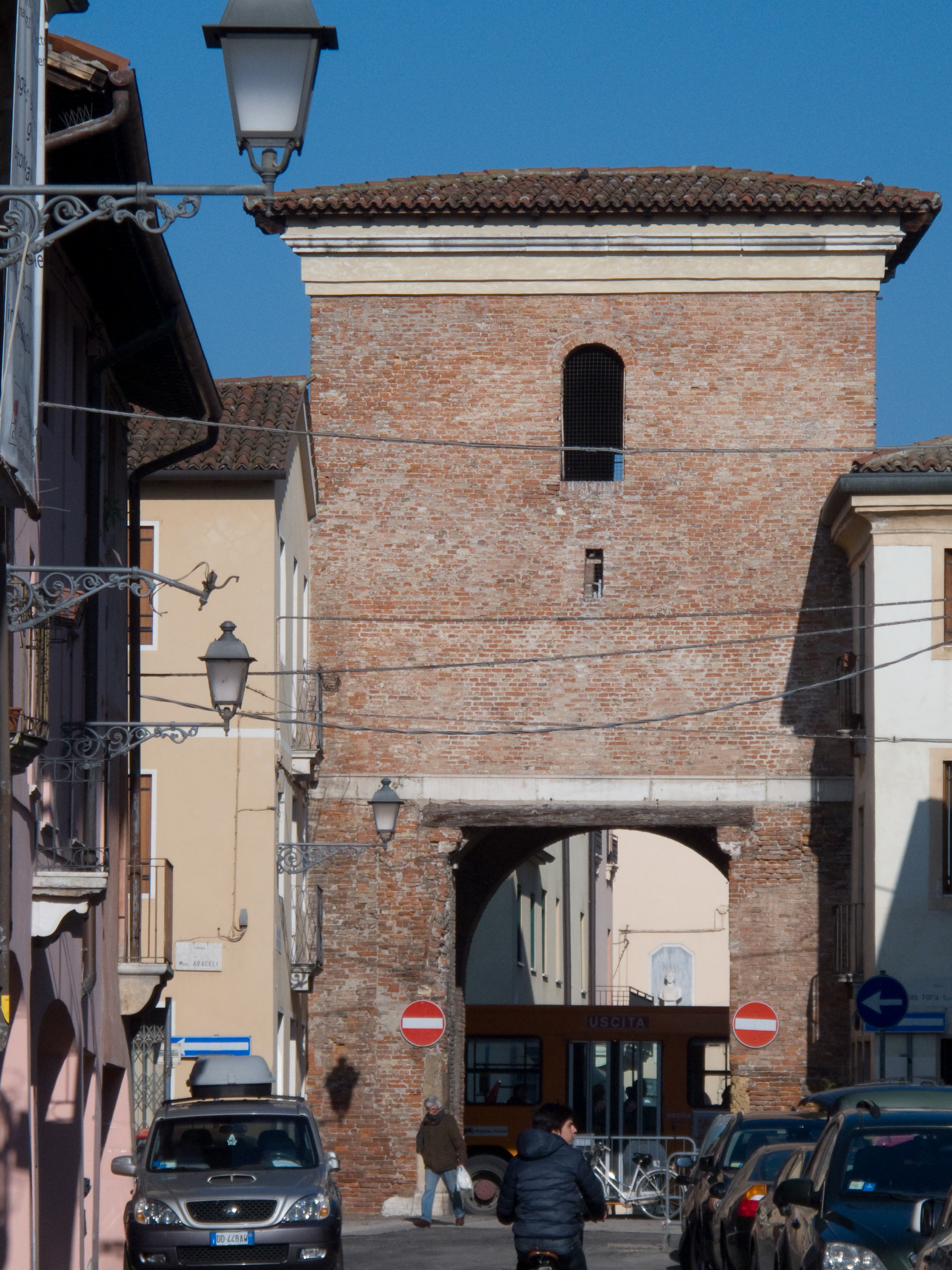
Porta Santa Lucia, vista dall'omonima contrà

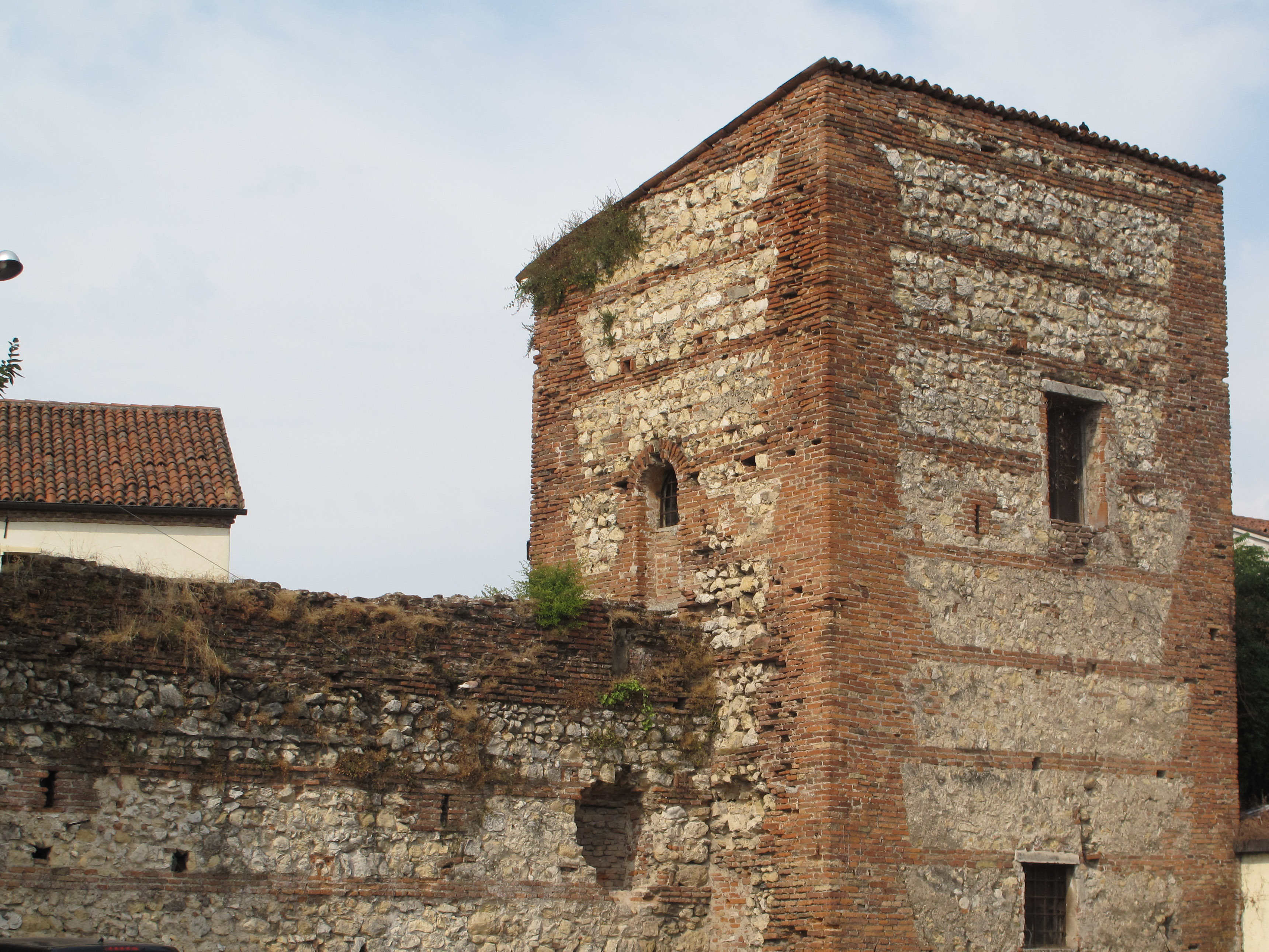
Mura scaligere in via Legione Gallieno

Nel XII e XIII secolo la città si arricchì ed espanse; la sua parte orientale al di là del Bacchiglione, formata da diversi piccoli borghi (San Vito, Lisiera, Roblandine, Camisano e San Pietro, secondo le denominazioni attribuite dal Castellini) all'inizio del Trecento era già densamente abitata, sviluppatasi in contrade sorte lungo le cinque strade che si aprivano a raggiera dal ponte Porsampiero. 
Secondo il Castellini, questo borgo complessivo era delimitato e protetto da un fossato almeno dal 1182, al quale dal 1344 gli Scaligeri - dopo la disfatta loro inferta dalla coalizione veneto-fiorentina - avevano aggiunto degli spalti, cioè un terrapieno che obbligava il passaggio soltanto attraverso cinque porte (o meglio cinque varchi) intervallate da “battifredi”, una sorta di torri lignee di vedetta.
Questi varchi erano - partendo dalla prima contrada orientata verso nord e continuando in senso anti-orario - la porta del borgo di San Vito o di Santa Lucia che portava alla coltura di San Vito; quella del borgo di Lisiera; la porta delle Roblandine, alla fine dell'attuale contrà San Domenico; quella di Camisano o delle Torricelle o di Padova, che volgeva in direzione di Padova e infine la porta di Camarzo, posta vicino al monastero di San Pietro.
Per evitare un ulteriore rischio di disastrose devastazioni, avvenute in questo borgo durante le guerre con i padovani, intorno al 1370 Cansignorio della Scala, insospettito dalla discordia insorta tra i veneziani e Francesco di Carrara, così vicini al suo stato, fece maggiormente fortificare la città di Vicenza, e cinse le mura di tutto il borgo di San Pietro, che era solamente difeso da una gran fossa e da un terrapieno; e invece di una porta che era al ponte degli Angeli ne fece fare tre ..., lasciando appunto solo tre porte - Santa Lucia, Padova e Camarzo - e facendo chiudere quelle delle Roblandine e di Lisiera. Un paio di secoli più tardi, nel 1560, le monache di San Pietro fecero chiudere anche la Porta di Camarzo.
La nuova cinta muraria iniziava a poche decine di metri dall'attuale ponte degli Angeli sulla riva sinistra del Bacchiglione, continuava sul lato esterno di contrà Torretti (il cui toponimo ricorda le piccole torri che scandivano il decorso delle mura) e per contrà Mure Araceli, dove si apriva la Porta Santa Lucia. Di qui senza interrompersi proseguiva all'esterno delle contrà Mure Santa Lucia, Mure San Domenico e Mure Porta Padova. Nel punto in cui quest'ultima stradina - ora interrotta - sboccava in contrà Porta Padova, si ergeva l'omonima porta, della quale ora rimane un modesto rudere poco prima dell'incrocio con viale Margherita. Il muro è ancora discretamente conservato fino all'incrocio con contrà San Pietro, dove si ricollegava con il Bacchiglione - che, a quel tempo, formava un'ansa verso est, scorrendo praticamente parallelo all'attuale via Nazario Sauro - e si apriva la Porta di Camarzo. La lunghezza complessiva della cinta era di circa 1220 m.

### Età moderna

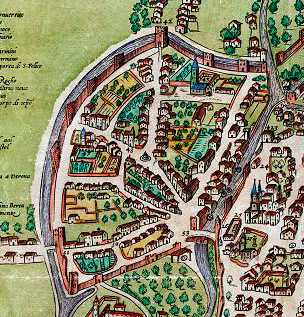
Vicenza amplissima disegnata nel 1588, particolare con Borgo San Pietro

Dai registri e dagli elenchi del Cinquecento si ricava che lo spazio all'interno della cinta muraria già allora si presentava caratterizzato da un maggior addensamento demografico e da un tasso di popolarità superiore a quello di altre parti della città. Dal XVI al XVIII secolo le famiglie del borgo (l'insieme delle parrocchie di Santa Lucia e di San Pietro, comprese alcune frazioni presenti nelle colture da esse dipendenti) rappresentavano quasi un quarto della popolazione cittadina.
Durante tutto il periodo veneziano il borgo conservò anche un seppur modesto numero di nobili - come i Thiene e i Monza - di mercanti e di borghesi padroni di case e di discrete fortune; fin dal XV secolo alcune famiglie abbienti vi fecero costruire residenze signorili, come il gotico palazzo Regaù, il rinascimentale palazzo Angaran, le case Thiene nel Cinquecento, il palazzetto Belisario a fine Settecento.
Il borgo era, però, soprattutto e sostanzialmente popolare; a dare un tono particolare alle contrade erano le botteghe artigianali, i mulini e i mestieri, alcuni dei quali destinati a durare sin quasi alle soglie della modernizzazione: merzari, callegari, murari, pellattieri, sartori, tessari, a testimoniare l'operosità della popolazione qui insediata.
In contrà Sant'Andrea erano numerosi i pellettieri, anche benestanti come Gaspare Manente titolare di un fillatorio et torzatorio menato da l'acqua con una roda … uno follo da pelli, sega da legname, rode tre de molini. Ancora poche invece, fino al Settecento, le case con arnesi da lavorar seda, anche se in tutte le contrade vi erano tintori, lanari, tessari …. Numerose le abitazioni con orto e cortile. 
Nel Settecento i rioni popolari di Santa Lucia e di San Pietro furono le zone della città tra più esposte al degrado e all'impoverimento, anche per l'aumento del numero di persone allontanate dai quartieri più benestanti e relegate nella periferia urbana; l'élite cittadina cercava di ridurre i contatti sociali con loro (questo era soprattutto evidente nel caso di lavoratori impiegati in mestieri maleodoranti, come i conciatori, i macellai, ecc.), così come con i contadini inurbati e i questuanti; in borgo Padova erano acquartierati anche gli sbiri, le guardie della Repubblica di Venezia più invisi al popolo.
Progressivamente, in epoca preindustriale verso la fine del Settecento, il crescente affollamento e congestionamento contribuì a degradare la vivibilità e l'abitabilità delle contrade: nelle strade il selciato era sempre più sconnesso, soggetto a deterioramento da fango, piogge e frequenti alluvioni; le case erano sempre meno confortevoli mancando, tra l'altro, di impianti igienici. Sempre più, allora, la gente usciva dalle case, si riversava nelle strade, aumentando in senso positivo e negativo - cioè sia con le amicizie che con i litigi - la socializzazione di base. Goethe attribuiva la sua simpatia per i vicentini al fatto che essi "hanno modi spigliati e affabili e ciò deriva dalla loro continua vita all'aperto".
Negli ultimi decenni del Settecento in queste contrade, dalle quali si raggiungeva facilmente borgo Pusterla, zona di opifici, erano vivi il mestiere e l'arte di fabbricare le sete; i numerosi telai erano costantemente in funzione e i samitari (i lavoranti del samit, il drappo di seta intessuto con oro o argento) con le loro famiglie dimoravano in maggior numero qui rispetto ad altre zone della città; peraltro vi era una sola filanda con 24 fornelli alle Fontanelle e un unico opificio collegato della Ditta Felice Savi.

### Età contemporanea

#### L'impoverimento e il degrado del quartiere
Dopo la caduta della Serenissima nel 1797 e le campagne napoleoniche che ebbero ripercussioni negative sulla città e sul territorio, vi fu un lento ma progressivo declino dell'economia cittadina, determinato soprattutto dalla diminuzione, e poi dalla scomparsa, del lavoro e quindi del tessuto sociale collegati alla produzione della seta. A differenza di quanto avvenne nell'Alto Vicentino, la gravissima crisi investì particolarmente il capoluogo dove, in seguito all'introduzione del telaio meccanico, ne risentirono quelli che erano stati fino ad allora i fiorenti setifici, i cui imprenditori non seppero far fronte alle nuove esigenze del mercato internazionale e persero i mercati. L'impoverimento - che durò per quasi tutto il XIX secolo - si fece sentire particolarmente nei quartieri dove viveva la popolazione più umile, come quelli di San Felice e di San Pietro.
Durante le epidemie di colera del 1836, del 1849, del 1855 e del 1867, il morbo e i decessi si ebbero soprattutto nei quartieri più poveri che, per la scadente e insalubre struttura delle case e per la troppo alta densità della gente che abitava in spazi ristretti, ne erano più soggetti; questo accadde regolarmente in contrà San Pietro e nella Corte dei Roda.

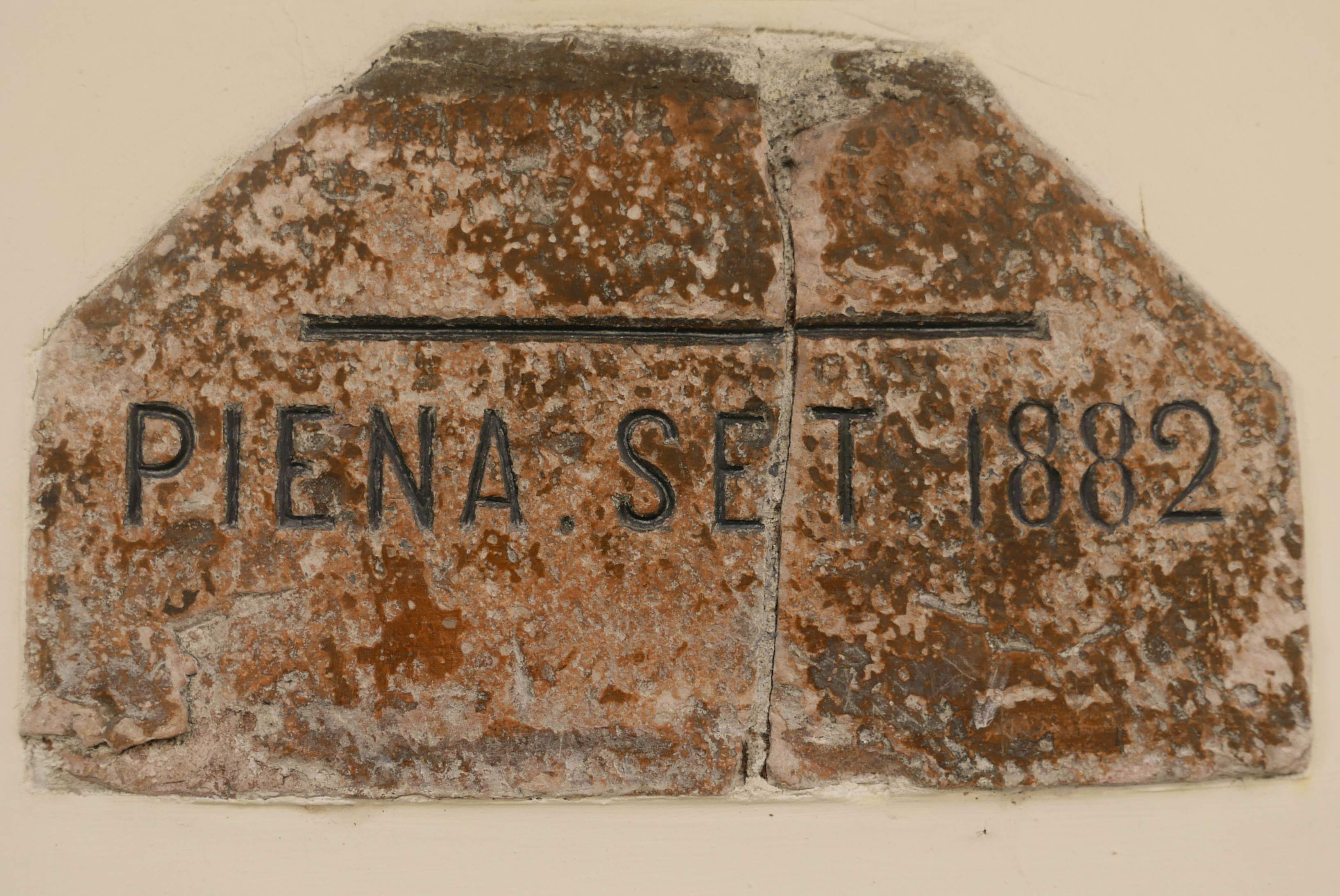
Targa con il livello raggiunto dalla piena del 1882, circa 180 cm.

Il ripetersi ogni pochi anni delle alluvioni - la più importante fu quella del 1882 - a discapito delle zone più basse della città, come quelle d'oltre Bacchiglione, le più penalizzate dalle piene disastrose del fiume (contrà Torretti, Santa Lucia, la Corte dei Roda) con la conseguenza di aumentarne il degrado. In quegli anni, però, si intensificarono importanti segnali di solidarietà e di aggregazione popolare delle contrade.
Anche dopo l'annessione del Veneto al Regno d'Italia, cioè dopo il 1866, continuò il degrado del quartiere ("Un borgo desfortunà") in tutte le sue contrade: San Pietro con la Corte dei Roda, Porta Padova e Santa Lucia; lo sottolineano diversi articoli dei giornali locali, che accusano i siori del Comune di non volersene interessare.
Nella seconda metà del secolo, soprattutto in questo quartiere, vi fu un aumento graduale anche se non vistoso della popolazione cittadina, dovuto non solo al maggior numero di nati rispetto a quello dei morti, ma principalmente all'immigrazione dalle campagne in città, determinata da operai in cerca di lavoro e da poveri che i comuni della provincia spingevano verso la città per diminuire i costi del loro mantenimento.

#### La nascita di Istituti assistenziali e religiosi
Un mutamento di conformazione del quartiere fu dato anche dal concentrarsi in esso di istituzioni cittadine di assistenza che, sommate a quelle religiose, lo rendevano non più la residenza di classi laboriose seppur poco abbienti, quanto piuttosto un luogo deputato alla raccolta e al controllo di quote instabili ed emarginate di popolazione povera.
L'Istituto Ottavio Trento

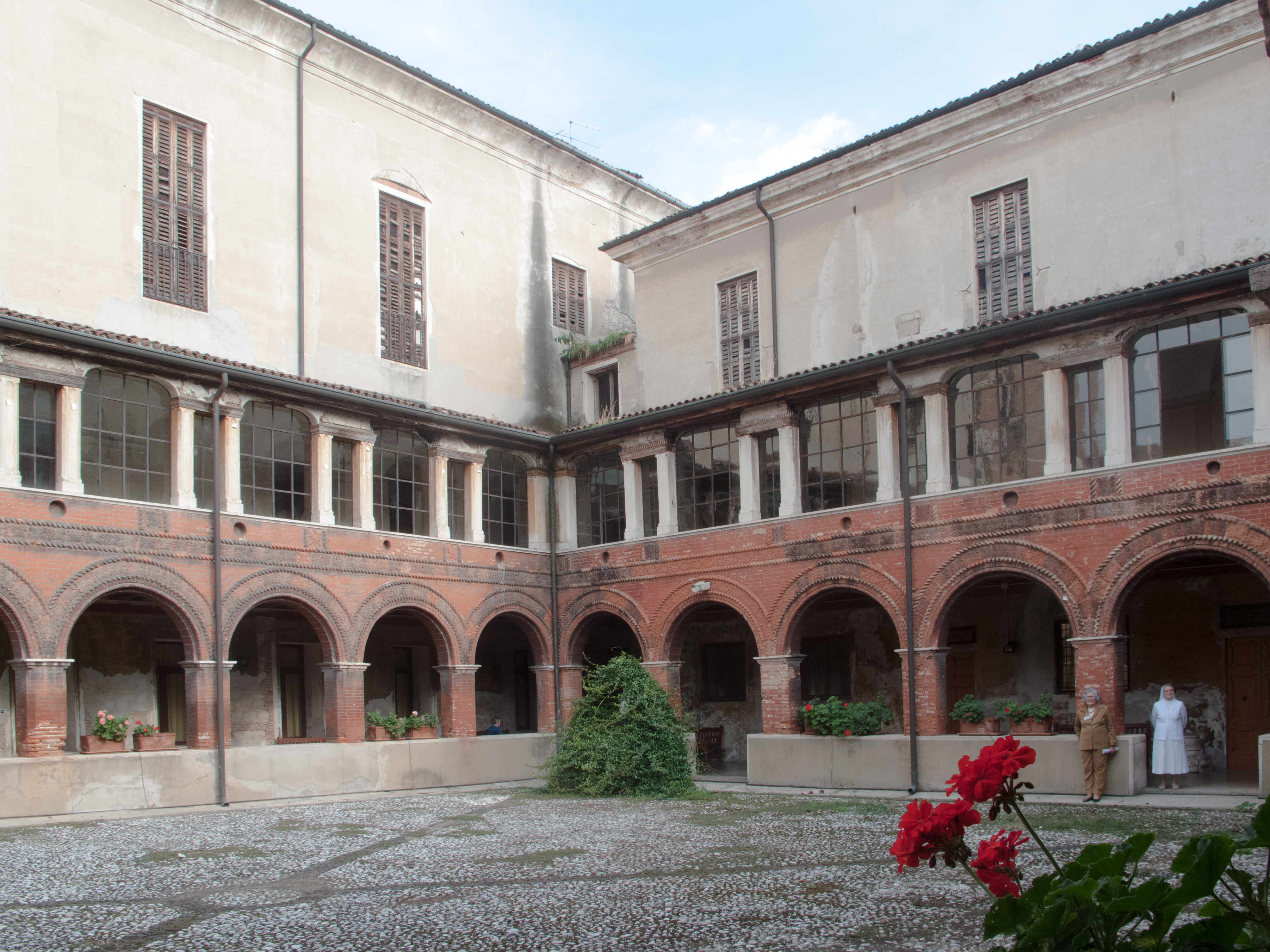
Chiostro del monastero di San Pietro, dall'Ottocento sede dell'Istituto Trento

Nel 1810 il nobile vicentino Ottavio Trento donò al Comune di Vicenza una somma cospicua per l'istituzione di una "Casa di lavoro volontario e semiforzato", al fine di dare una risposta allo stato di grave disagio in cui si trovavano i numerosi operai e artigiani rimasti sul lastrico con le loro famiglie in quegli anni di crisi economica; a questa donazione egli aggiunse poi nel suo testamento un ulteriore sostanzioso legato. Per realizzare l'opera, il Comune individuò il complesso dell'ex-monastero di San Pietro; i lavori di restauro cominciarono solo dopo la morte del donatore per concludersi nel 1814.
L'Istituto accolse dapprima ospiti anziani e bisognosi di assistenza, specialmente durante la stagione invernale; cinque anni più tardi iniziò ad accogliere anche i figli degli operai disoccupati, creando una sezione separata destinata all'istruzione professionale, per addestrare i ragazzi ad un lavoro artigianale; nel 1881 questa sezione fu spostata nell'Orfanotrofio maschile da poco istituito nel vicino ex-convento di San Domenico. Così l'Istituto Ottavio Trento - indicato dapprima come "Casa d'Industria e Lavoro a sollievo della mendicità", e quindi come "Casa di riposo per persone invalide o anziane prive di mezzi propri" - si specializzò sempre più nel ricovero di anziani poveri, attrezzandosi con strutture e personale adeguati all'evoluzione dei tempi.
L'Istituto Salvi
Il conte Gerolamo Salvi che, come il Trento non aveva eredi, volle destinare quasi tutto l'ingente patrimonio familiare a sostegno delle persone più deboli e spesso abbandonate sul lastrico a mendicare; così con il testamento del 1873 costituì suo erede universale il Comune di Vicenza perché fondasse un asilo per i poveri, gli anziani e quanti soffrivano di menomazioni fisiche e mentali. Queste disposizioni furono realizzate con l'apertura dell'Asilo di mendicità negli ambienti dell'ex-convento di San Giuliano, opportunamente restaurati e attrezzati nel 1886.
Il dormitorio pubblico
Dopo diversi passaggi di proprietà, nel 1888 palazzo Regaù divenne un dormitorio pubblico, lasciato all'incuria e al degrado, caratteristiche che lo contraddistinsero fino a tempi recenti, quando un accurato restauro lo restituì agli antichi splendori.
L'Orfanotrofio di San Domenico
L'eccessivo affollamento dell'Orfanotrofio della Misericordia, verso la metà del secolo, rese necessaria una nuova sede per la sezione maschile, che fu trasferita nel 1861 in contrà San Domenico, dapprima nell'ex-convento delle cappuccine sotto la direzione dei padri pavoniani e poi, risultando insufficiente e inadeguata anche questa sede, quattro anni più tardi nell'attiguo ex-convento delle domenicane. Qui furono allestiti alcuni laboratori per l'istruzione professionale e aule scolastiche per gli ospiti che - a norma di statuto - dovevano essere ragazzi e giovani "orfani o in stato di abbandono, i quali non possano essere convenientemente aiutati in seno alle loro famiglie" ed erano accolti a convitto o a semiconvitto; alla direzione dell'istituto furono chiamati sacerdoti diocesani.
L'Istituto Farina

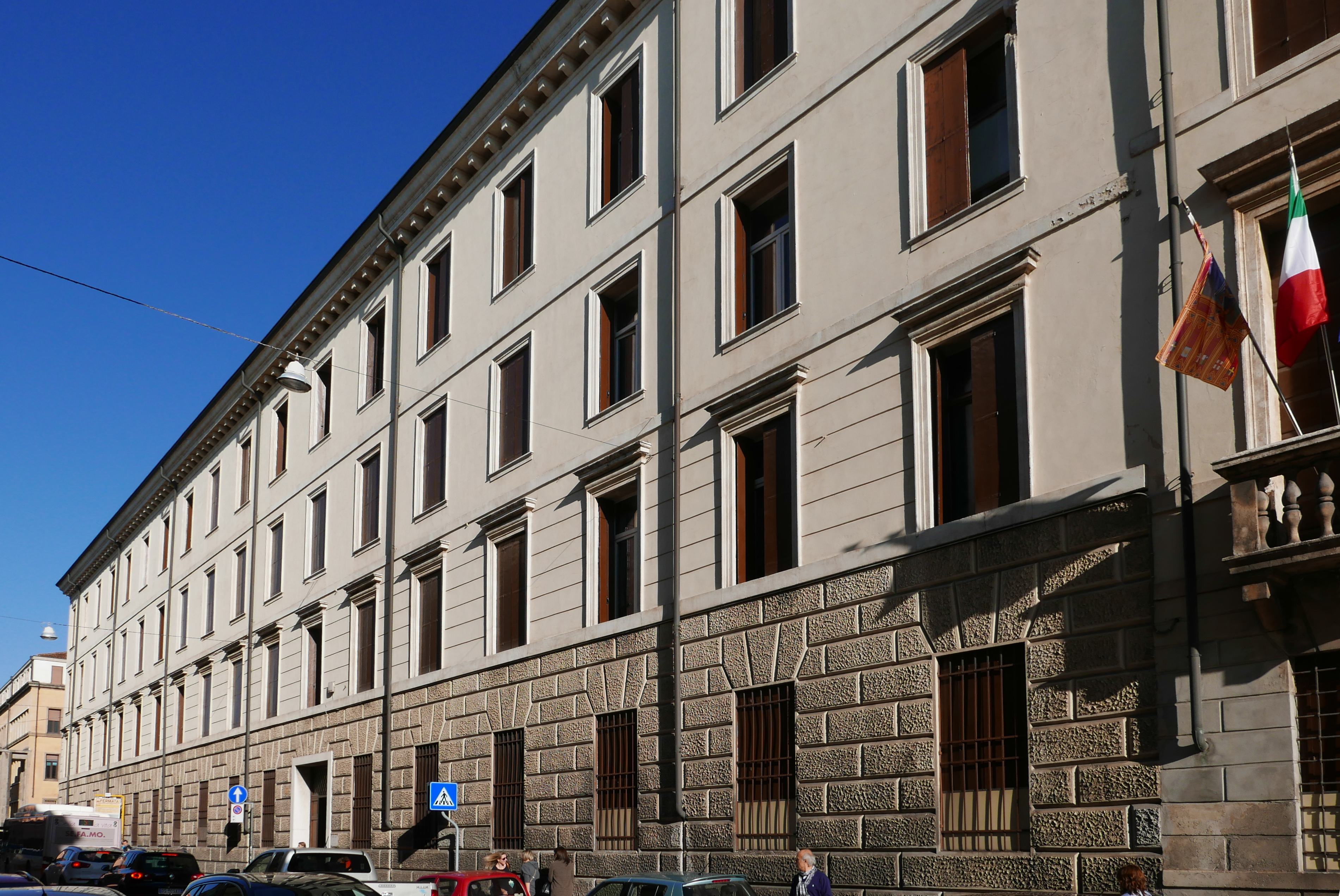
Istituto Farina delle Suore Maestre di Santa Dorotea Figlie dei Sacri Cuori

Questa istituzione sorse nel 1836 per iniziativa del sacerdote e professore del Seminario vescovile di Vicenza - divenuto in seguito vescovo di Treviso e quindi di Vicenza - Giovanni Antonio Farina, che nei primi dieci anni di sacerdozio prestava anche servizio come cappellano a San Pietro. In questa parrocchia, costituita per gran parte da famiglie operaie, nel 1827 era stata portata da don Luca Passi l'Opera di Santa Dorotea e, nel febbraio dell'anno seguente, era stata istituita la Pia scuola di carità per le fanciulle povere. Don Antonio Farina fin dagli inizi si prese a cuore l'Opera e nel 1831 la innestò nell'altra della Pia scuola che minacciava di estinguersi; fino al 1836 le maestre furono persone secolari non vincolate da voti, ma in quell'anno - sia per la difficoltà di trovare educatrici idonee e disponibili a tempo pieno, che per dare maggiore stabilità all'istituzione - il Farina favorì la costituzione di un gruppo di nuove maestre, che vivevano in comune e alle quali diede una regola.
In accordo con il vescovo Cappellari e con le autorità civili, egli aprì la prima casa in contrà San Domenico e, grazie all'appoggio di alcuni benefattori, poté accogliervi le prime ospiti alle quali offrì, in un tempo in cui il ruolo della donna era spesso oggetto di emarginazione e di segregazione, un'educazione umanistica e morale, integrata dalla formazione professionale necessaria a un dignitoso inserimento nella società. Nel 1840 vi furono accolte, e seguite con appropriate tecniche didattiche, anche bambine cieche e sordomute.
L'Asilo per l'Infanzia
Il primo Asilo di Carità per l'Infanzia fu promosso da don Giuseppe Fogazzaro, sacerdote, patriota e professore nel Seminario vescovile, il quale istituì un'apposita commissione direttiva che nel 1839 annunciò il progetto della fondazione del primo Asilo per l'Infanzia, modellato sull'esempio di altre città, sulla falsariga pedagogica e didattica del maestro Ferrante Aporti di Cremona. L'iniziativa mirava ad offrire all'infanzia un'adeguata assistenza ed educazione morale ed intellettuale, insieme con il sollievo e l'aiuto alle rispettive famiglie. 
Nel luglio 1839 fu inaugurato in alcuni locali in piazza dell'Isola il primo Asilo per l'Infanzia con una quarantina di bambini provenienti dalle famiglie più povere della città, molte delle quali del quartiere oltre Bacchiglione. Il loro numero si accrebbe rapidamente, tanto che si rese necessaria per le fanciulle la collaborazione delle suore dorotee.
L'Oratorio femminile in contrà Santa Lucia
L'istituzione degli oratori parrocchiali a Vicenza è collegata al clima politico e sociale degli anni successivi all'unificazione nazionale, nell'ambito del movimento cattolico preoccupato di proteggere e sostenere i valori e le tradizioni religiose in una società di ispirazione liberale e talora anche massonica. In varie parrocchie nacquero così gli "oratori" dove, accanto all'insegnamento religioso e morale, si offrivano ai giovani occasioni di letture, giochi, gite, esibizioni teatrali, filodrammatiche, corali e strumentali, attività sportive. Venivano anche organizzati doposcuola per i più piccoli, corsi di addestramento professionale per le ragazze (le "scuole di lavoro") e per i giovani apprendisti. A Vicenza il primo di questi fu l'oratorio femminile gestito dalle Suore delle Poverelle in contrà Santa Lucia.

#### Il XX maggio 1848 a Porta Santa Lucia

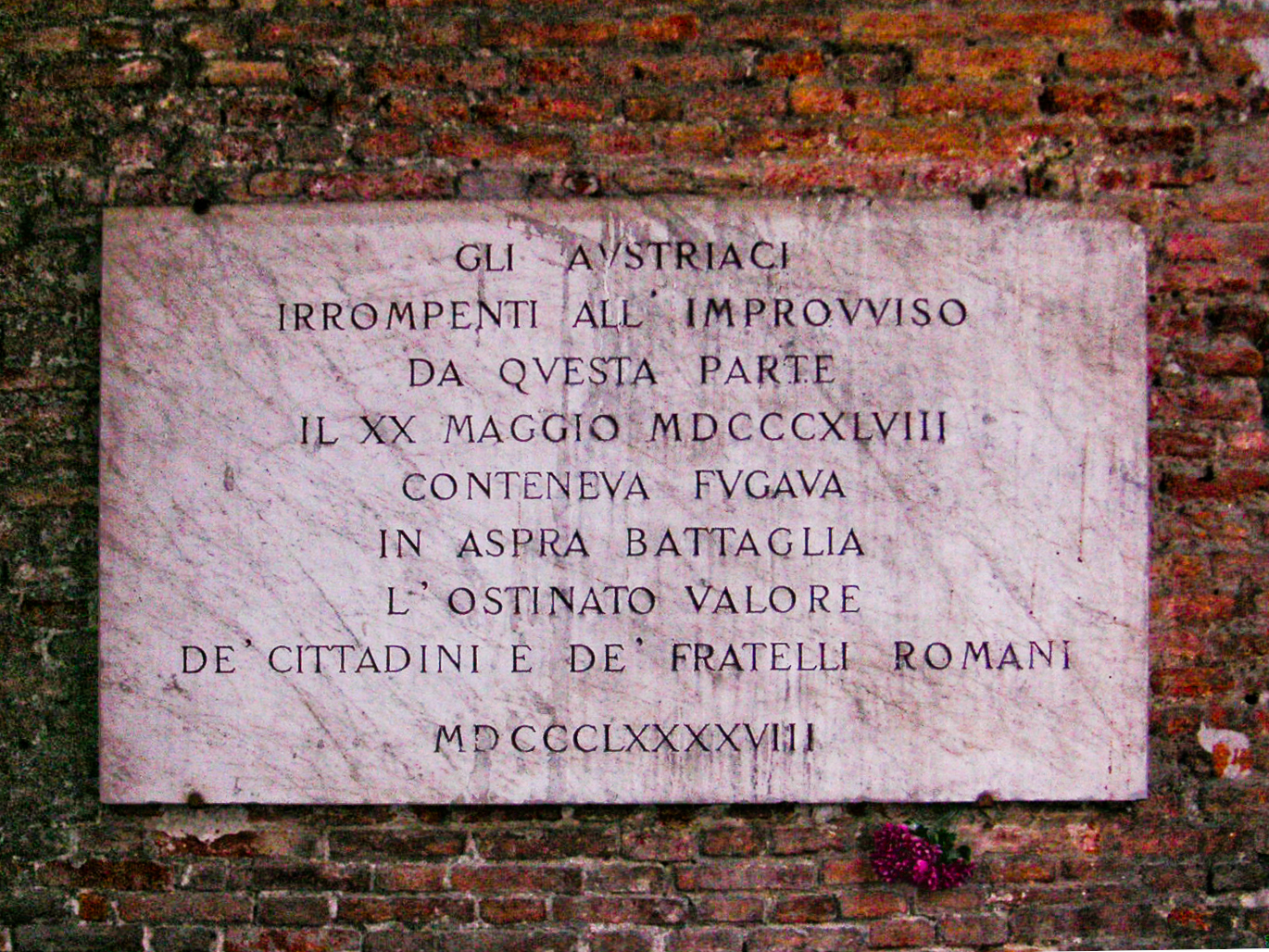
Lapide sotto la Porta S. Lucia che celebra la resistenza del 1848

Quando nel 1848 in tutta Europa scoppiò una serie di moti rivoluzionari, l'esercito asburgico dovette ritirarsi nelle Fortezze del Quadrilatero; anche Vicenza fu sgombrata il 24 marzo e immediatamente si costituì un governo provvisorio. Il 20 maggio, però, la controffensiva austriaca guidata dal generale Nugent si portò sotto le mura di Vicenza tra porta Santa Lucia e Borgo Casale con 16.000 uomini che furono lanciati all'assalto, coperti dal bombardamento di sei cannoni; venne però sanguinosamente respinta dalla resistenza dei volontari vicentini coadiuvati dalle truppe regolari pontificie.
Lo scrittore borghigiano Vittorio Meneghello narra che i popolani di Santa Lucia, artigiani e lavoratori, affiancarono sulle barricate i volontari e i soldati da Borgo Scroffa a Porta Padova. Anche il popolo minuto quindi si ribellò, accompagnando esponenti delle classi alte come il conte Camillo Franco "che aveva preteso che i suoi due figli si iscrivessero alla Guardia Civica" e come il canonico Luigi Maria Fabris, il protettore dei berechini. Jacopo Cabianca scrisse che l'impegno della battaglia aveva richiamato alle armi persino i vecchi e le donne: "e le borghigiane di Santa Lucia non gareggiavano solo nell'assistere i feriti, ma anche nel preparare e porgere le munizioni ai combattenti, dietro lo schermo non invulnerabile delle barricate".

#### La rivitalizzazione del quartiere a fine Ottocento
Dopo la disastrosa alluvione del 1882 l'amministrazione comunale iniziò alcuni lavori: la riparazione dei selciati, l'abbattimento delle case vicine al ponte degli Angeli, opera che mise in risalto la stradela dei Toreti, che per quanto campestre, arborata e vitata, fa bela mostra dei so poco guereschi torrioni, così come il risanamento di alcuni angoli soprattutto nella zona di San Pietro. Nel 1890, su iniziativa del titolare della tranvia cittadina, fu portata oltre il Bacchiglione la luce elettrica per l'illuminazione pubblica. Quest'azione di rifacimento ebbe anche il risvolto negativo della rivalutazione economica delle abitazioni del quartiere, il che portò ad un consistente aumento del costo degli affitti, aumentando quindi anche l'indigenza e il disagio della popolazione di queste zone già povere.
Negli ultimi due decenni del secolo i mestieri gestiti da singole persone - tipico della zona era quello delle lavandare, linguacciute lavoratrici che dalle contrade scendevano alla Corte dei Roda - e da famiglie passarono sempre più alla condizione di mestieri operai e questo favorì l'aggregazione della popolazione. A palazzo Angaran avevano sede a fine secolo tre società operaie: la "Fratellanza", quella dei Falegnami e quella dei Macellai. Altro associazionismo qui presente era anche quello della Società Anticlericale e della Loggia Massonica intitolata a "Lelio Socino".
A fine Ottocento al di là del fiume vi era quindi il quartiere più popoloso e proletario, una sacca di contenimento delle povertà urbane e della vecchiaia impotente, un'area solcata da tensioni e da fermenti d'ordine sociale e culturale, ma anche uno spazio di associazionismo operaio, artigiano, politicamente filorisorgimentale e progressista.
In quel periodo erano già frequenti i momenti di ritrovo ludico comunitario in osteria, dove si incrementavano i processi di socializzazione politica e culturale del popolo minuto, caratterizzati da giochi, canti ma anche da litigi, spesso con i contadini del circondario che la domenica sera venivano a queste feste dalla campagna; importanti le trattorie di Benetto (che poteva accogliere oltre 300 persone) e "della Luna" di Soave, entrambe appena al di là della Porta Padova. Ogni tanto, nel corso dell'anno, vi erano banchetti sociali e appuntamenti politicamente significativi.

#### La polemica sulla denominazione delle contrade

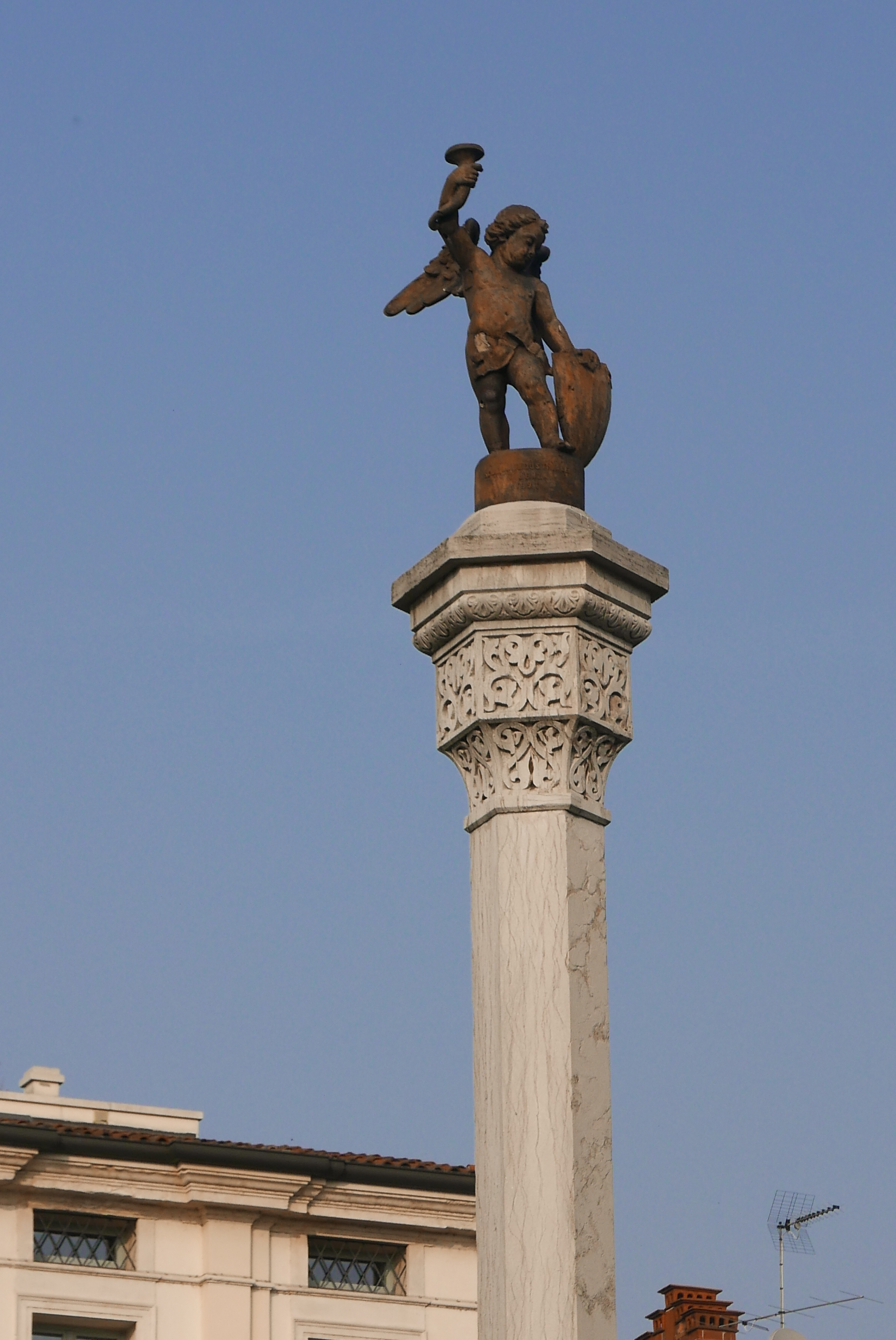
La colonna dell'Angelo in piazza XX Settembre

Nel 1895 la conquista della maggioranza nel consiglio comunale di Vicenza da parte dei cattolici, alleati con i moderati, determinò un consistente rinnovamento a livello della politica municipale, imprimendo un'importante accelerazione al processo di formazione del quartiere d'oltre Bacchiglione secondo le sue connotazioni più moderne.
Non era però conclusa, anzi era sempre più accesa, la polemica tra i fautori della monarchia sabauda e quelli del papa, da 25 anni ormai confinato nei palazzi vaticani.
Nell'ottobre 1895 un'istanza firmata da 395 cittadini fu presentata all'Amministrazione comunale per ottenere che alla piazza degli Angeli e alla contrà della Fontana Coperta venissero dati rispettivamente i nomi di piazza e di contrà XX Settembre, a ricordo della data della breccia di Porta Pia a Roma, avvenuta nel 1870. La Giunta del tempo, presieduta dal conte Antonio Porto, aveva fatta sua la richiesta e iscritta la relativa proposta all'ordine del giorno per l'approvazione del Consiglio comunale, quando pochi giorni prima dell'adunanza un'altra petizione firmata da 757 elettori pervenne al Comune perché fosse conservato alla via l'antico nome di Fontana Coperta e alla piazza degli Angeli venisse dato quello di piazza XX Maggio, a ricordo della giornata che aveva visto uno degli episodi della memorabile difesa del 1848.
Animata e non senza vivaci spunti polemici fu la discussione che si svolse in seno al Consiglio sulle due istanze, desiderosi gli uni che venisse rispettata l'antica denominazione e che il nuovo nome non servisse ad aumentare la discordia fra i cittadini, battendosi gli altri per l'accoglimento della petizione che includeva un concetto accentuatamente politico. Vi fu anche chi tentò di far accettare una soluzione di compromesso, mediante la quale, confermato il vecchio nome di Fontana Coperta, si sostituissero quelli di piazza degli Angeli con piazza XX Settembre e di contrà Santa Lucia con via XX Maggio; ma nemmeno questa proposta venne accettata. 
Soltanto due anni più tardi la proposta di intitolare con il nome di XX Settembre la contrà della Fontana Coperta poté essere ripresentata dalla nuova Amministrazione Comunale, essendo sindaco Eleonoro Pasini, e a maggioranza approvata nella seduta dell'11 marzo 1898: il Consiglio volle anzi in un certo senso prendersi una rivincita per il ritardo subito, cosicché non solo alla contrà della Fontana Coperta, ma anche alla piazza degli Angeli fu imposto il nome di XX Settembre.

#### La "Repubblica di Trastevere" e la"Republica de San Zuliàn"
In quegli anni si volle anche affermare l'analogia del quartiere di San Pietro con quello di Trastevere a Roma: si trovava al di là del Bacchiglione come il quartiere romano era al di là del Tevere, come quello veniva spesso alluvionato dal fiume, era caratterizzato da una popolazione quasi a sé stante, popolani di nota tenacia, fierezza e genuinità. Un'ulteriore affinità era data dal ricordo della Repubblica Romana del 1849, quando nel quartiere di Trastevere i popolani avevano appoggiato Mazzini, Garibaldi e infine i francesi ed erano stati dichiarati "veri amici della libertà".
Proprio per sottolineare queste affinità il nome di "Repubblica di Trastevere" fu attribuito al quartiere popolare di Vicenza nel 1891 dai padri fondatori Cevese e Colain, che erano stati i promotori della nuova toponomastica del borgo. Questo episodio causò accesi dibattiti e appassionate proteste da parte di alcuni borghigiani e delle “lavandare”, solite a pulir panni sotto il Ponte degli Angeli, che si opponevano al mutamento. Nonostante le polemiche, la mozione dei “repubblicani” fu approvata e venne indetto il giorno dell’inaugurazione della colonna di Vittorio Cevese in piazza XX Settembre, il 25 ottobre 1891.
Sapientemente organizzata dai comitati promotori, l’iniziativa divenne una festa memorabile e si protrasse fino all’alba, con accompagnamento di fanfare e fuochi d’artificio.
Intento a rimuginare sugli ambienti di Roma città eterna, Antonio Colain così formulava le sue riflessioni: "… Il Trasteverino coi suoi costumi! Col suo fiume glorioso … quante memorie ha anche questo fiume! Ed anche il nostro Bacchiglione gli ha i suoi fasti, peccato non abbia più il suo arco romano; ma così abbiamo il Tevere senza le piene. Mi piace dargli questo nome, chi sa che forse i nostri trasteverini non diventino famosi … qui intanto si lavora, si rinnovano le vie, si danno spettacoli e si fanno delle beneficenze, forse ...".

#### La demolizione delle mura e l'apertura della città
I primi decenni del Novecento furono caratterizzati dallo sviluppo della città e dal notevole aumento del traffico, il che rese necessario lo smantellamento di una parte delle mura e portò all'allargamento del quartiere.
Nel 1910 fu demolita la Porta delle Torricelle, o Porta Padova. Così anche la zona di Borgo Padova, o di San Zuliàn, che si trovava al di là della porta ma da sempre era collegata all'area interna, divenne parte integrante del quartiere.
Non era però sufficiente: alla vigilia del primo conflitto mondiale la città appariva ancora chiusa nella sua cerchia di mura. Nel primo dopoguerra la "forma urbis" fu inesorabilmente travolta dallo sviluppo edilizio contemporaneo, per sua natura insofferente di limitazioni e allargantesi, all'opposto, in massa informe e continua, negatrice di ogni attrazione e vincolo di forza centripeta.
Con l'abbattimento delle mura scaligere, nel 1927 venne aperta l'antica Porta di Lisiera, costruendo il tratto esterno di via IV novembre che si collegava così a Borgo Scroffa. Nel 1932 fu aperta la porta delle Roblandine, permettendo il passaggio da contrà San Domenico a via Legione Gallieno.
Per esigenze urbanistiche, all'inizio degli anni cinquanta avvenne anche lo sfondamento del muro che aveva rinchiuso Porta Casale e quindi contrà San Pietro, così da consentirne l'immissione in viale Margherita; nel corso del decennio un ampio tratto di via Ceccarini e quasi tutta via Legione Gallieno furono costruite o ampliate colmando l'antico fossato che contornava le mura.
Abitazioni costruite utilizzando le mura scaligere di Borgo San Pietro:

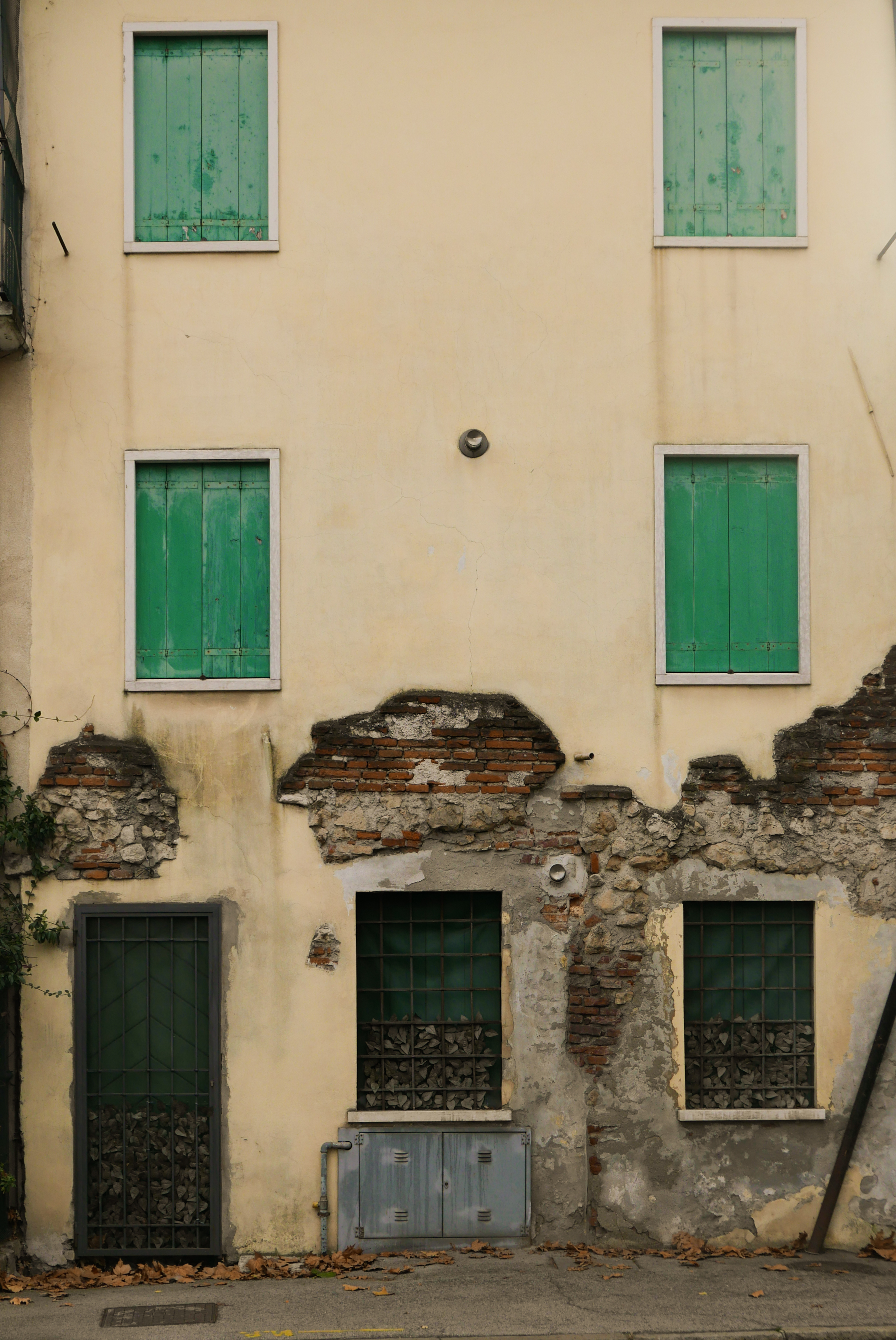
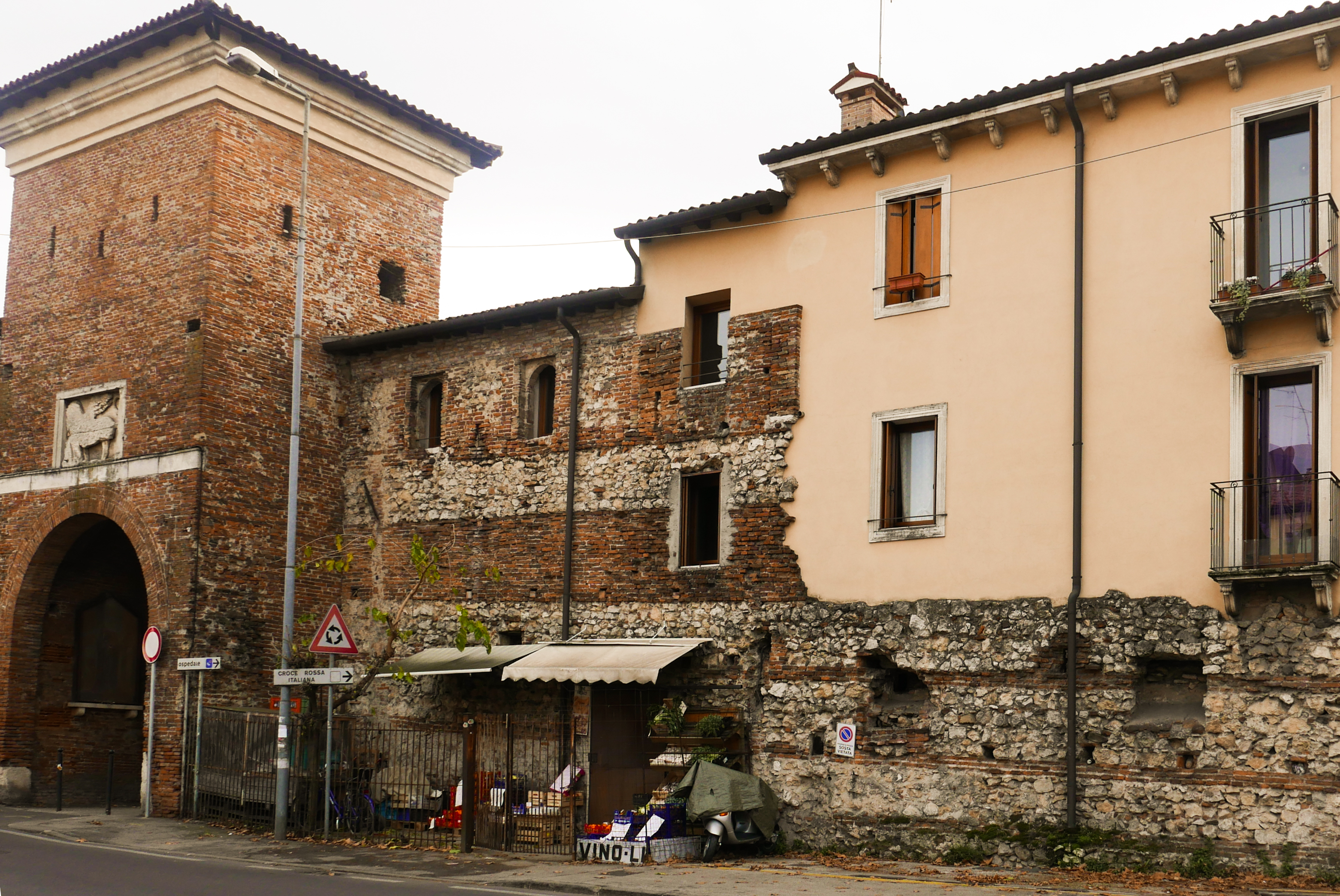
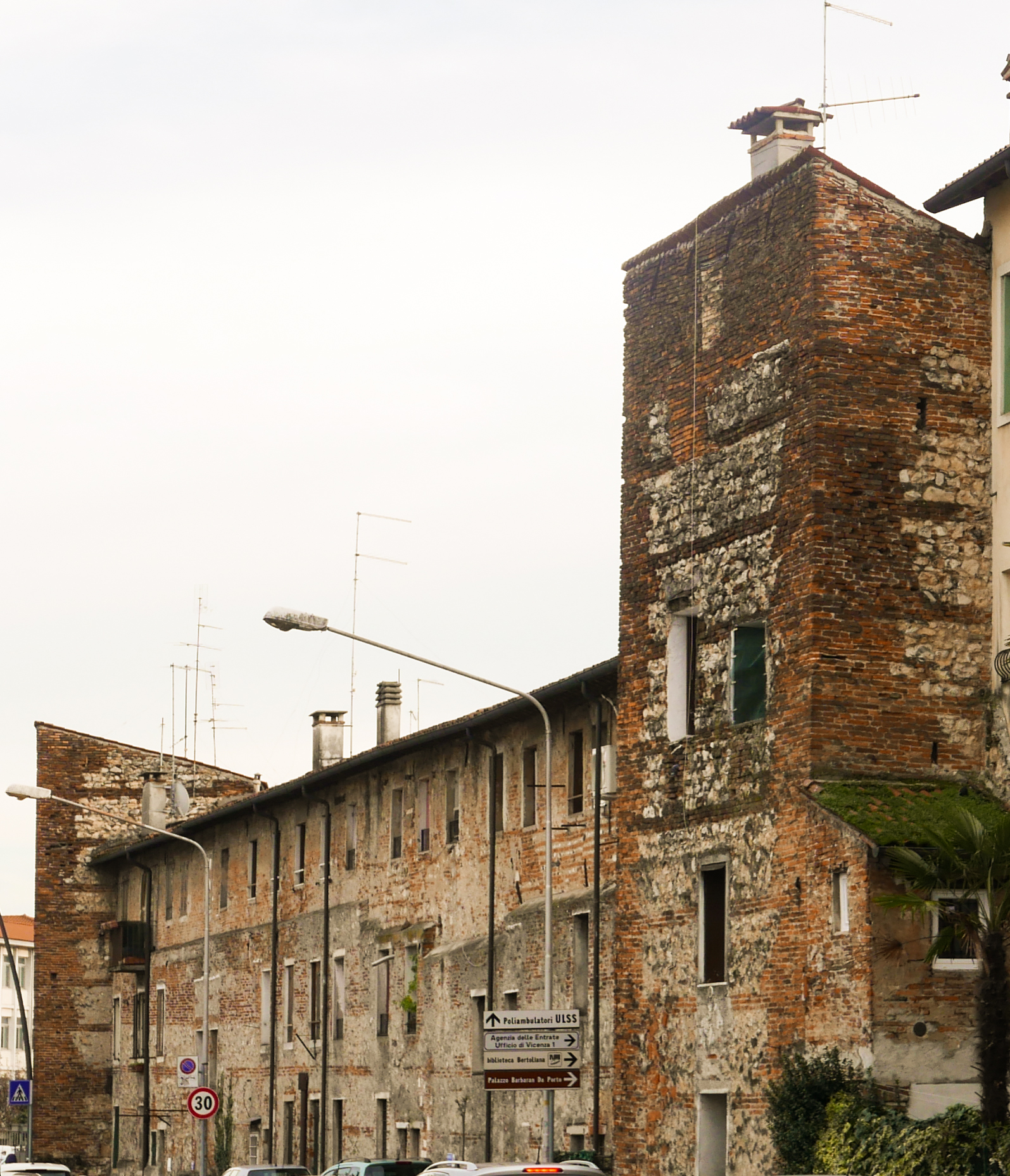
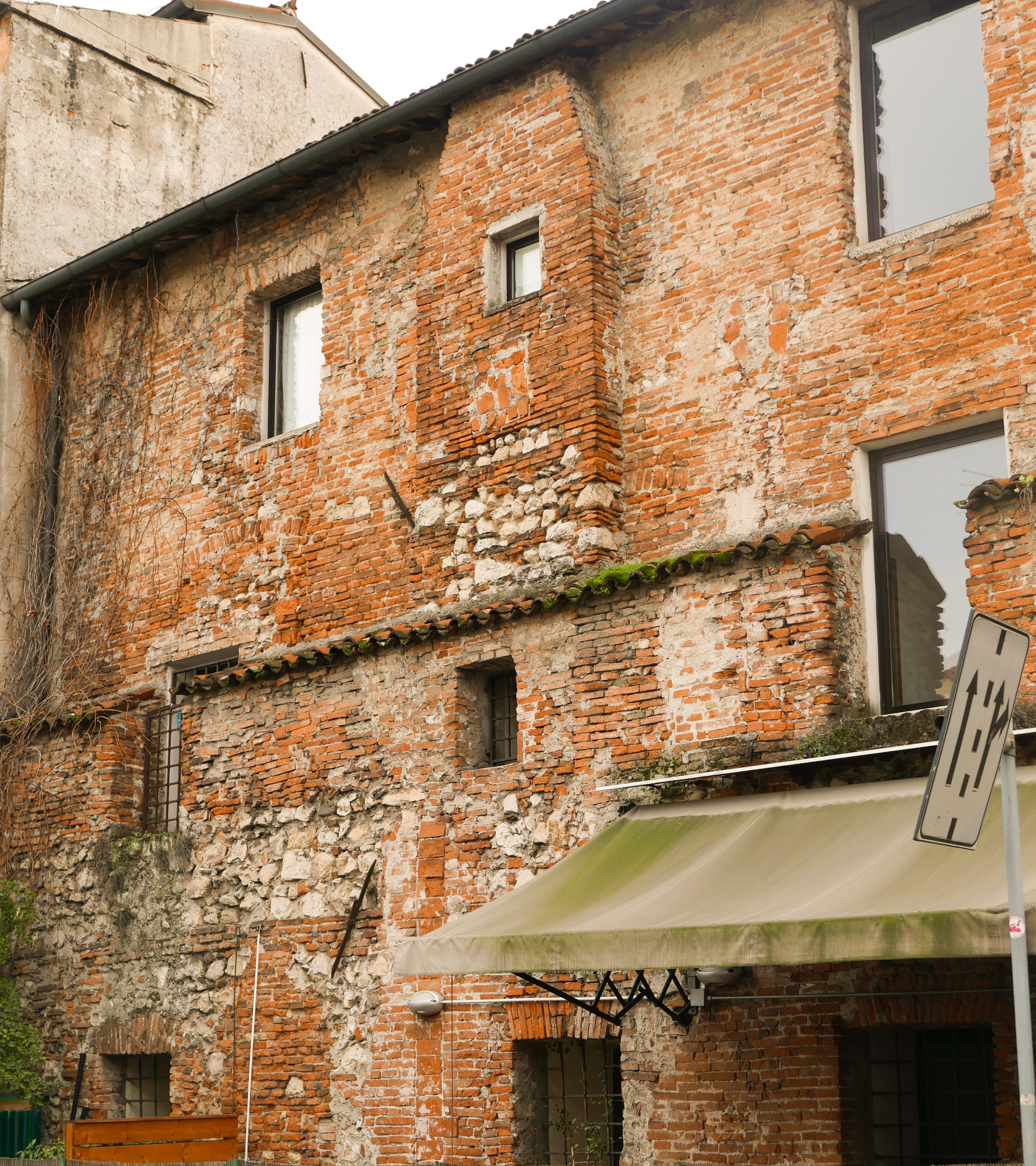

## Il quartiere attuale

### Il "Trastevere"
Sebbene questo termine non abbia mai avuto il crisma di una consacrazione ufficiale e sia di origine esclusivamente popolare, divenne di pubblico dominio e utilizzato anche in atti e documenti.
Com'è noto, con il nome di Trastevere viene designato uno dei rioni di Roma e precisamente quello che è separato dal resto della città dal fiume Tevere, compreso fra questo e il Monte Gianicolo. È il più popolare dei Quartieri della Città eterna e considerato come il nido superstite della pura razza popolana, fiera e turbolenta, che fu il maggiore tormento dei governi passati per le sedizioni e le lotte di cui fu spesso protagonista, come, per tacere delle più antiche risalenti all'epoca romana, quella sostenuta in difesa della repubblica mazziniana nel 1849 e, più tardi, durante il nuovo tentativo garibaldino del 1867.
In ragione dell'analogia topografica e dell'affinità di carattere dei suoi abitanti, a fine Ottocento fu dato il nome di Trastevere alla parte della città situata ad oriente del Bacchiglione, subito al di là del ponte degli Angeli, in prevalenza abitate da gente del popolo. 
Contribuì forse a suggerire l'idea del toponimo romano anche il fatto delle denominazioni di piazza e via XX Settembre date non senza contrasti nel 1898 alla zona centrale del Trastevere vicentino, in epoca cioè in cui tale denominazione aveva assunto un significato partigiano e volutamente anticattolico o almeno antipapale. Incise su questa attribuzione un'altra somiglianza fra il Trastevere romano e quello vicentino, quella che, come di fronte al primo sorge nel fiume l'Isola Tiberina, di forma navicolare prodotta dalla divisione della corrente nel punto più largo del Tevere, così a Vicenza, immediatamente a valle del ponte sul Bacchiglione, esiste un isolotto formato dal deposito dei detriti portativi dalle piene del fiume.
Comunque, il classico toponimo incontrò il generale favore e il quartiere fu anche teatro di spassose manifestazioni carnevalesche a tinta... pseudo sovversiva con relative rievocazioni repubblicane, svoltesi fra la chiassosa allegria della cittadinanza.
Arrivando dal centro della città e passato il ponte degli Angeli si è subito in piazza XX settembre, nella quale si aprono a raggiera cinque strade.

### Piazza XX Settembre

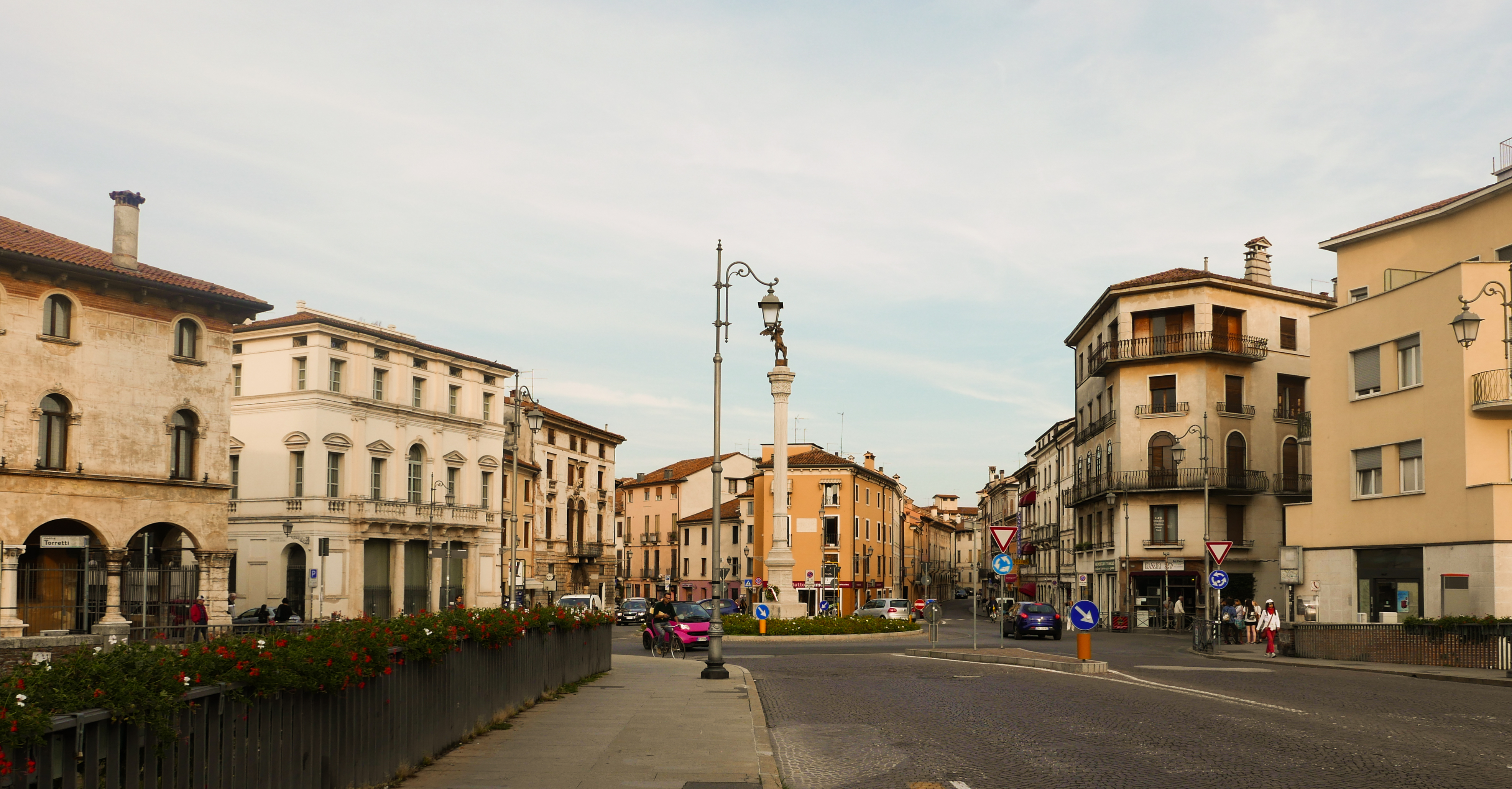
Piazza XX Settembre

Anticamente era conosciuta col nome di "piazza del Ponte di Porta San Pietro", come si rileva da un documento dell'Archivio del Monastero di San Pietro riferito dal cronista Silvestro Castellini.
Nella Guida numerica cittadina del 1858 era denominata "piazzetta degli Angeli", dal titolo della chiesa di Santa Maria degli Angeli, a quel tempo ancora esistente al di là dell'omonimo ponte.
Quasi al centro della piazza nel 1891 venne eretta "simbolo di rivendicazione e di libertà - auspice Roma immortale" una colonna in stile bizantino, sormontata da un angelo in bronzo che regge una fiaccola accesa; poiché però il monumento, specialmente dopo l'apertura della via IV Novembre, rappresentava un intralcio al notevole traffico della piazza, qualche decennio più tardi fu spostata in un punto più verso nord.
Il nome attuale venne dato con la deliberazione consiliare dell'11 marzo 1898 quando, dopo un decennio di discussioni, il governo cittadino volle celebrare la data della presa di Roma che portò all'unità dell'Italia risorgimentale (1870).
Sulla piazza, di forma rettangolare, si affacciano il neo rinascimentale palazzo Angaran e il settecentesco Palazzo Bonaguro.

### Le contrade

#### Contrà Torretti, stradella dei Orbi e Corte del Lotto

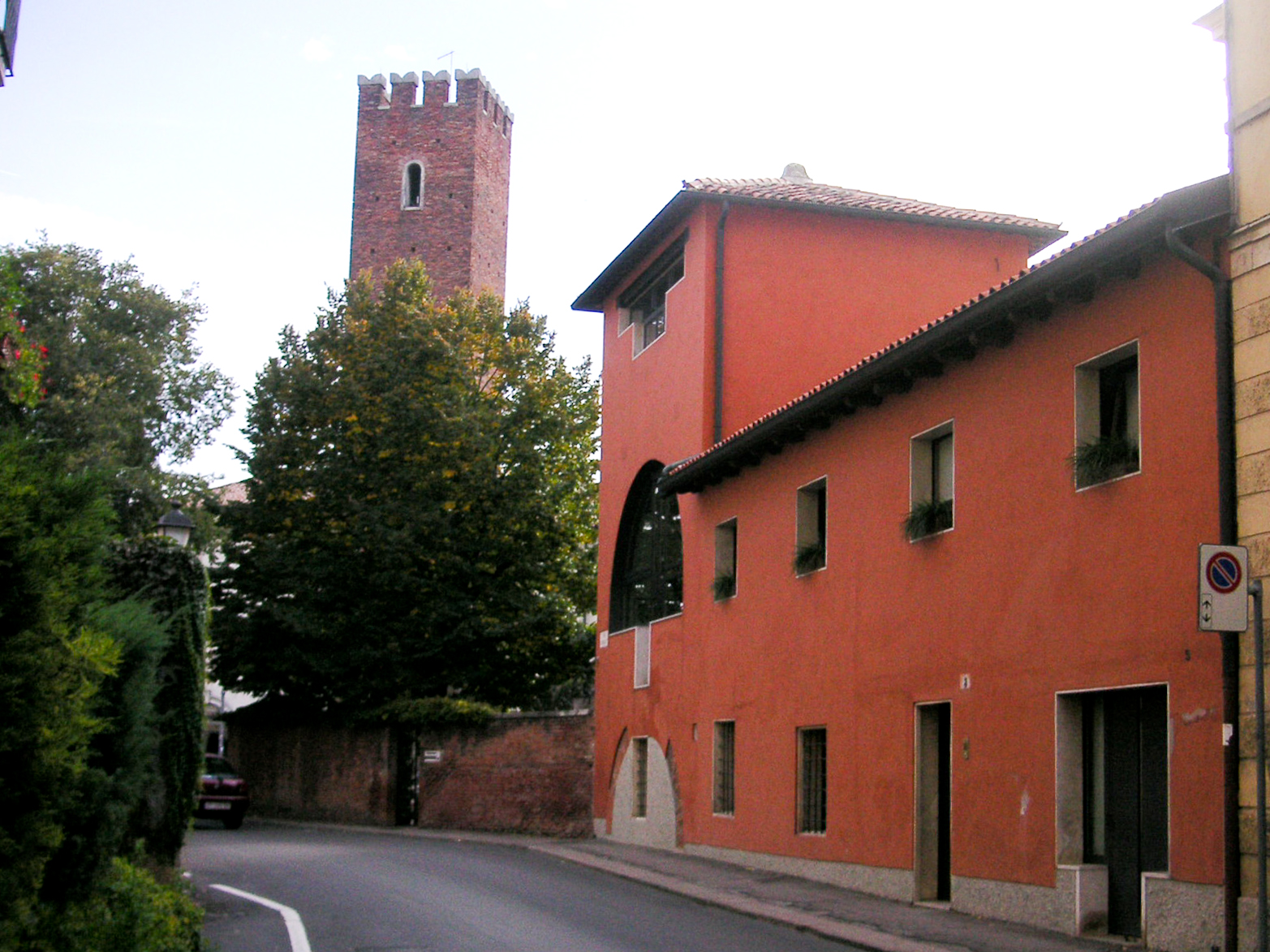
Torricella (completamente ristrutturata), in via Torretti; sullo sfondo la Torre Coxina

Contrà dei Torretti è un'angusta strada che segue il tracciato della linea fortificata costruita dagli Scaligeri nella seconda metà del Trecento e prende il nome dalle piccole torri (i "torretti") a quel tempo erette a intervalli regolari lungo la cortina di mura; la posizione di alcune di esse è ancora visibile - o intuibile - sotto l'adattamento che ne è stato fatto ad uso di abitazione.
All'inizio della via palazzo Angaran, che forma angolo con contrà Santa Lucia, è il primo edificio di una serie di architetture appartenenti a stili ed epoche diverse.
In questa contrà vi sono la sede della Croce Rossa Italiana di Vicenza, pregiato edificio dalle tipiche linee del primo Novecento e la sede della Caritas diocesana, con annesso un dormitorio; un tempo vi era anche Villa Lola, casa di tolleranza.
Contrà Torretti ha due stretti vicoli:
- La Stradella dei Orbi, lunga circa 70 metri, con una corte interna e collegata a contrà Porta Santa Lucia. L'origine della denominazione - di data non molto antica perché all'inizio dell'Ottocento la stradina era ancora senza nome e genericamente nota come la "stradella che va ai Torretti" - probabilmente si spiega col fatto che in essa abitavano alcuni poveri ciechi, usi forse ad andare elemosinando per la città e perciò conosciuti come "i orbi" e da loro la via prese poi il nome[58].
- La Corte del Lotto, il cui toponimo deriva dal nome della famiglia che vi abitava e vi possedeva delle case, ora ristrutturate[59].

#### Contrà Santa Lucia
È la strada che collega piazza XX Settembre con l'omonima Porta - anch'essa costruita dagli Scaligeri e ancora esistente, seppur rimaneggiata - che esce dalla città immettendo nel Borgo Santa Lucia. È caratterizzata da una serie di edifici dei quali si riconosce la struttura medievale e rinascimentale e, in diversi tratti, dai bassi e stretti portici che la fiancheggiano. 
Già notevole per movimento e frequenza di transito quando - fin dall'epoca romana - essa costituiva la principale e più comoda arteria per chi entrava in città dalla Via Postumia, perdette gran parte della sua importanza in seguito alla costruzione, nel 1927, di via IV Novembre e l'apertura di un nuovo passaggio attraverso le mura cittadine, il che consentì di imboccare da piazza XX Settembre direttamente il borgo Scroffa.
Nel 1896, periodo di accesi dibattiti tra clericali, moderati e laici progressisti, si discusse la proposta - nata su iniziativa del consigliere Paolo Lioy - di sostituire la denominazione di contrà Porta Santa Lucia con quella di "via XX Maggio", in ricordo della memorabile giornata del Quarantotto, quando nelle vicinanze della Porta i volontari vicentini accorsi in difesa della città si batterono vittoriosamente contro le truppe austriache. La proposta, però, che era stata fatta a scopo conciliativo onde poter varare l'altra richiesta che mirava a sostituire il nome di piazza degli Angeli con quello di piazza XX Settembre, non incontrò il favore della maggioranza del Consiglio.

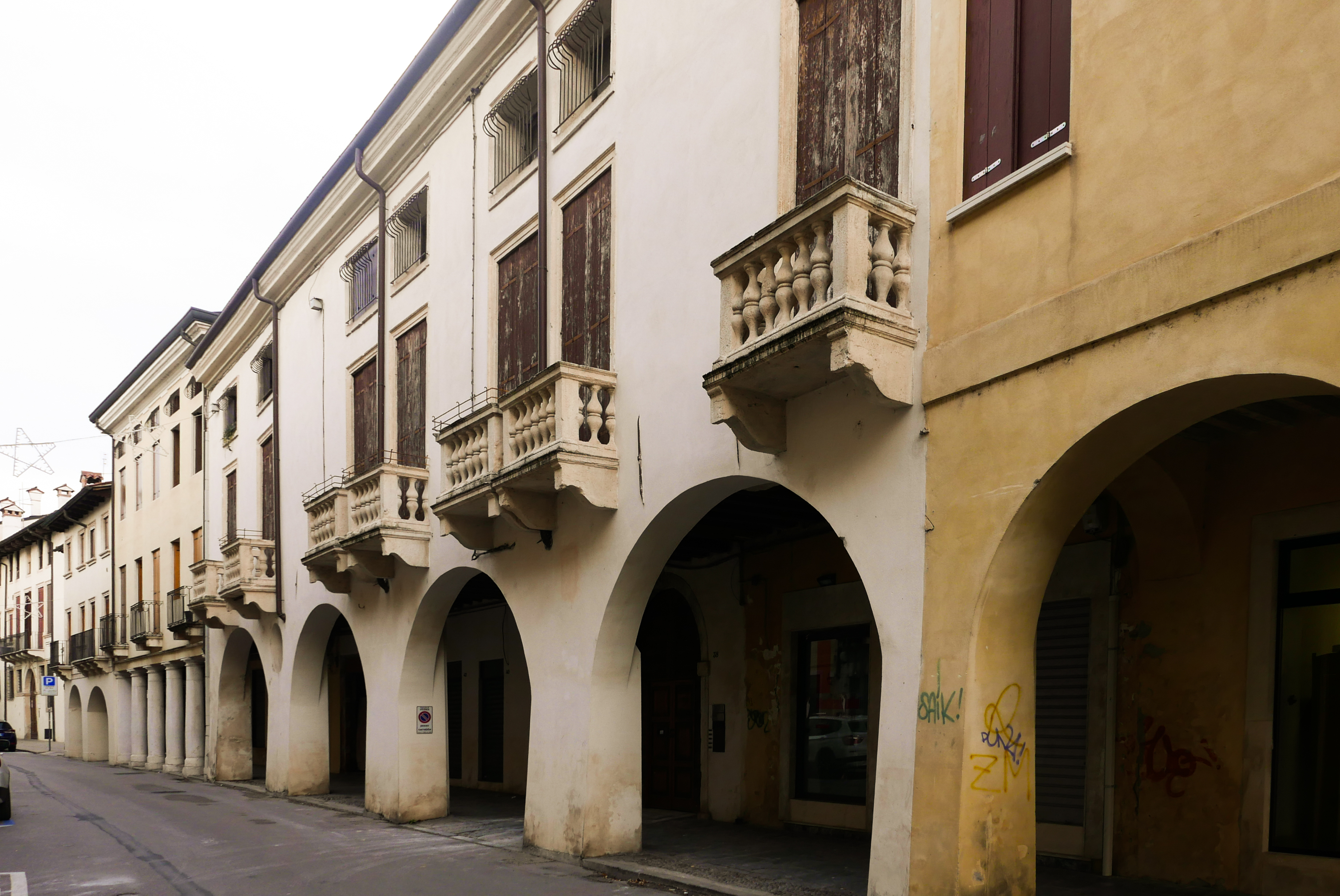
Portici verso la Porta Santa Lucia
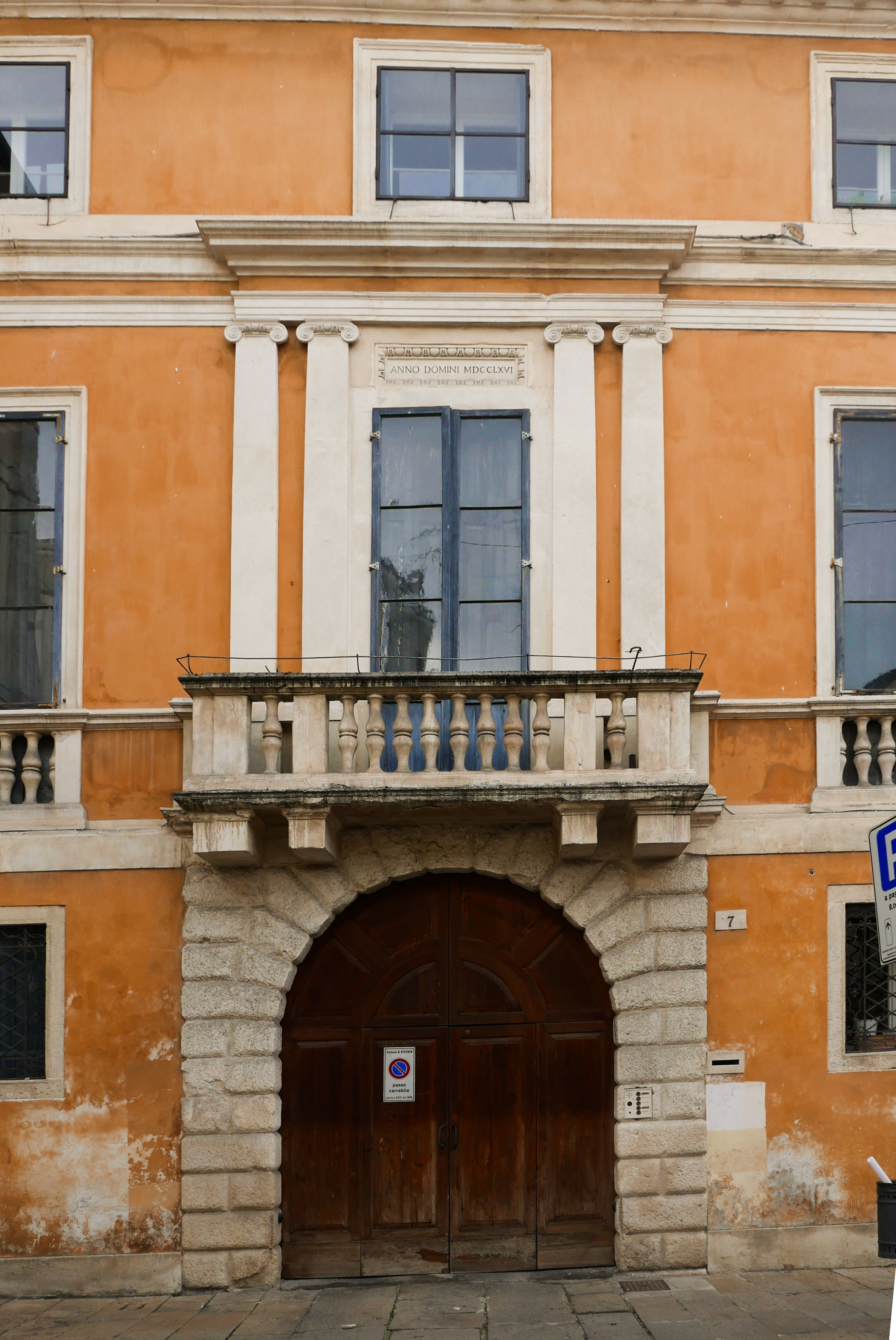
Palazzo del Settecento
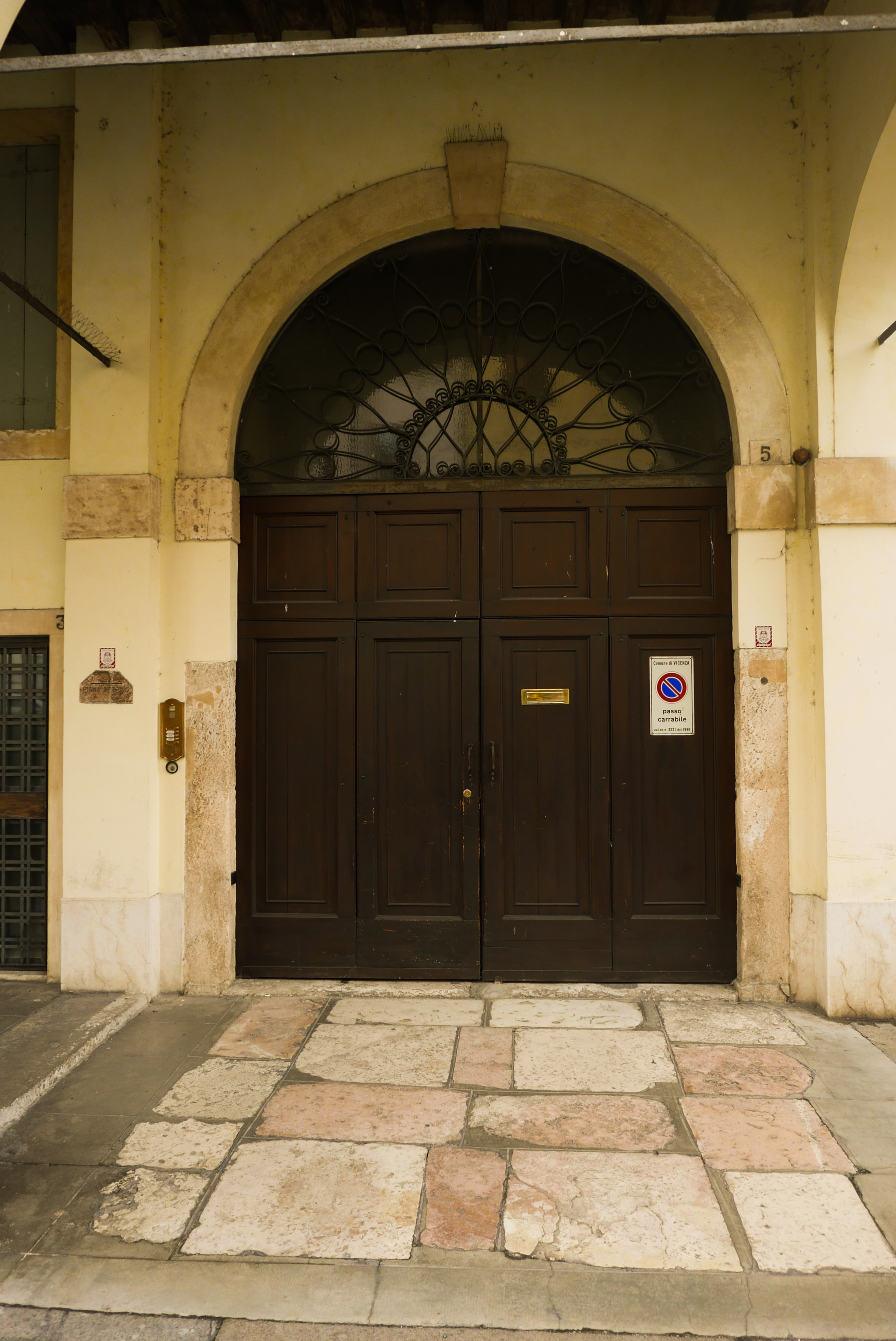
Palazzo accanto a Palazzo Angaran
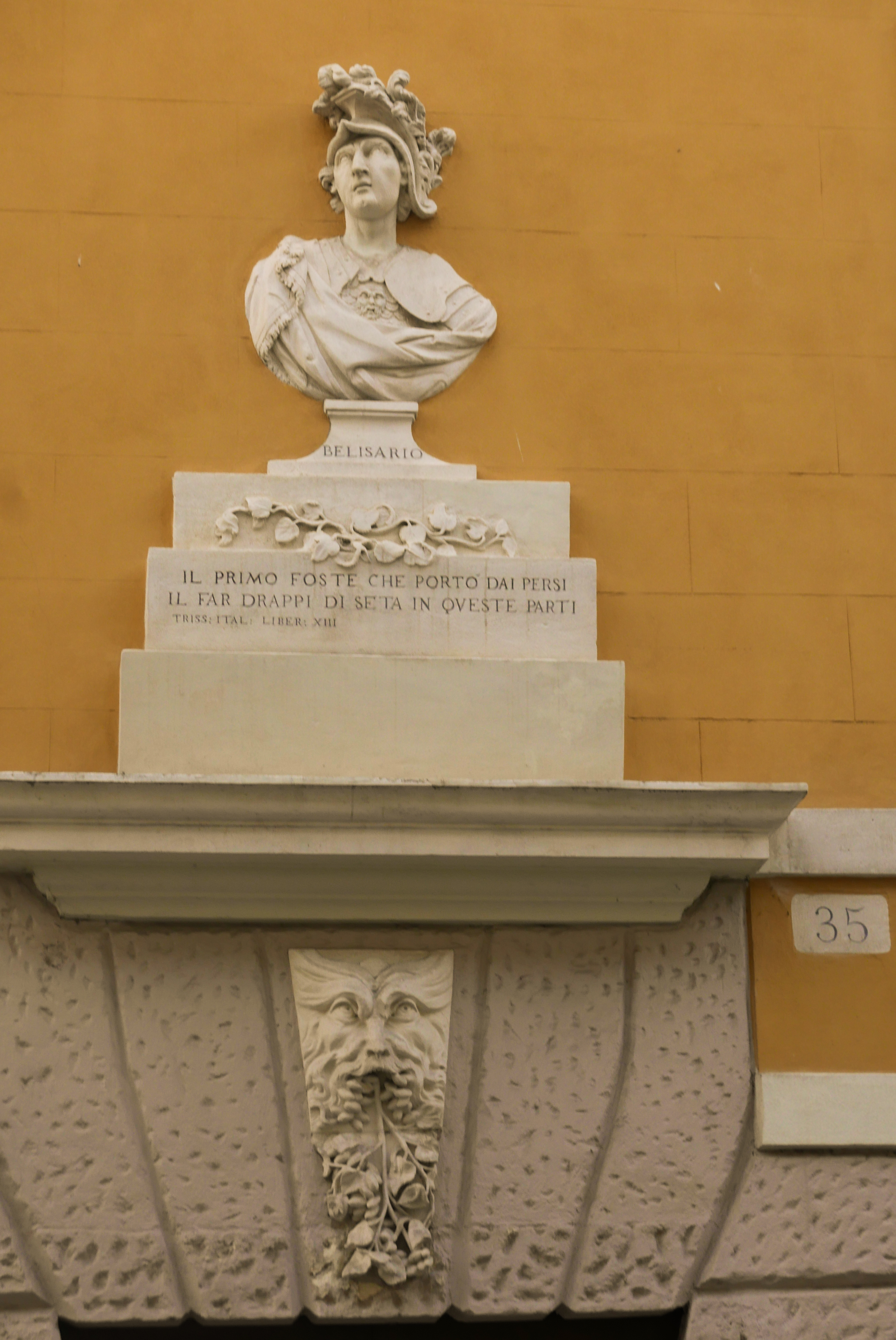
Busto di Belisario
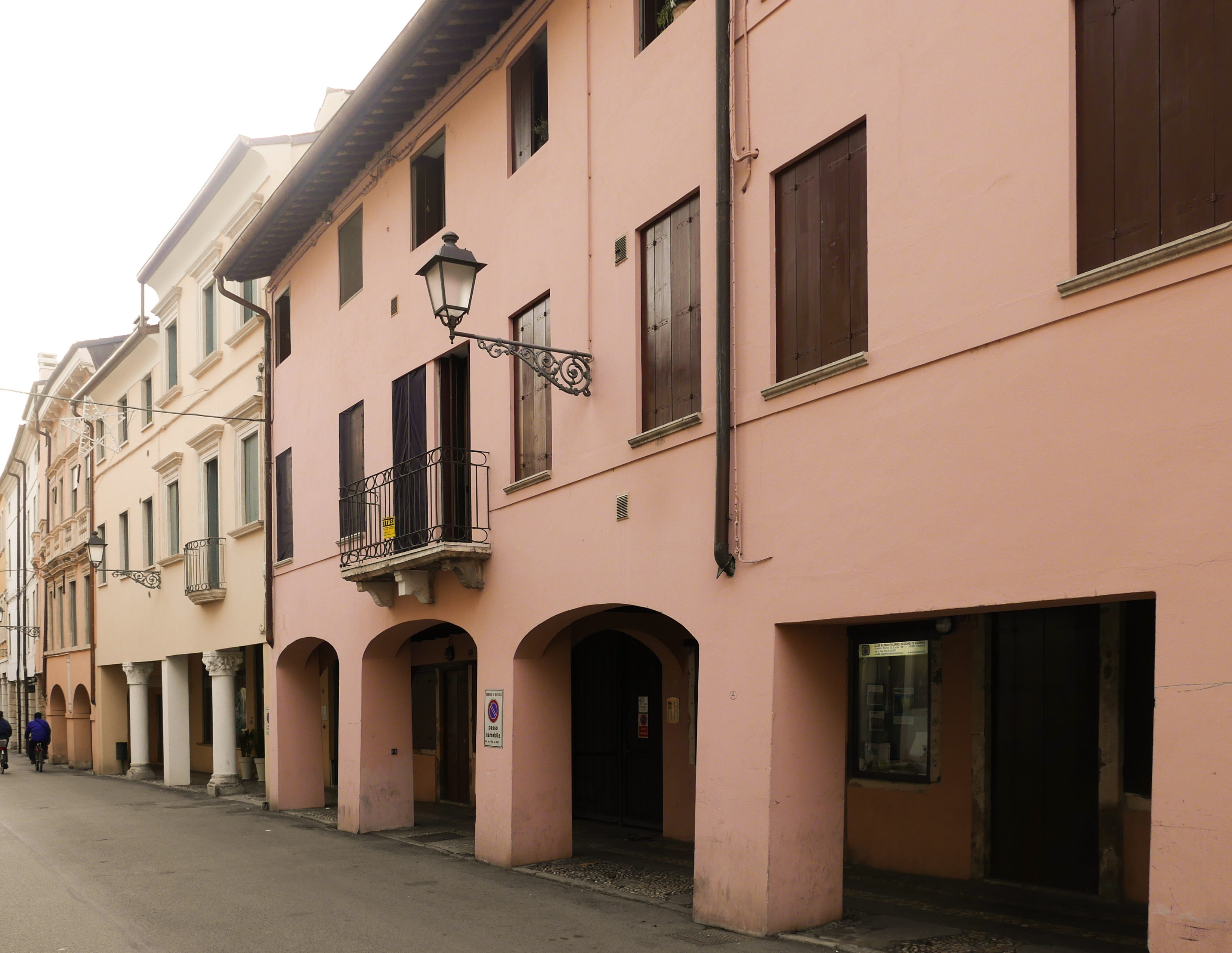
Portici verso piazza XX Settembre

#### Le contrà delle Mure

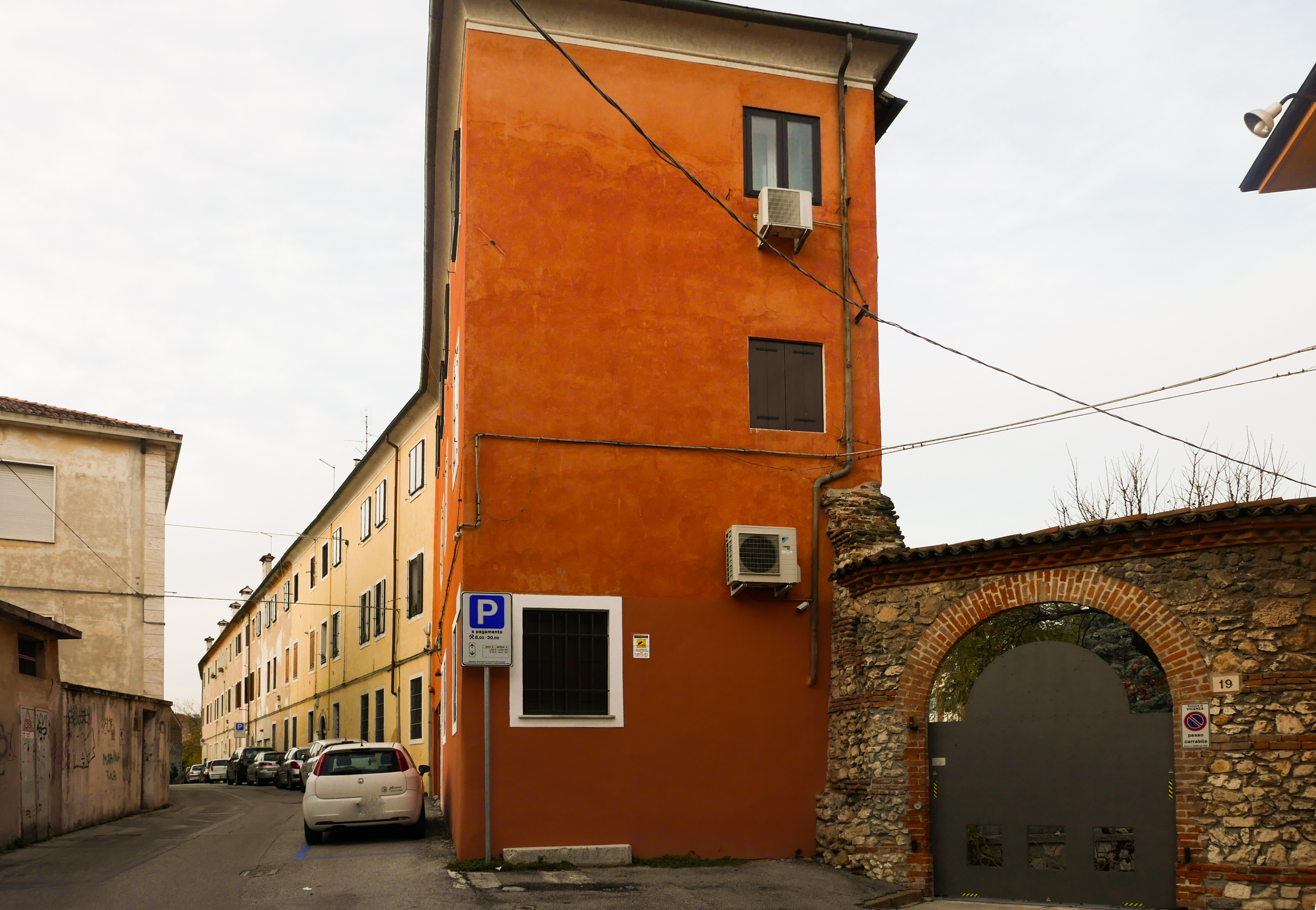
Case dei samitari e torretta delle mura scaligere

Delle strade chiamate "contrà Mure", che a Vicenza hanno ricevuto un riconoscimento ufficiale, attestato da documenti e così indicate nelle Guide numeriche e nelle scritte murali, molte appartengono al borgo San Pietro e corrono all'interno della cinta fortificata scaligera, sebbene oggi quasi del tutto scomparsa, salvo brevi tratti.
Partendo da nord, la prima di queste stradine che parte da piazza dell'Araceli e arriva a contrà Porta Santa Lucia, poco prima di uscire dalla Porta stessa, è detta Mure d'Araceli perché costruita nei pressi della chiesa di Santa Maria in Araceli; essa comprendeva un tempo anche il tratto - ora incorporato nella piazza d'Araceli - che giungeva fino alla chiesa.
Attraversata contrà Porta Santa Lucia, sulla destra di questa e quasi sul limitare della porta stessa, continua nella stradina designata contrà Mure Porta Santa Lucia che, toccando contrà delle Fontanelle e attraversata via IV Novembre, continua poi con il nuovo nome di contrà delle Mure San Domenico, quando giunge a tergo della chiesa intitolata a questo Santo (ora Conservatorio Arrigo Pedrollo).
Quest'ultima, stradina stretta e poco frequentata, giunge all'altezza di contrà San Domenico, nel punto in cui, nel 1932, fu aperto un nuovo varco nelle mura cittadine (fu riaperta la porta delle Roblandine), permettendo il passaggio da contrà San Domenico a via Legione Gallieno. Qui, come nell'ultimo tratto della contrà San Domenico, si vedono in lunga fila le case dei " samitari", artigiani che lavoravano tessuti serici in samis d'oro, arte assai fiorente fino a tutto il Settecento.
Superata contrà San Domenico e fino a contrà Porta Padova si trova il breve tratto di contrà Mure Porta Padova. Qui della vecchia cinta fortificata nulla più esiste, all'infuori di un tozzo torrione e di qualche resto incorporato nei recenti riattamenti di case; in realtà non esiste quasi più nemmeno la via, attualmente ridotta ai tronconi delle due estremità, al principio cioè da contrà San Domenico e al termine verso contrà Porta Padova; il primo stretto e chiuso da costruzioni, il secondo allargato a mo' di piazzetta e in parte alberato. L'interruzione del transito nel tratto centrale fu disposta per ricavare un largo piazzale dinanzi al complesso scolastico Giacomo Zanella, ivi costruito nel 1905-06, evitando così che il passaggio dei veicoli costituisse un pericolo per l'incolumità degli scolari.

#### Contrà delle Fontanelle e via IV Novembre

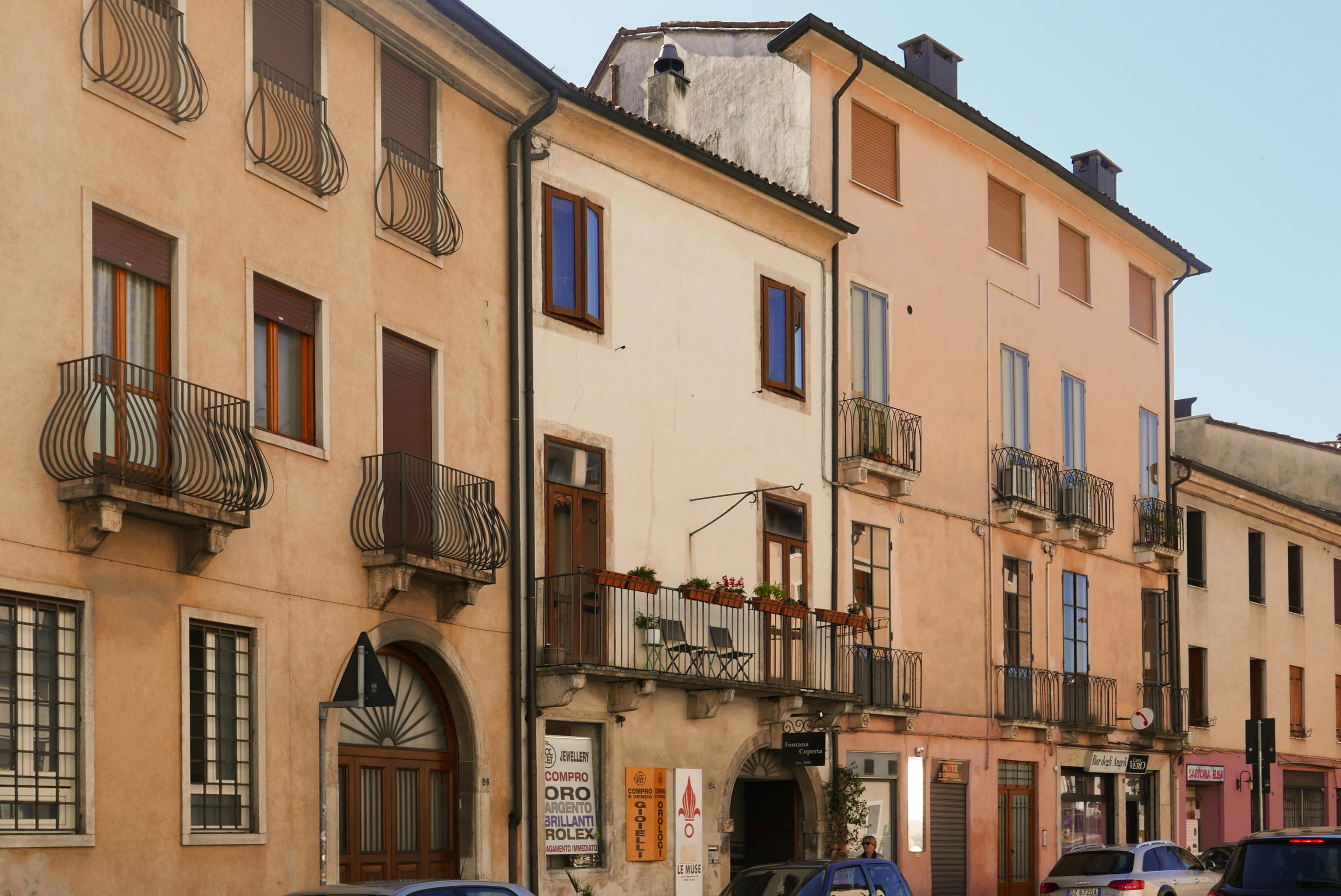
Primo tratto di via IV Novembre, con case ottocentesche

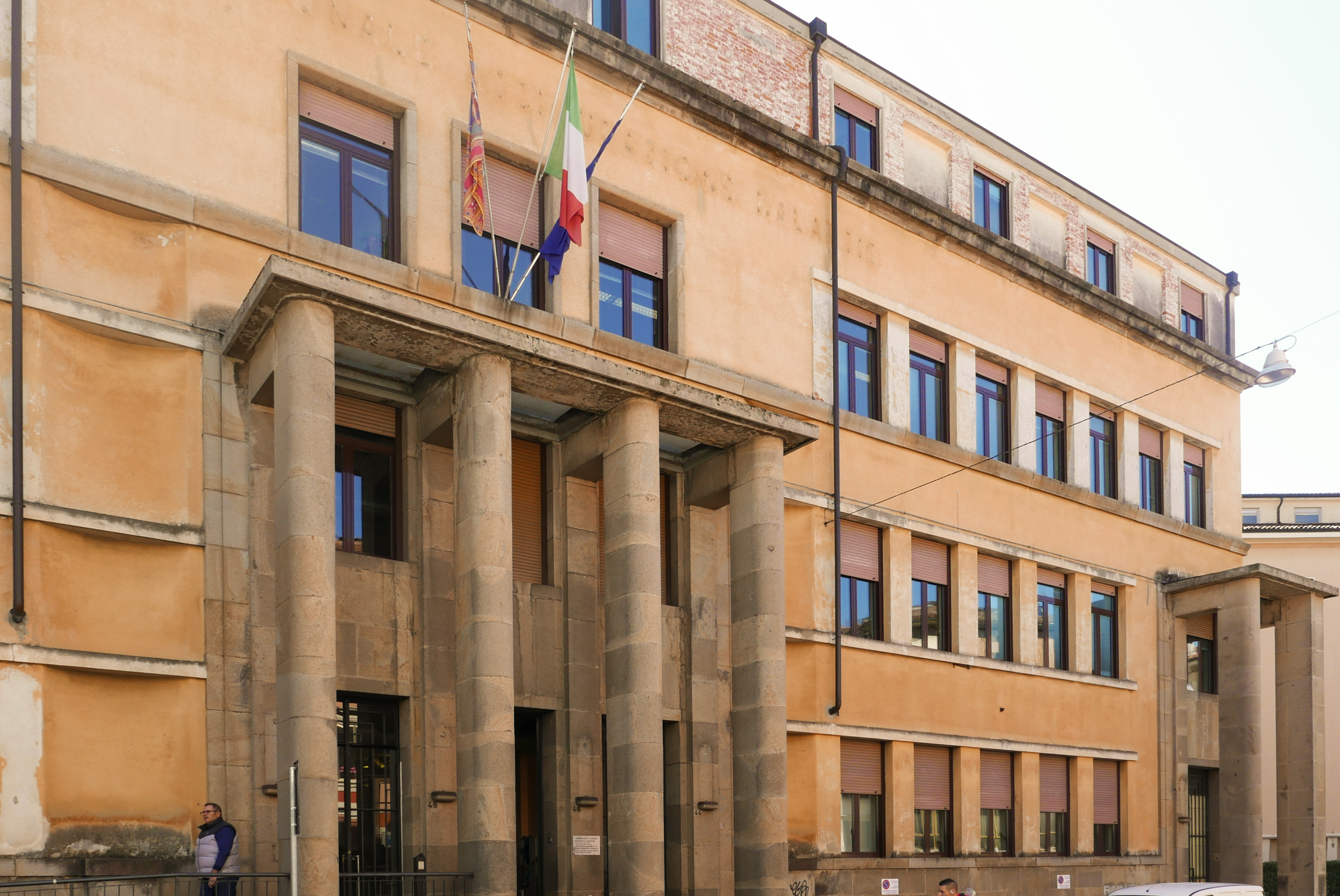
Palazzo in stile littorio ex-INPS

Fino al secondo decennio del Novecento si chiamava contrà delle Fontanelle anche il tratto della via IV Novembre che da piazza XX Settembre giunge all'inizio dell'attuale contrà Fontanelle. In seguito però all'apertura del varco nelle mura che immette direttamente in borgo Scroffa, il primo tratto di contrà Fontanelle venne unito a quello di nuova costruzione e intitolato via IV Novembre, a ricordo della data che segnò la fine della prima guerra mondiale.
 
La contrà delle Fontanelle continuava invece originariamente nella strada del Romano, perpendicolare all'attuale via IV Novembre e che sfociava poi nell'attuale contrà S. Domenico. Proprio in quel punto di intersezione la contrà della Fontana coperta (oggi contrà XX Settembre) mutava il suo nome e diveniva contrà S. Domenico. L'accesso alla strada del Romano è oggi chiuso al pubblico dalla chiesetta di Santa Bertilla, adiacente alla chiesetta dell'Adorazione perpetua e integrata nell'Istituto Farina delle suore dorotee. Il percorso interno è però mantenuto integralmente e visibile nelle foto aeree della città, e fa da divisione dei due nuclei interni di edifici delle suore che erano stati costruiti proprio ai due lati della stradina.
Il nome di Fontanelle rimasto al vecchio tronco aveva origine da alcune sorgenti d'acqua che esistevano nel luogo e richiama quello della non lontana contrà Fontana Coperta (poi cambiato in contrà XX Settembre). Sembra invece infondata l'opinione - benché antica e ripetuta da gran parte degli storici e cronisti vicentini - che la denominazione derivi dal fatto che in epoca romana lì esistessero delle terme; opinione del tutto improbabile perché la zona, a quel tempo, era del tutto fuori dal perimetro della città.
Nella seconda metà dell'Ottocento, in questa strada fu costruito il grandioso edificio in cui ha sede l'Istituto Farina, sede di più scuole gestite dalle suore dorotee. Nel tratto di nuova costruzione in epoca fascista fu edificato un grande edificio in stile littorio, ancor oggi esistente e sede dei Servizi di Igiene Pubblica dell'Ulss di Vicenza.

#### Contrà della Fontana Coperta e contrà XX Settembre

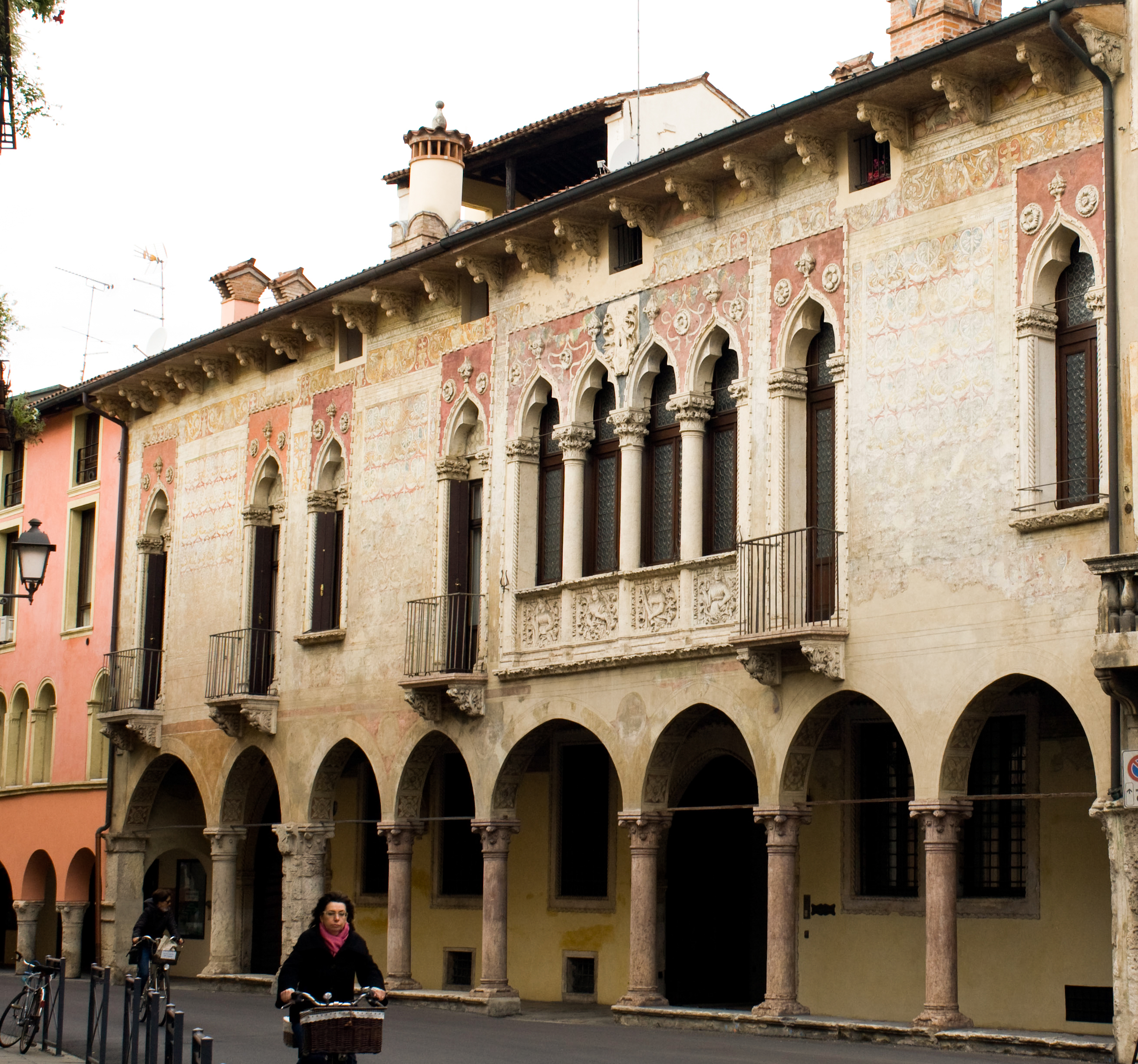
Palazzo Regaù - facciata in contrà XX Settembre

Fino al 1898 contrà della Fontana coperta era il nome dell'attuale contrà XX Settembre. Il toponimo derivava da una fonte che esisteva alla fine della contrada, al bivio dove essa si apre a contrà San Domenico e a contrà Porta Padova; era chiamata coperta per una tettoia costruitavi al di sopra per riparare dal sole e dalla pioggia chi vi si recava per attingervi l'acqua.
La fontana fu soppressa sul finire del Settecento ed anche il nome, benché non ancora scomparso nell'uso popolare venne sostituito, dopo lunghi contrasti e discussioni, dall'attuale di XX Settembre con la deliberazione consiliare 11 marzo 1898.
La breve contrada, lunga poco più di 100 metri, è caratterizzata da molti edifici storici, il più importante dei quali è Palazzo Regaù, in stile tardogotico veneziano. In posizione di angolo tra contrà San Domenico e contrà Porta Padova si trova Palazzo Franco, eretto nel 1830 su progetto dell'architetto Antonio Piovene.

#### Contrà San Domenico e stradella delle Cappuccine
Questa zona - indicata dal Castellini come "Borgo delle Roblandine" - fu sempre caratterizzata dalla presenza di conventi femminili (quello delle suore di San Domenico costruito nel XIII secolo, poi nel XVII quello delle cappuccine) e, dopo la soppressione napoleonica dei conventi nel 1810, da istituzioni assistenziali e culturali.
La chiesa di San Domenico non è più adibita al culto, dopo che il monastero, costruito intorno al 1264 dalle suore domenicane e completamente rifatto nei secoli XV e successivi, fu soppresso dalla legislazione napoleonica; gli edifici sono attualmente sede del Conservatorio di musica "Arrigo Pedrollo".
Di fronte alla chiesa di San Domenico le suore cappuccine nel 1635 acquistarono una casa con corte, pozzo e orto cinto da muro ove possino trasferirsi et erigersi monasterio per loro habitatione... et con maggior fervore et quiette d'animo continuar nelle loro divotioni et pregar il sig. Dio per li pubblici bisogni; da queste suore ebbe origine il toponimo ancora conservato della stradella situata sul fianco del convento. Il luogo però non era tranquillo e nel 1733 Tomaso Mocenigo Soranzo, primo Provveditore in Vicenza per la Serenissima, fu costretto a pubblicare un decreto per imporre un po' di quiete nelle vicinanze del convento, il cui testo venne scolpito in una lapide ancora visibile sulla facciata rivolta verso contrà San Domenico.
Dopo la soppressione dei conventi, decretata nel 1810 dalle leggi napoleoniche, in quello delle Cappuccine fu trasferito il Soccorso, mentre nel convento delle domenicane venne trasferito il Soccorsetto in cui si accoglievano le fanciulle "pericolanti".
Trasformato poi quest'ultimo in ospizio per donne di età avanzata che desideravano vivere in comune, fu trasferito esso pure nell'ex convento delle cappuccine, mentre in quello delle domenicane prendeva stabile dimora nel 1875 l'Orfanotrofio maschile. Nel 1918 infine, dopo altre vicende, il Soccorsetto fu traslocato nell'Orfanotrofio femminile in contrà della Misericordia e l'ex convento delle cappuccine fu utilizzato a partire dal 1921 da una nuova istituzione, la Casa della Provvidenza governata dalle Suore della Carità della Beata Capitanio.
Verso la fine di contrà San Domenico, infine, si trova il Servizio Territoriale per le Dipendenze (SerD) dell'Ulss di Vicenza.

#### Contrà Porta Padova e corso Padova, viale Margherita

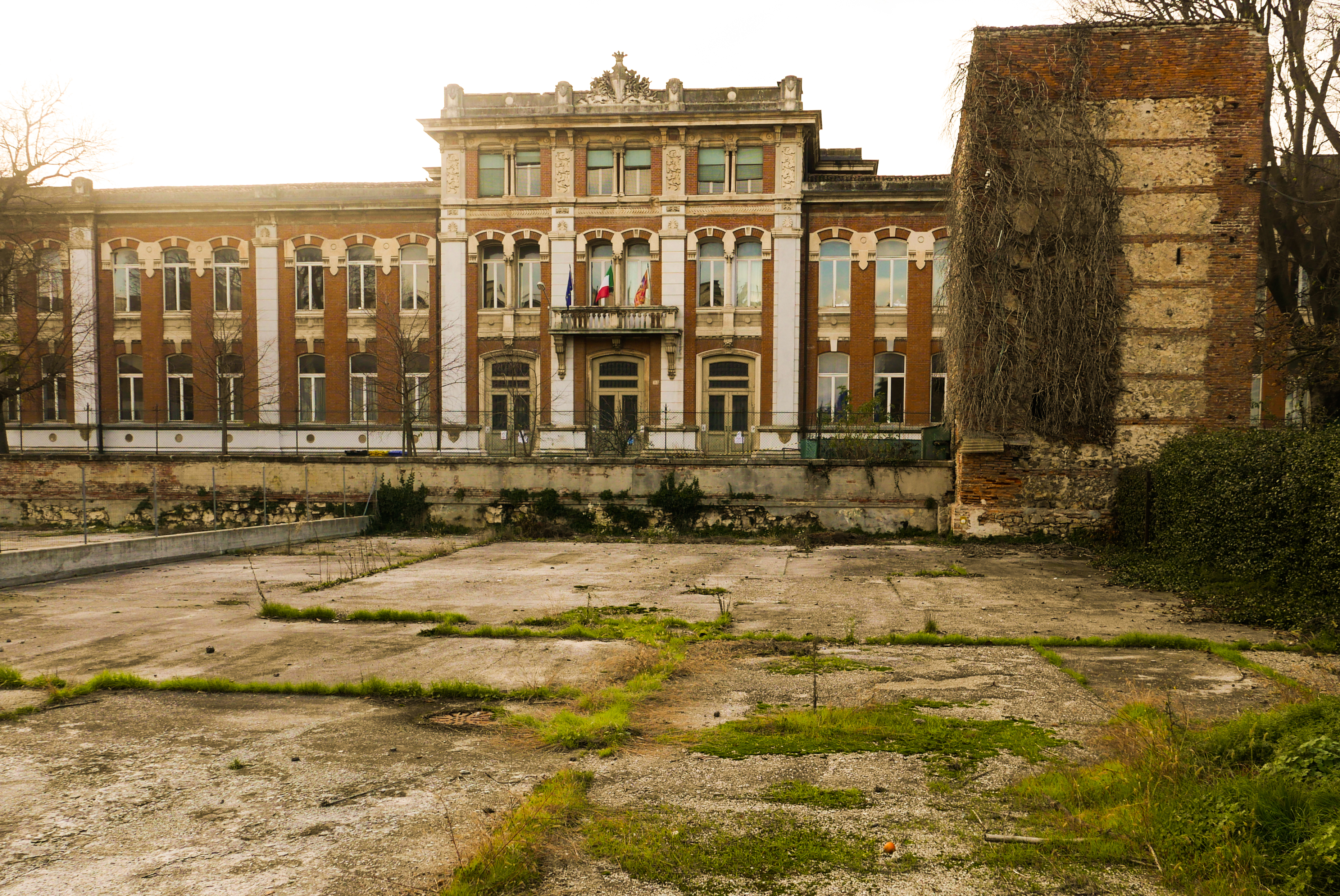
Scuola primaria di Porta Padova: a destra torretta delle mura scaligere, davanti allo spazio un tempo vi era il fossato

Fino al 1910 contrà Porta Padova iniziava da contrà XX Settembre e terminava all'altezza della vecchia cinta fortificata, nel punto in cui sorgeva la porta della città, anticamente chiamata di Torricelle; oltre la porta iniziava borgo Padova. 
La porta venne demolita nel 1910, il rudere di un muro ne segna ancor oggi, a destra, la precisa ubicazione. Quarant'anni più tardi, venuto a mancare ogni segno di interruzione della strada, la denominazione di contrà Porta Padova venne estesa al breve tratto successivo, dalla linea cioè delle mura fino all'altezza di viale Margherita a destra e di via Legione Gallieno a sinistra.
Nel 1911 fu deciso di utilizzare il termine "corso" per "indicare un'arteria che, partendo da un punto centrale, conduce a un'uscita della città"; la vecchia denominazione di "borgo" venne abolita per i luoghi - come gli antichi borgo San Felice e, appunto, borgo Padova - che avevano perduto il primitivo carattere di insediamento di case fuori dalla cinta muraria. 
Tutto il tratto di corso Padova è pertanto nell'uso comune inteso come parte del quartiere. Largo, lungo, diritto, fiancheggiato da due linee ininterrotte di negozi, case e villini, corso Padova va da contrà Porta Padova al cavalcaferrovia che passa sopra alle linee ferroviarie Vicenza-Schio e Vicenza-Treviso; una notevole attività edilizia qui sviluppatasi ha trasformato il vecchio borgo in una delle più movimentate arterie cittadine.
Viale Margherita è invece il lungo viale di 900 metri che da contrà Porta Padova conduce fino al piazzale Fraccon, ai piedi delle Scalette di Monte Berico. Il nome, da lungo tempo nell'uso popolare, corrispondeva a quello di una villa, già di proprietà Bedin, che sorgeva a sinistra del viale, subito dopo il ponte sul Bacchiglione, nella cui facciata era riprodotto il fiore.
Il primo tratto di questo viale, fino all'imbocco di borgo Casale, era un tempo incorporato con il borgo Padova; l'ultimo tratto invece, dal ponte sul Retrone al piazzale Fraccon, faceva parte del borgo Berga. La costruzione del percorso intermedio venne deliberata nel 1873 e attuata nel 1876, in coincidenza con la separazione del Bacchiglione dal Retrone, progettata dall'ingegner Beroaldi allo scopo di evitare le disastrose piene che affliggevano la città.

#### Contrà, piazza e stradella San Pietro
Così come la chiesa parrocchiale che sorge lungo il percorso, anche la contrà, la piazza e la stradella hanno preso il nome dall'antico monastero delle benedettine, intitolato a San Pietro.
Fino al 1950 la via terminava nel punto in cui si allarga nella piazza; la denominazione venne estesa al nuovo tronco costruito in quell'anno, che dalla piazza conduce al viale Margherita passando davanti ai nuovi edifici dell'Istituto Trento.

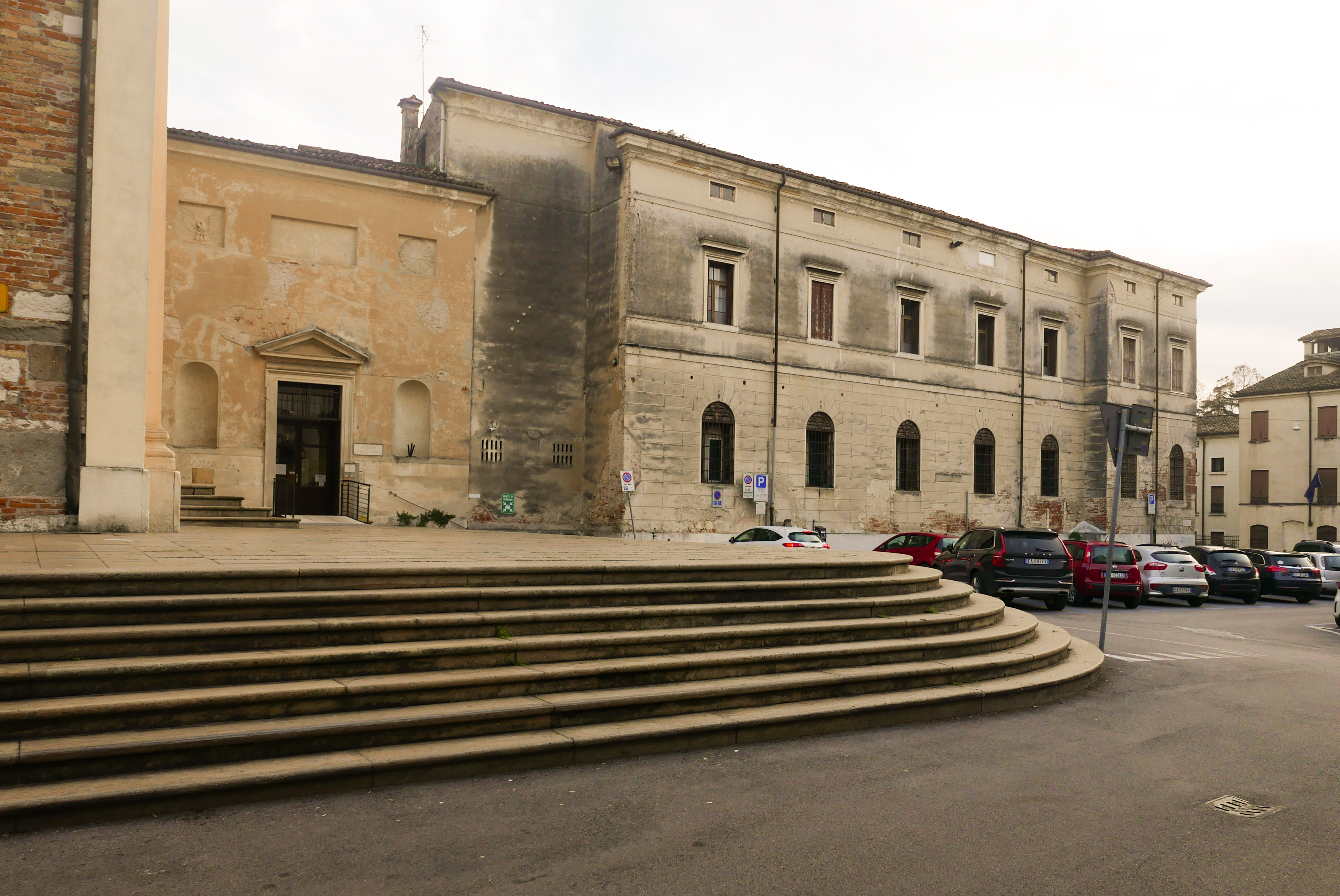
Piazza San Pietro

Piazza San Pietro è formata dall'area che sta dinanzi e di fianco alla chiesa parrocchiale; sorge su di un piccolo rilievo artificiale e vi si accede con un'ampia gradinata. Lo spazio che sta di fronte alla facciata era un tempo cinto da muro per separarlo dalla strada che vi correva a lato e costituiva il zimiterium sive sacratum: anche nei tempi recenti il luogo veniva chiamato dal popolo sagrà, voce che ricorda la destinazione di una volta. Nell'Ottocento rappresentò uno dei luoghi di socializzazione di adulti e di ragazzi: era uno dei posti preferiti dai berechini per giocare all'aperto.
Lungo il lato nord-ovest della piazza si trova il quattrocentesco Oratorio dei Boccalotti e di fronte, dov'è l'ingresso dell'Istituto Trento, un tempo esisteva l'antica chiesa dedicata a San Vitale, di cui è memoria in un atto del 1187. La festa di questo santo cade il 28 aprile e poiché in tale giorno nell'anno 1404 la città aveva deliberato la propria dedizione a Venezia, un secolo più tardi dai Reggenti fu fatto pubblico voto di visitare processionalmente ogni anno la chiesa, per rinnovare in perpetuo il patto di fedeltà di Vicenza alla Serenissima.
Stradella San Pietro è una stretta e breve viuzza che collega la piazza con contrà Porta Padova. In un documento dell'estimo del 1563, citato dal Lampertico, è chiamata viazzolla, voce talora usata in antico per indicare le strade minori della città.

#### Contrà Sant'Andrea e Corte dei Roda

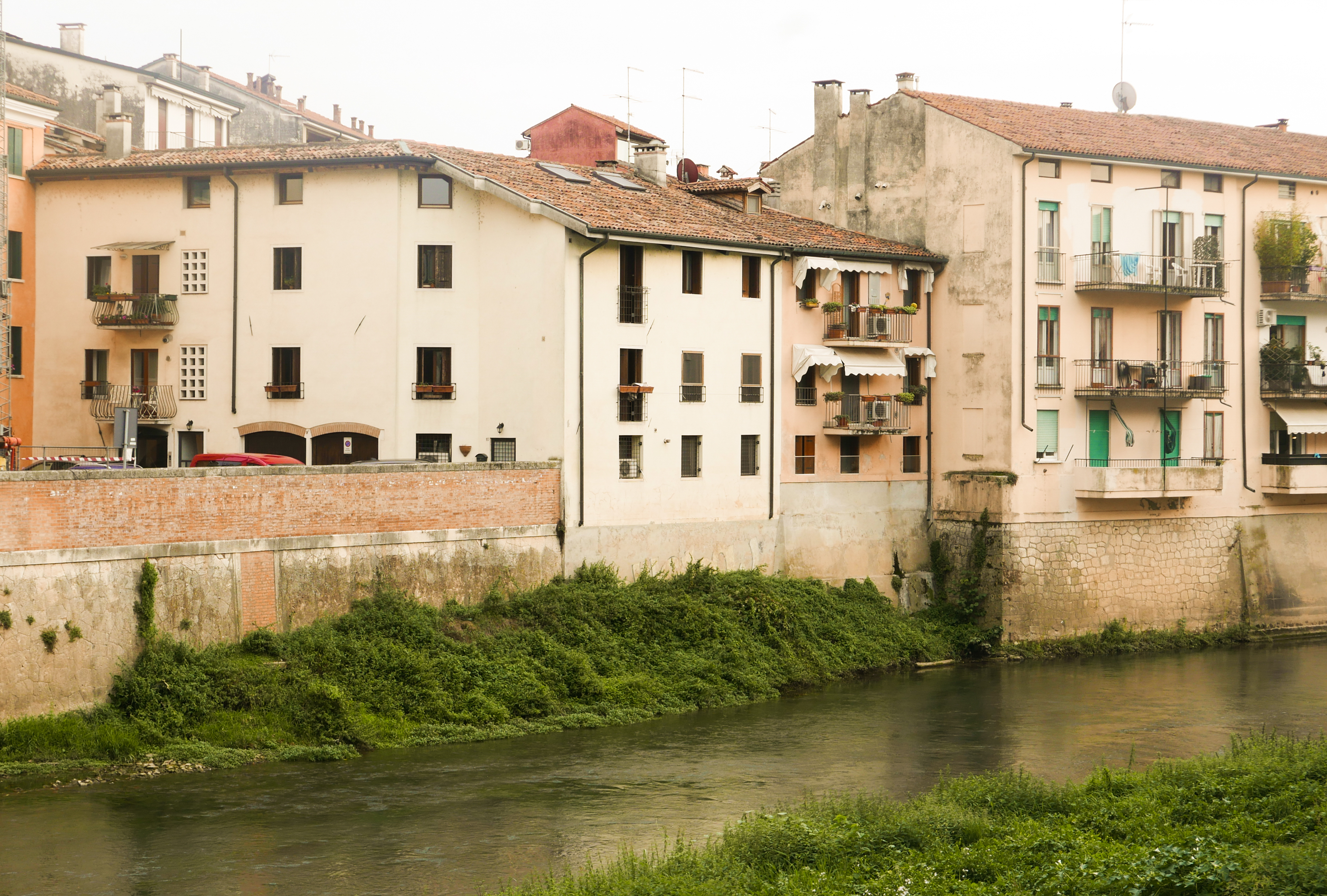
Lungo Bacchiglione e corte dei Roda

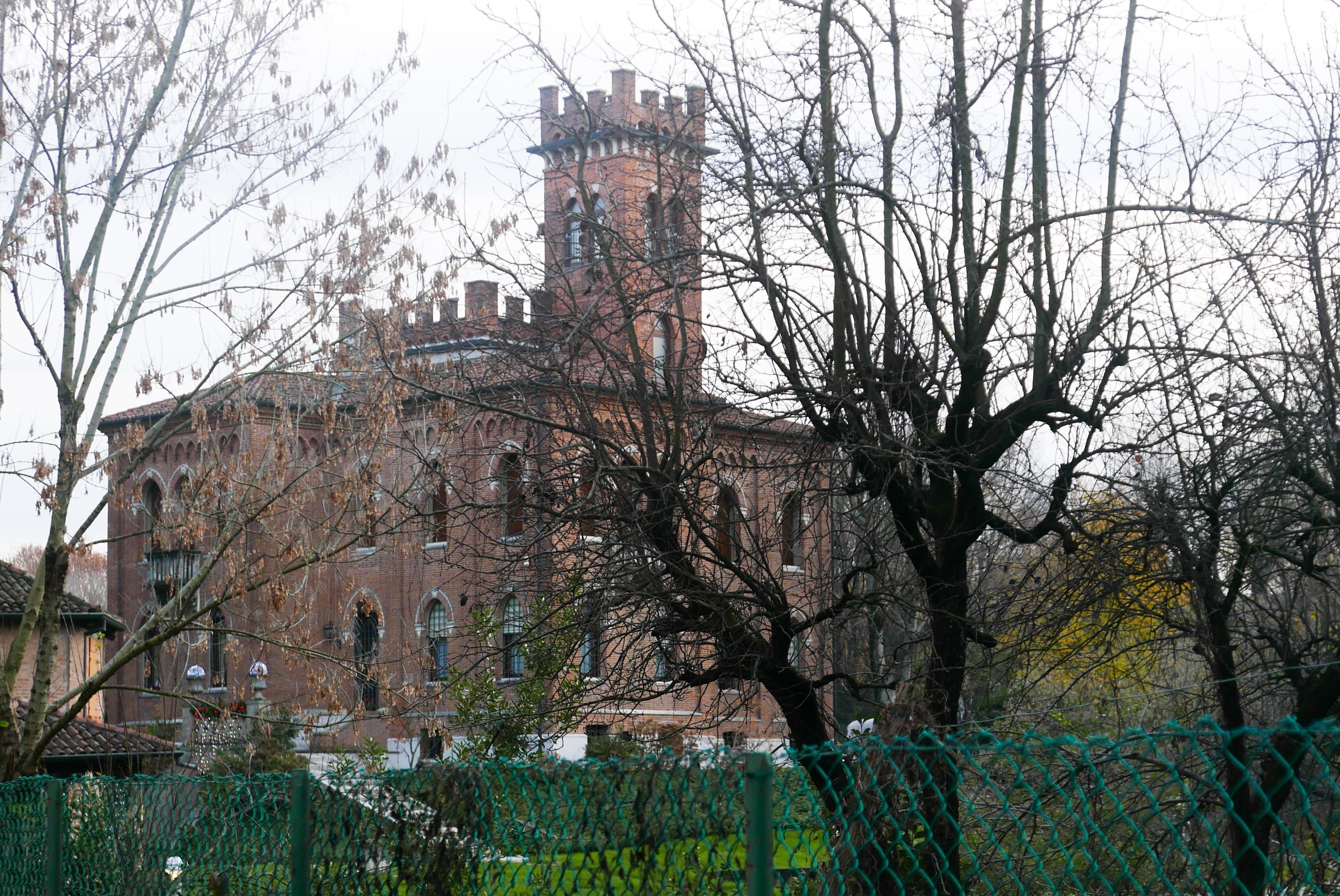
Villa Morseletto detta "il Castello"

L’area compresa tra contrà San Pietro e l’argine del Bacchiglione è percorsa da contrà Sant'Andrea che si immette nella corte dei Roda, per secoli sede di filande e di concerie collegate al fiume; fino all'Ottocento era caratterizzata da alte fabbriche dotate di stenditoio e locali; in seguito fu completamente ristrutturata e trasformata in complesso residenziale.
Circa venti metri dopo l'inizio della contrada si stacca sulla sinistra la via Nazario Sauro che porta al "ponte di ferro" (piccolo ponte pedonale fatto costruire dalla famiglia Piovene e che collega l’argine della sponda sinistra con quello opposto) per poi ritornare in contrà San Pietro; ove la strada si incurva, a fine Ottocento furono costruite la scuola intitolata allo scrittore vicentino Antonio Fogazzaro (ora Scuola dell'infanzia comunale) ed alcune residenze, seminascoste da giardini con alberi ad alto fusto, tra le quali villa Salviati e villa Morseletto detta "il Castello".
Contrà Sant'Andrea prende il nome dall'antica chiesa dedicata all'Apostolo, che dipendeva dal vicino monastero di San Pietro; un tempo sede parrocchiale, fu trasformata in caserma durante l'invasione dalle truppe francesi nel 1797 e non più restituita al culto, sia per il frequente pericolo di inondazioni a cui andava soggetta per le piene del Bacchiglione, sia perché la prossimità della nuova parrocchiale di San Pietro rendeva ormai superflua la celebrazione degli uffici divini. Venne quindi demolita e sulla sua area furono costruite case di abitazione.
La corte dei Roda rappresenta un'appendice di contrà Sant'Andrea; vi si accede attraverso un sottopassaggio delle case Sesso mentre un altro sottoportico si trova un po' più avanti, quasi al termine della stradina; il piccolo slargo che le dà il nome comune si apre subito dopo il primo volto.
Il toponimo deriva da una famiglia Rota o Roda, chiamata originariamente Pizioni, venuta da Bergamo a Vicenza verso la metà del secolo XVI per esercitarvi la mercatura e che qui su disegno di Giandomenico Scamozzi, padre del più celebre Vincenzo, si fece fabbricare una casa con logge sul Bacchiglione: nel cuneo centrale dell'arco d'ingresso alla corte si vede ancor oggi rozzamente scolpita una ruota, stemma dell'antica famiglia.

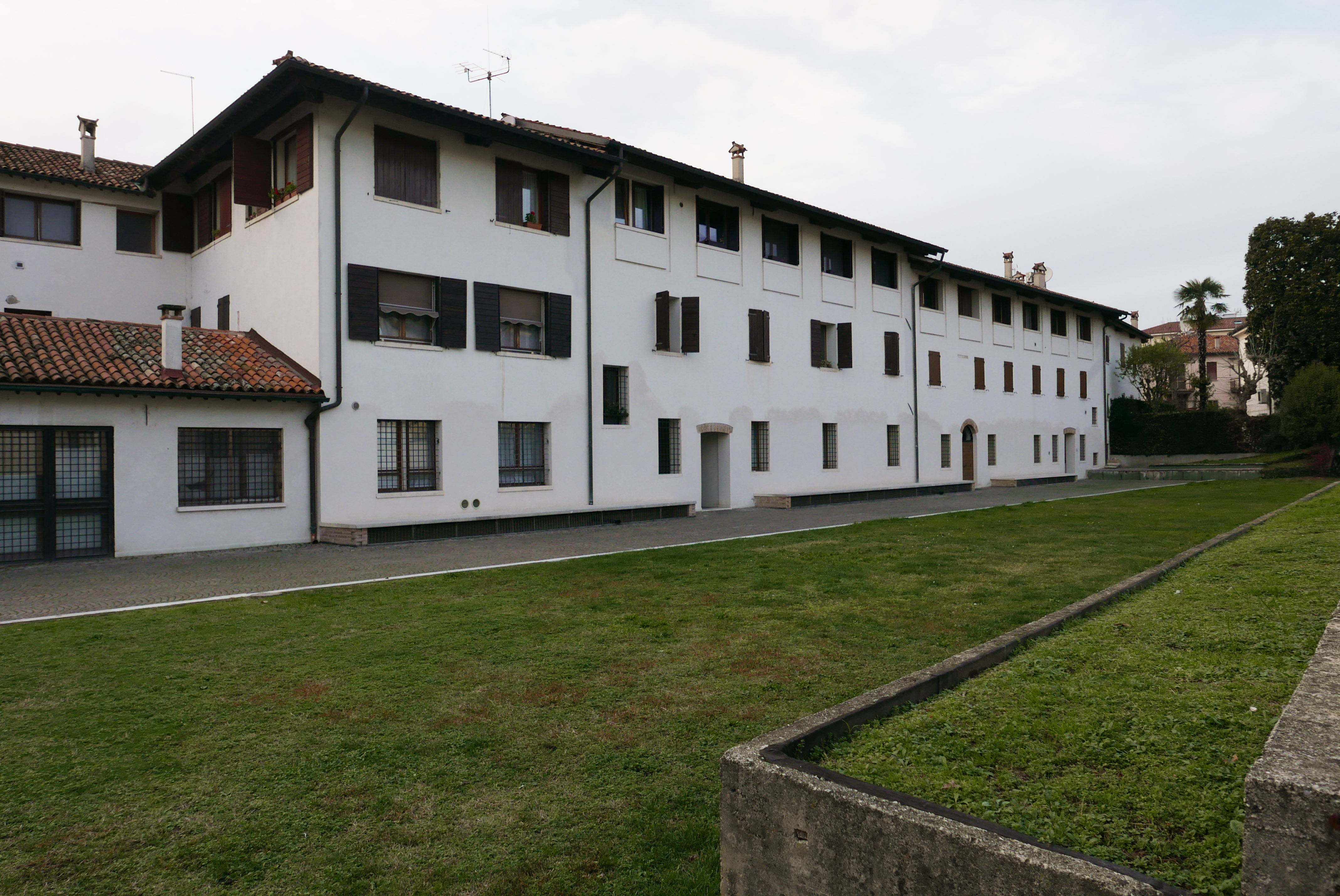
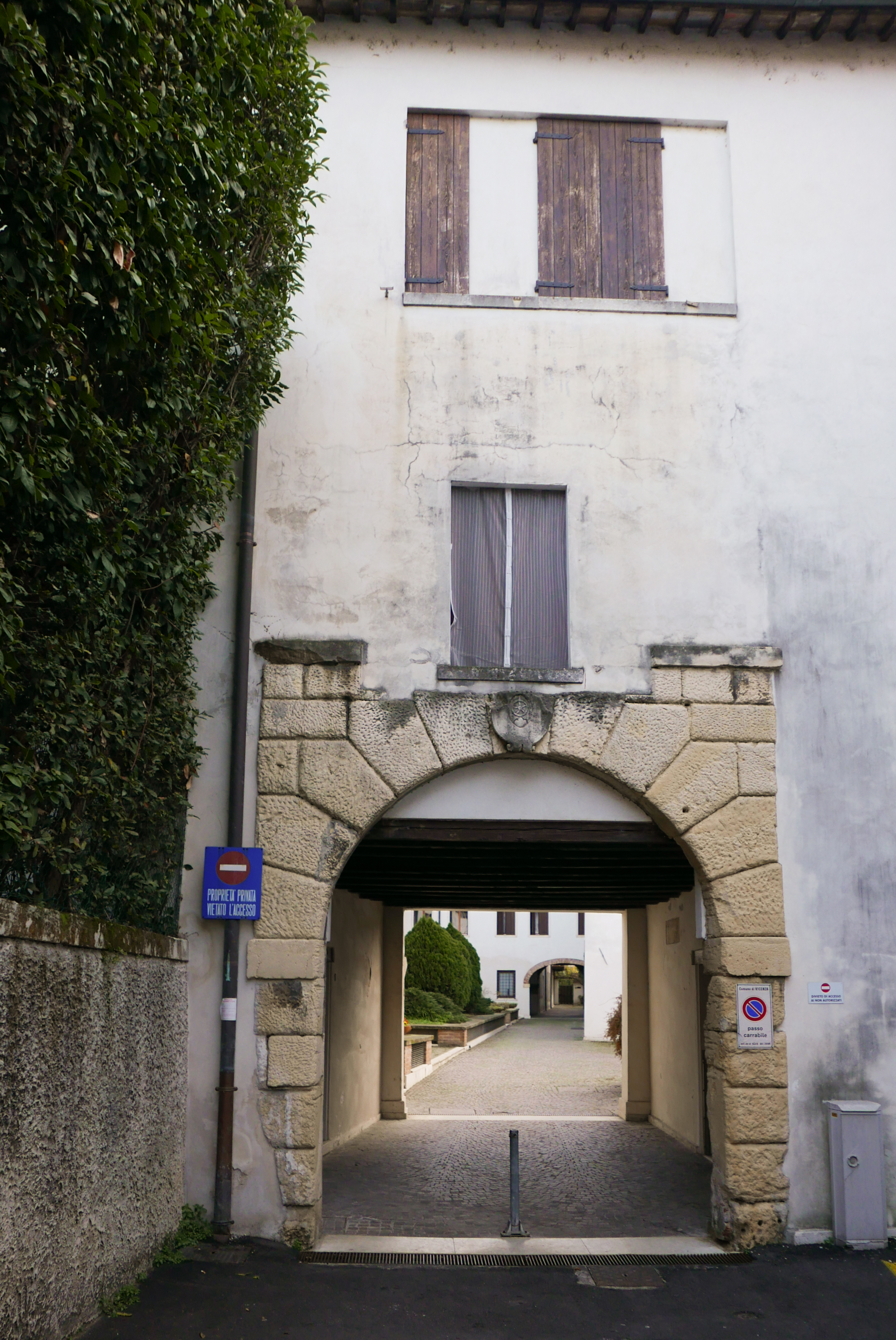
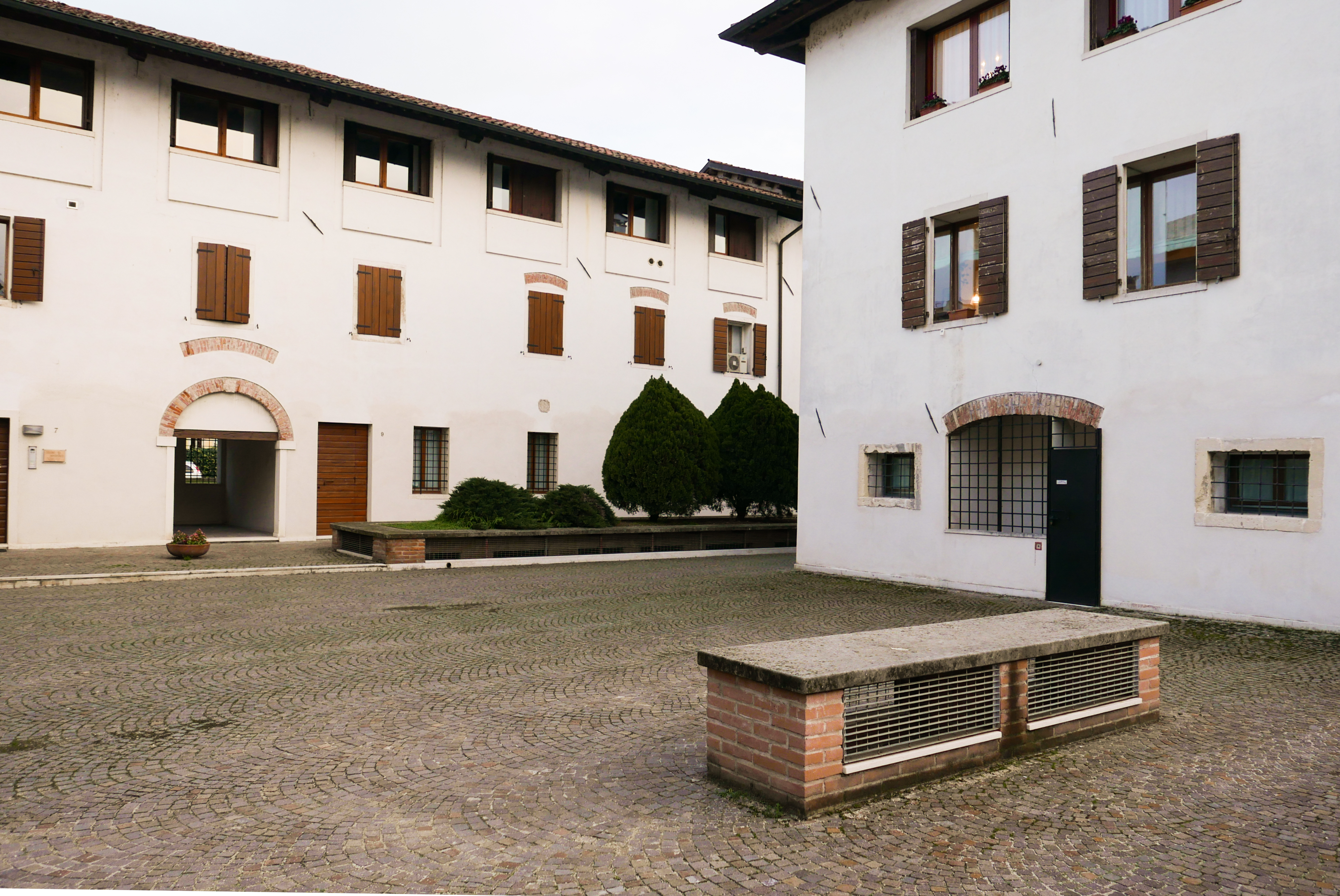
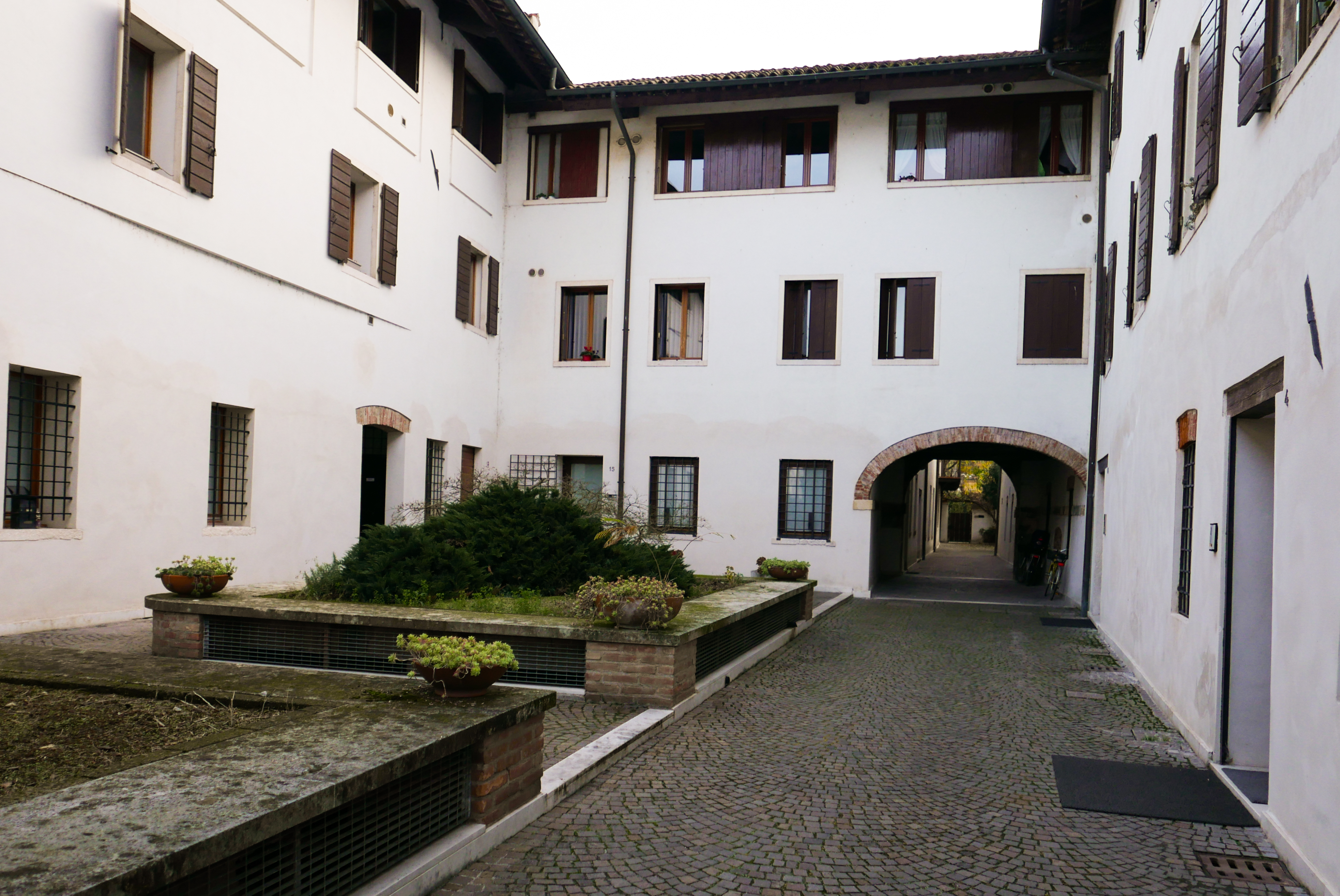
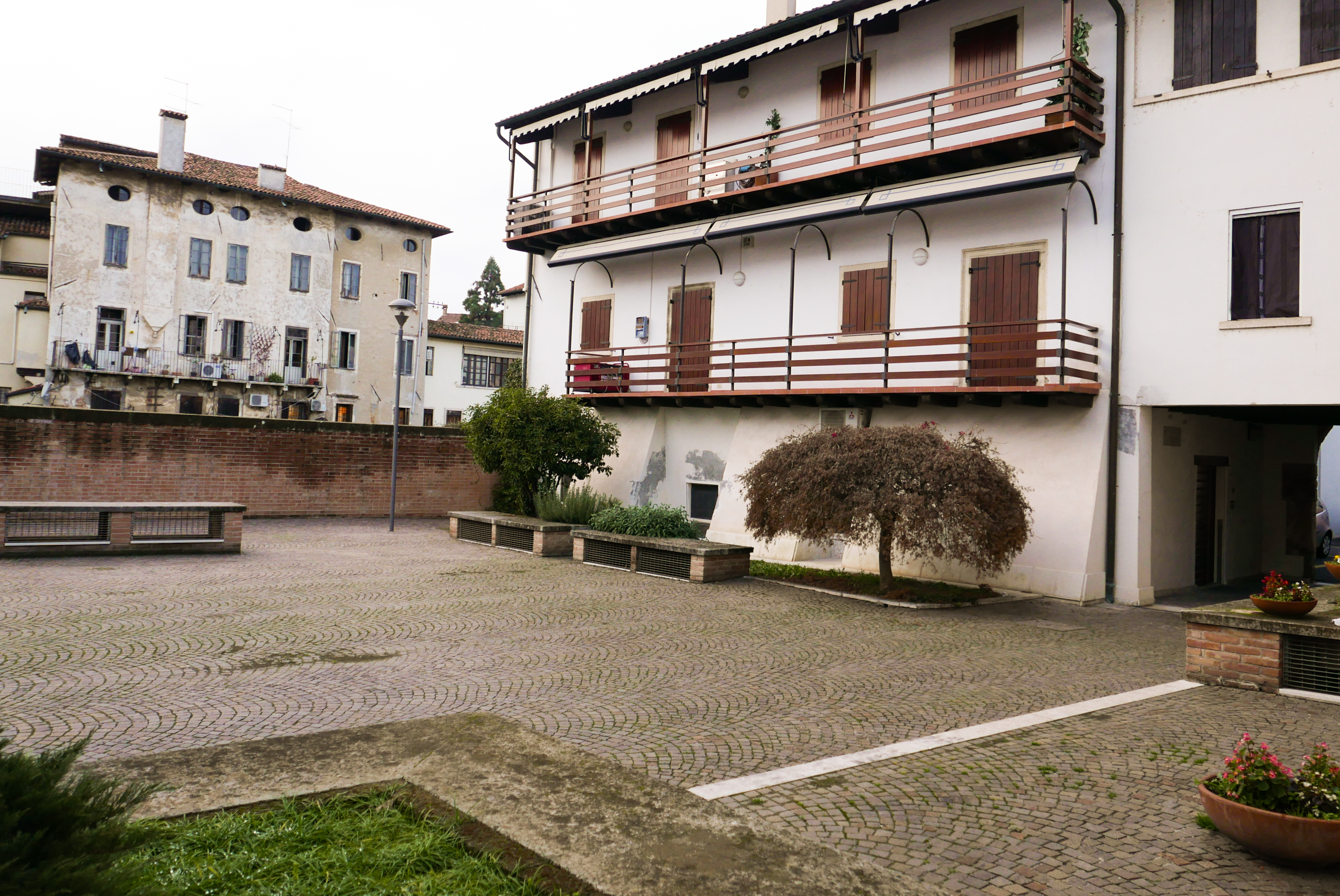

## Luoghi significativi

### Chiese ed edifici religiosi

#### Chiesa parrocchiale di San Pietro
Fino al 1810 era annessa all'abbazia di San Pietro, il più antico e potente insediamento femminile benedettino del territorio vicentino. Staccata dal monastero, poi ristrutturato e destinato all'Istituto Trento, ia chiesa divenne sede parrocchiale.
Dal chiostro (ora dell'Istituto) si passa al Coro di San Pietro o delle monache, annesso all'abside della chiesa, struttura tipica del tardo Quattrocento locale, probabilmente costruito nel momento della ristrutturazione della chiesa stessa.

#### Oratorio dei Boccalotti
Situato in piazzetta San Pietro, fu costruito agli inizi del Quattrocento dai Boccalotti - gli artigiani che producevano terraglie e pregiate ceramiche decorate - accanto all'ospedale, anch'esso costruito da loro, nei pressi della chiesa e del monastero benedettino di San Pietro.

#### Cappella di santa Maria Bertilla Boscardin
Con annessa la Casa madre delle Suore Dorotee, in contrà San Domenico.

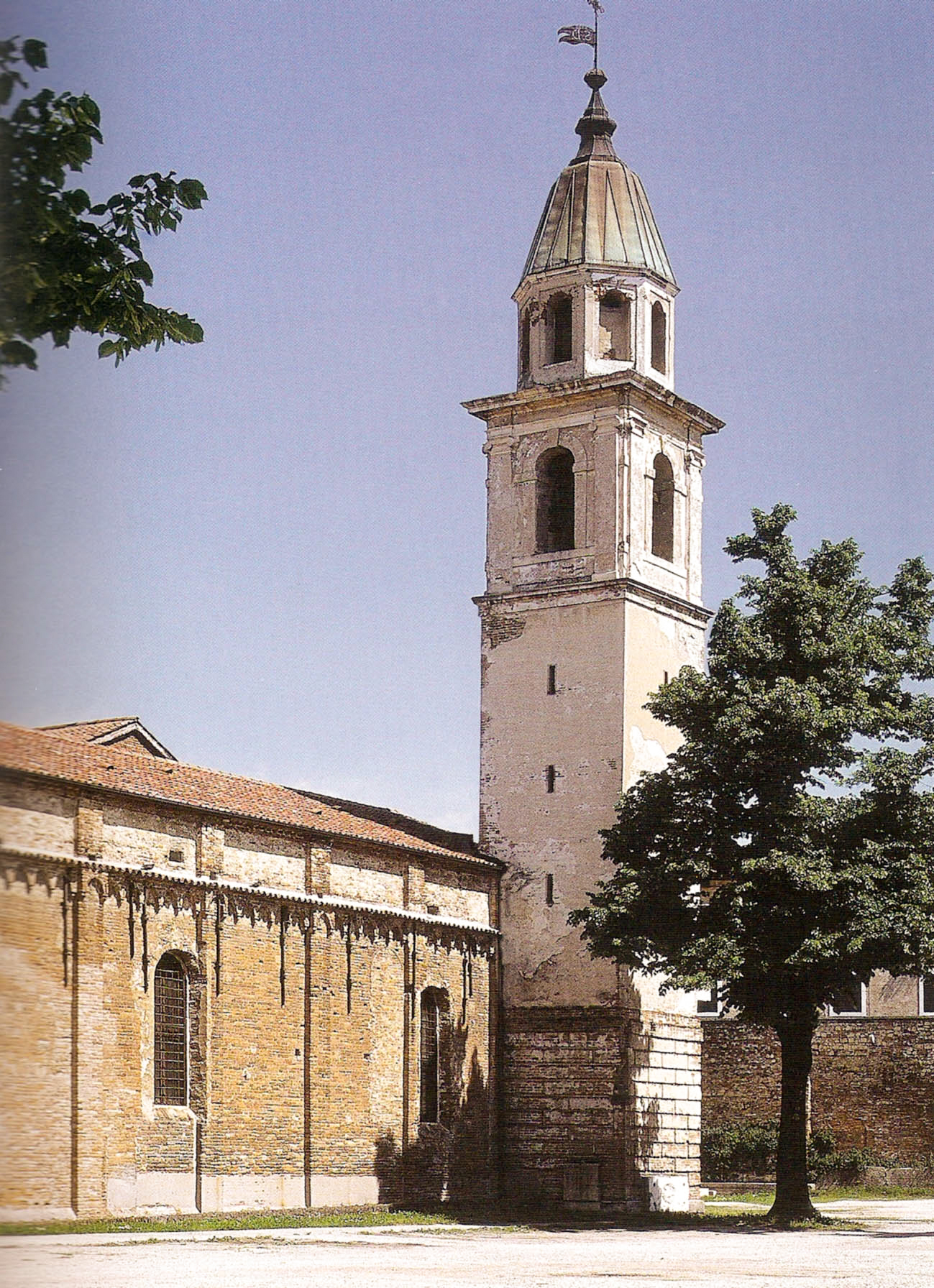
Chiesa e campanile di San Domenico

#### Ex-Chiesa di San Domenico
L'omonima contrà San Domenico riceveva il nome dal convento e dalla chiesa dedicati a San Domenico, costruiti nella seconda metà del 1200 nel luogo fino allora chiamato "Borgo delle Roblandine", il quale era una parte del maggior "Borgo di Porsampiero". Nel convento le suore domenicane restarono fino al 1806, anno nel quale furono trasferite nel convento del Corpus Domini e sostituite con le suore teresiane di San Rocco, che cessarono però anch'esse nel 1810.
Acquistato all'incanto dal Comune, il luogo diventò nel 1813 sede dell'Ospizio Femminile del Soccorsetto che vi rimase fino al 1859, anno in cui fu occupato dalle truppe austriache e la chiesa profanata e chiusa: il convento venne in seguito affittato, mentre coro e chiesa furono concessi nel 1862 alla Società di San Vincenzo de' Paoli, che vi istituì un Oratorio per accogliervi dei giovanetti; nel 1875 il convento fu adibito a sede dell'Orfanotrofio Maschile. Chiuso quest'ultimo negli anni settanta del Novecento e grazie ad un adeguato restauro terminato nel 1998, attualmente il complesso è una moderna struttura pienamente attrezzata che ospita il Conservatorio musicale Arrigo Pedrollo.

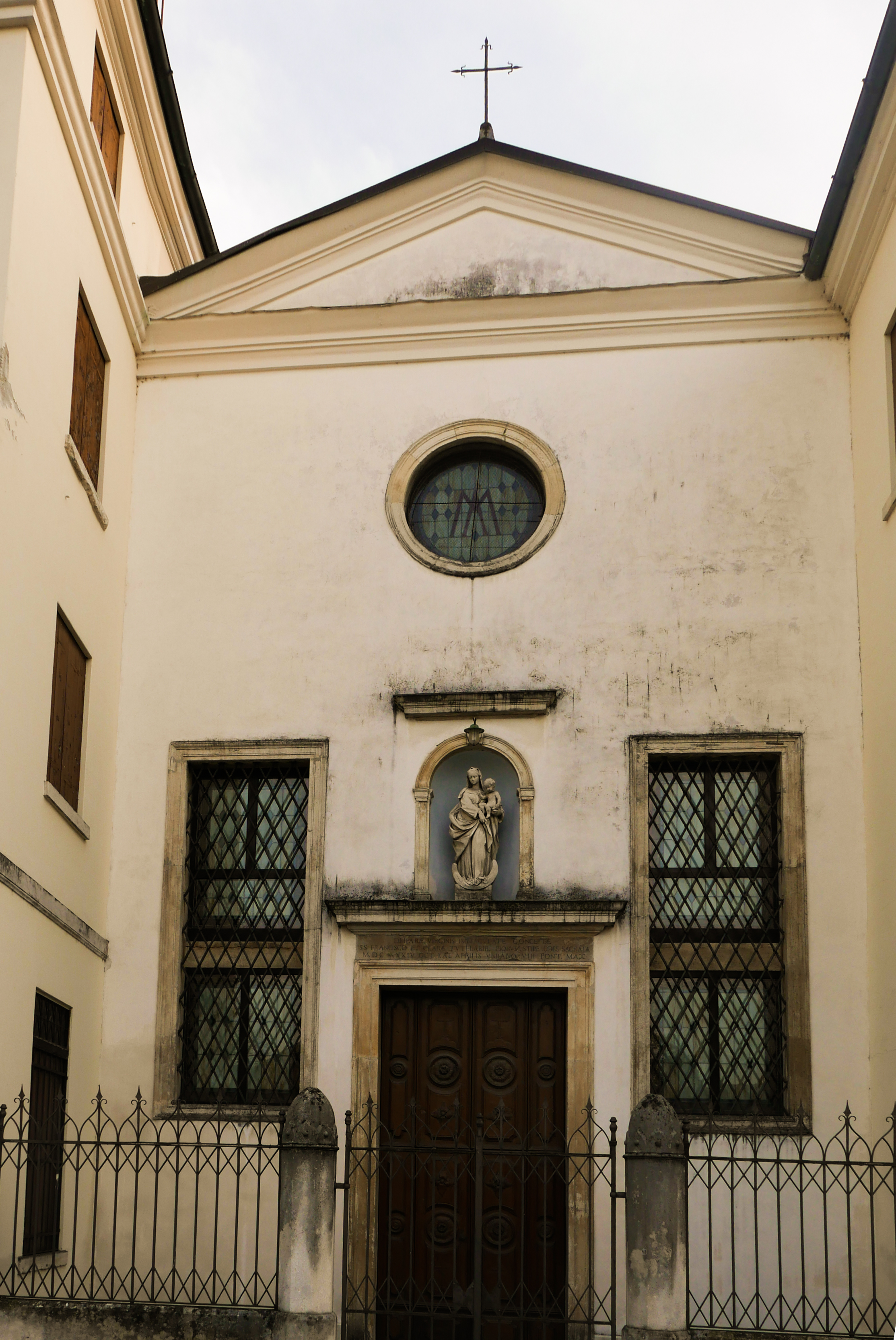
Oratorio delle Cappuccine

La chiesa che ancora si vede, quasi nulla però conserva di quella primitiva, essendo l'attuale un rifacimento attuato nei secoli XV e XVI con aggiunte e restauri di secoli posteriori: essa conteneva e in parte tuttora contiene opere di gran pregio dei pittori Fogolino, Speranza e Alessandro Maganza e di scultori, tra cui i marmorari Vendramin Mosca e Carlo Merlo. Aveva cinque altari ora ridotti a due; interessanti il Coro o Capitolo dietro l'altare maggiore, con affreschi nelle lunette e nelle vele della volta.

#### Oratorio delle Cappuccine
Eretto nel 1634, di fronte alla chiesa di San Domenico. 
All'interno la pala dell'Altare è opera del Padovanino, discepolo del Tiziano. Della seconda metà del Seicento, soggetta alla tutela della Sovraintendenza delle belle arti di Venezia, rappresenta Maria Immacolata con il bimbo e una corona di rose in testa.

#### Casa Sacro Cuore
Centro di spiritualità, animato dalla comunità religiosa delle Suore Dorotee, che propone programmi di iniziative spirituali e formative, in corso Padova e contrà Forti di Corso Padova.

### Palazzi

#### Case Thiene
In contrà Porta Santa Lucia. Con un bel portale sul cortile dei primi anni quaranta del Quattrocento, forse opera eclettica del Palladio.

#### Palazzo Franco
Eretto nel 1830 su disegno di Antonio Piovene.

#### Palazzo Bonaguro
Struttura dallo stile neoclassico stretta fra contrà Santa Lucia e Via IV Novembre, si affaccia su Piazza XX Settembre. Architetto Francesco Zigiotti, 1796.

#### Palazzo Belisario
In contrà Santa Lucia, sopra la porta della casa d'angolo con la stradella dei Orbi, costruita nel 1773 da Giuseppe Gastaldi, agente di un ricco commerciante in seta, è riprodotta a mezzo rilievo l'effigie del generale Belisario, magister militum per Orientem, vincitore dei Vandali in Africa e dei Goti in Italia, vissuto nel VI secolo.
Si racconta che Belisario, caduto in disgrazia dell'Imperatore Giustiniano e divenuto cieco, fu costretto a mendicare per le vie di Costantinopoli. Questa leggenda ha fatto supporre a qualcuno che da lui sia derivato il nome di stradella dei Orbi; ipotesi peraltro senza alcun fondamento, anche il nome viene dato al plurale, quando sarebbe più naturale, se veramente lo spunto fosse venuto dall'effigie del generale bizantino, chiamare la via stradella dell'Orbo.

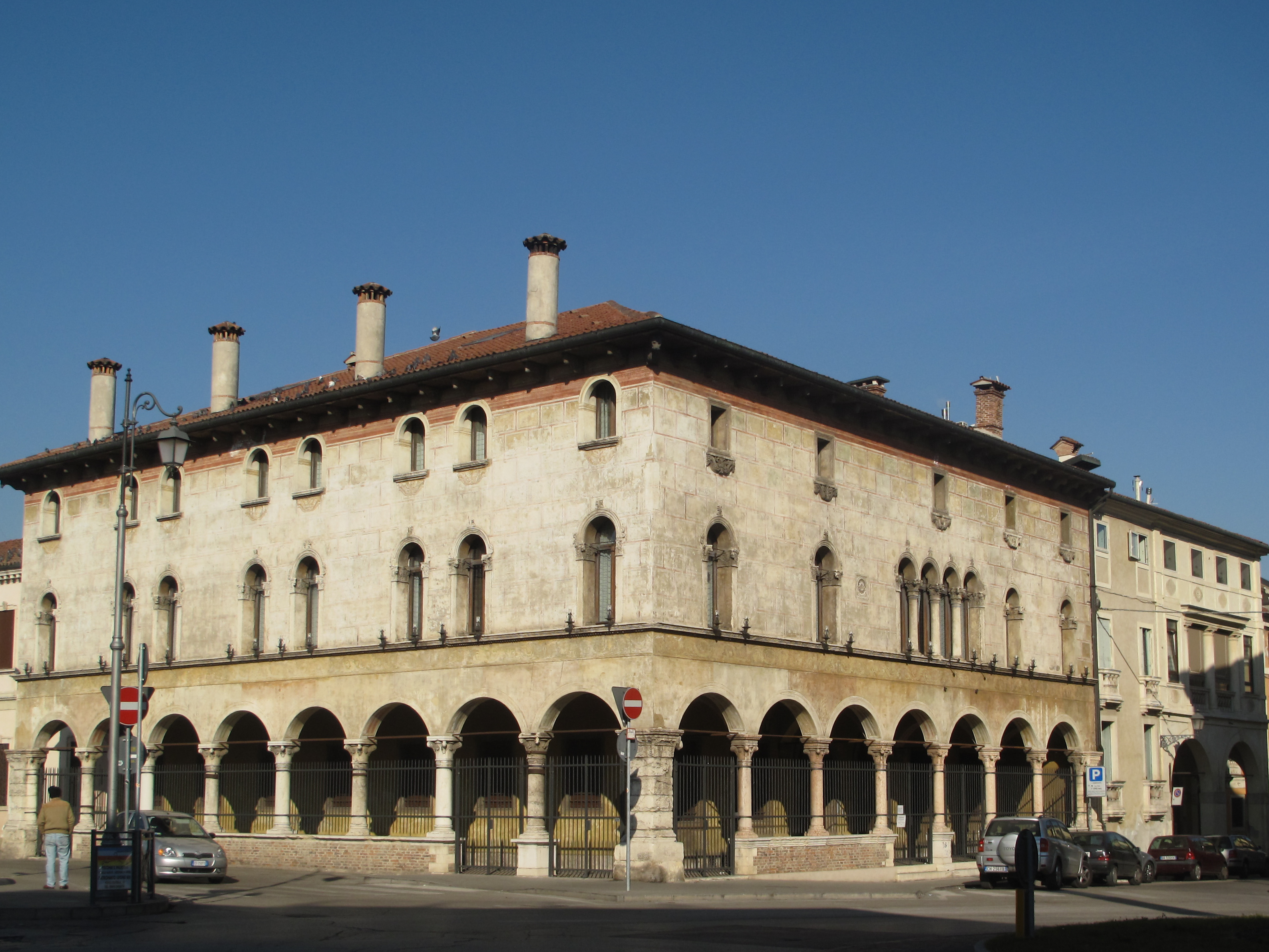
Palazzo Angaran
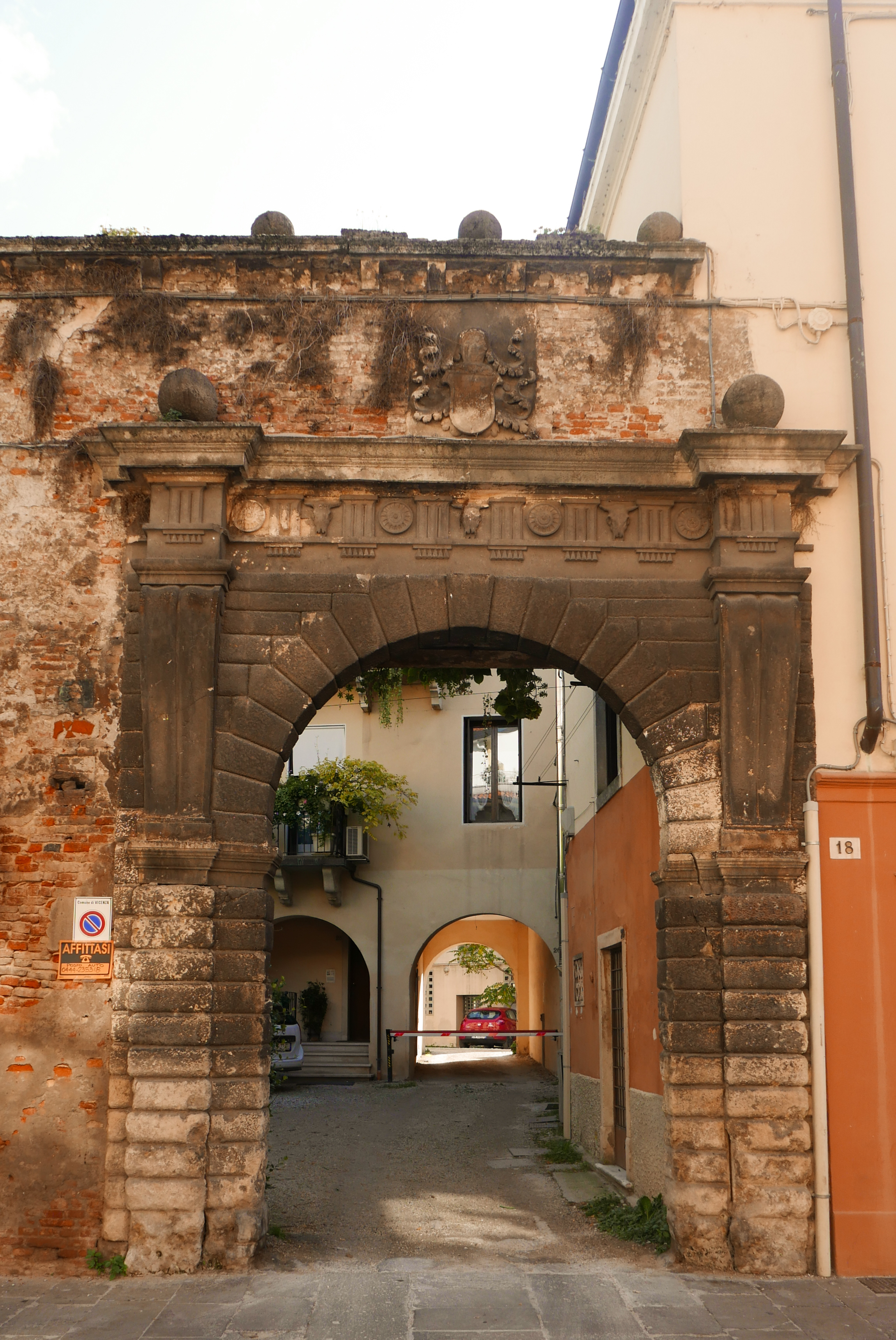
Portale delle case Thiene
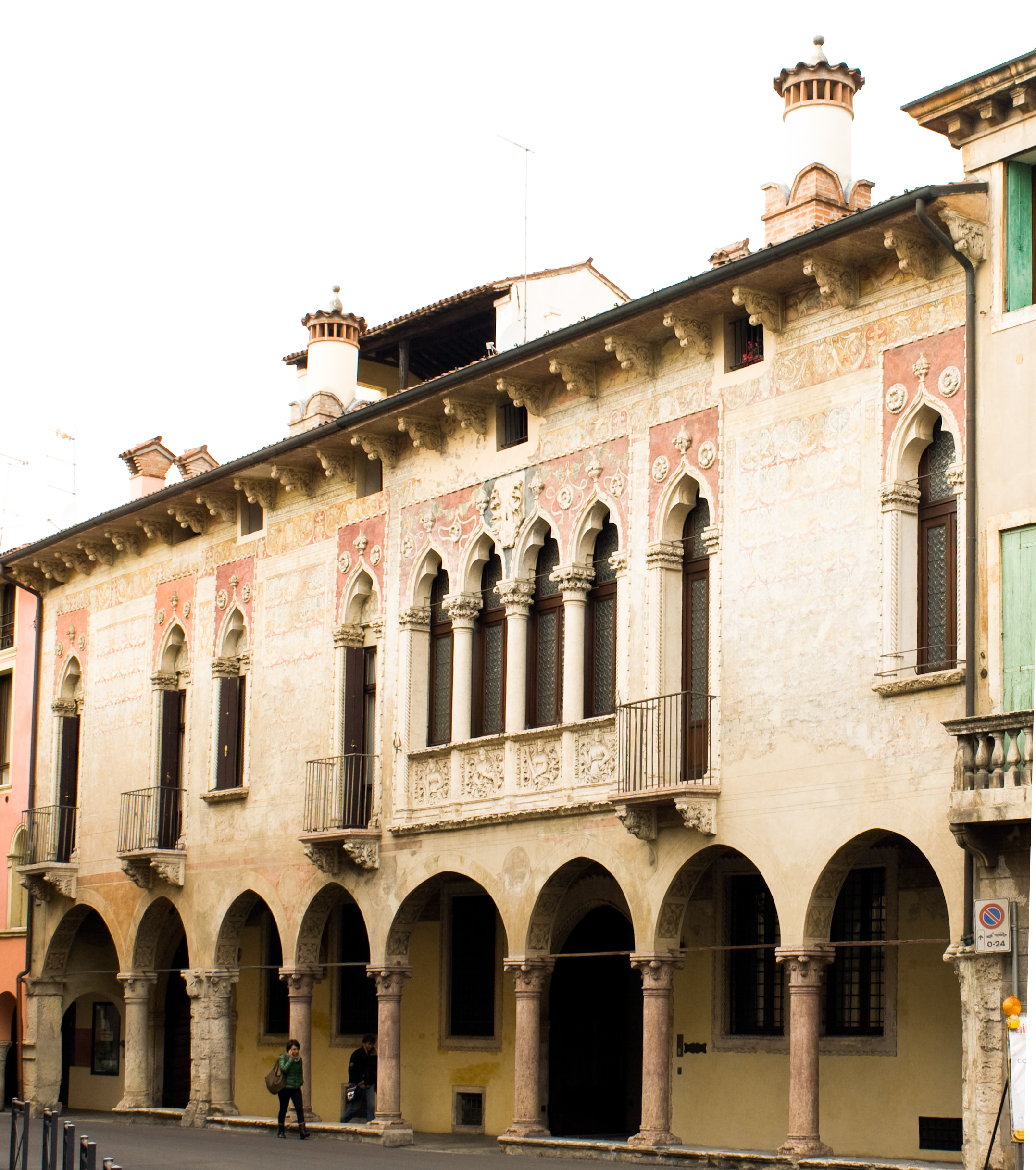
Palazzo Regaù
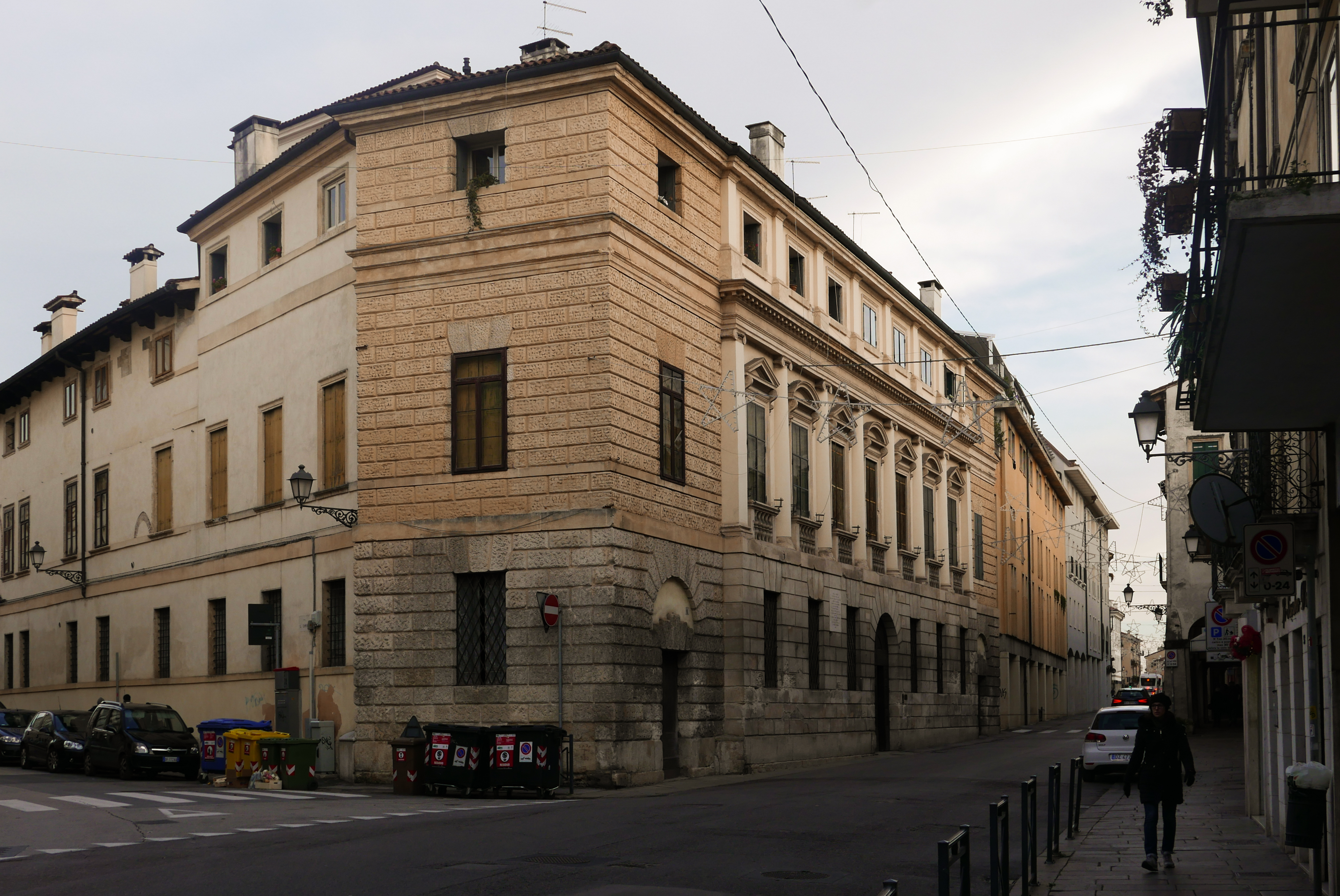
Palazzo Franco
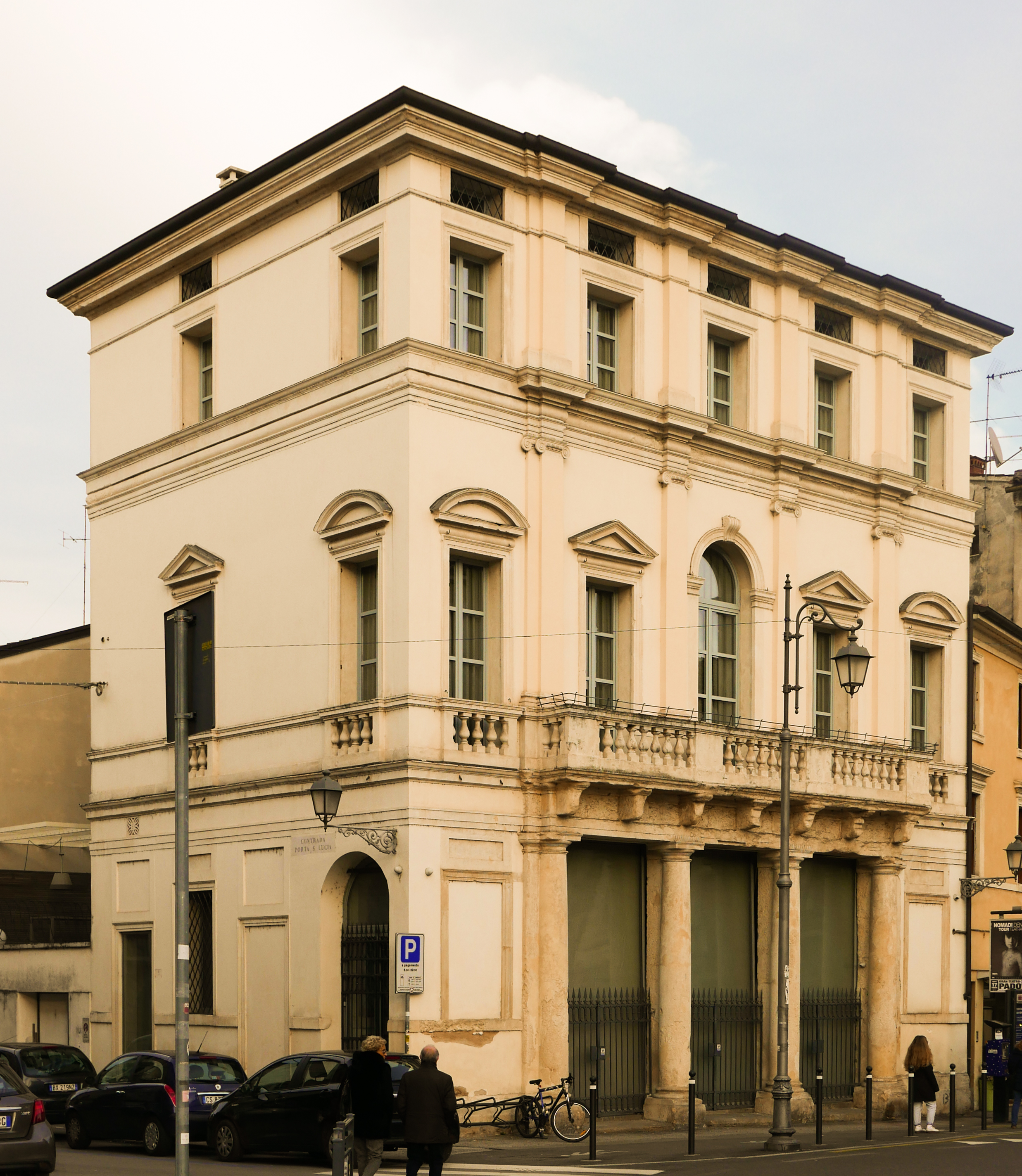
Palazzo Bonaguro
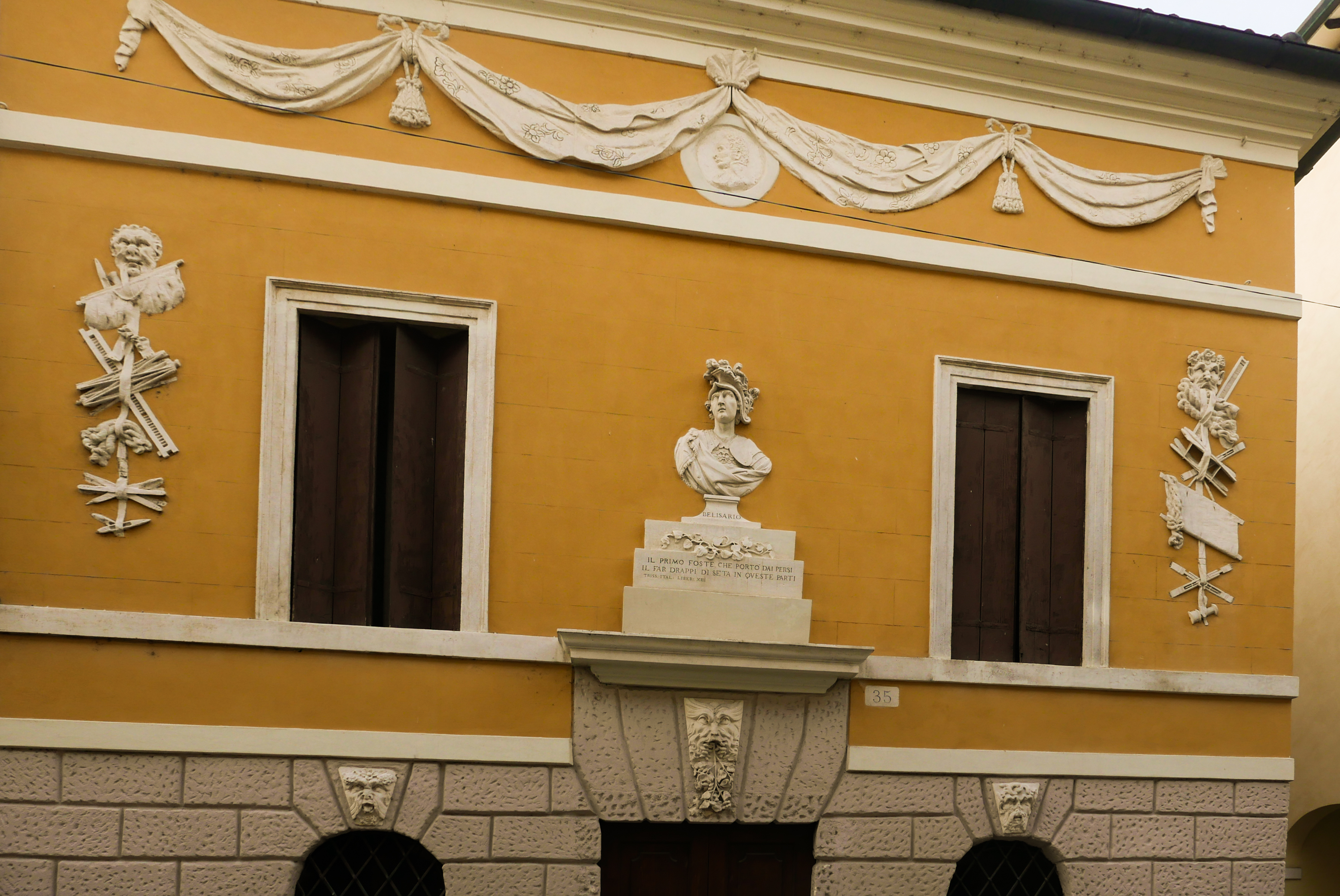
Palazzo Belisario

### Ponti

#### Ponte degli Angeli
Il ponte, forse il più antico della città, fu costruito in epoca romana all'estremità orientale del decumano massimo, dove cioè la via Postumia entrava in città; nel Medioevo prese il nome dal monastero benedettino di San Pietro, che si trovava a poche centinaia di metri al di là dell'Astico (sostituito un millennio più tardi dal Bacchiglione). 
Il vecchio ponte romano aveva un orientamento diverso dall'attuale: il decumano finiva più a nord sulla riva destra del fiume, così da infilarsi entro la romana porta San Pietro, che fu poi inglobata nel castello costruito dai padovani nella seconda metà del Duecento. Il ponte era a tre arcate e nel 1570 una quarta arcata fu aggiunta su progetto del Palladio.
In epoca moderna fu chiamato ponte degli Angeli, dalla chiesa di santa Maria degli Angeli che sorgeva alla sua estremità occidentale, addossata all'antico torrione difensivo che era stato trasformato in campanile. Dopo l'alluvione del 1882 che lo distrusse, fu ricostruito in ferro in posizione più disassata; a causa della sua insufficiente larghezza, non più adeguata alle crescenti esigenze del traffico, fu demolito nel 1950 e sostituito dall'attuale in cemento armato, dalla carreggiata più larga e rettificata.

#### Ponte di ferro

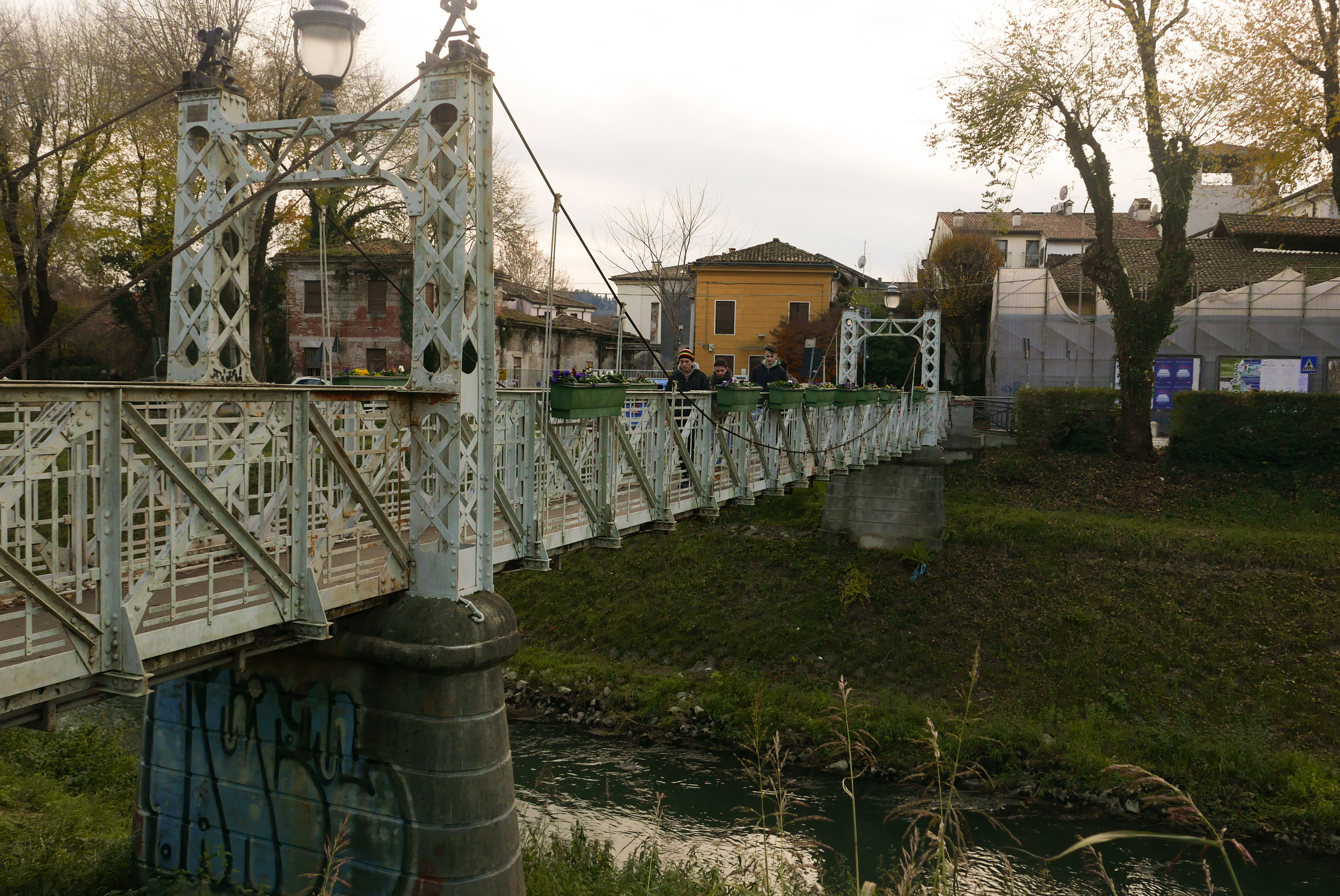
Ponte di ferro sul Bacchiglione

Passerella pedonale che collega gli argini del Bacchiglione (o meglio del ramo del fiume deviato nel 1876) e i due tratti stradali di via Nazario Sauro e di viale Giuriolo. Una targa, posta ad un'estremità, dice: "Andrea e Cesare Piovene, nell'anno 1911, fecero costruire questo ponte di ferro, poi divenuto di uso pubblico".

#### Ponte dei falliti
La corte dei Roda, che si trova a ridosso della sponda sinistra del Bacchiglione, comunicava un tempo direttamente con la piazza dell'Isola mediante un rustico ponte di legno, detto il "ponte dei falliti", la cui manutenzione era a carico degli abitanti della contrà di San Pietro, essendo quelli che del manufatto avevano maggiore e più frequente bisogno per accedere alla città. Ciò si rileva da certe domande di aiuto per restauri urgenti presentate da quegli abitanti ai "Deputati ad utilia" del Comune.

### Istituzioni di carattere formativo e culturale

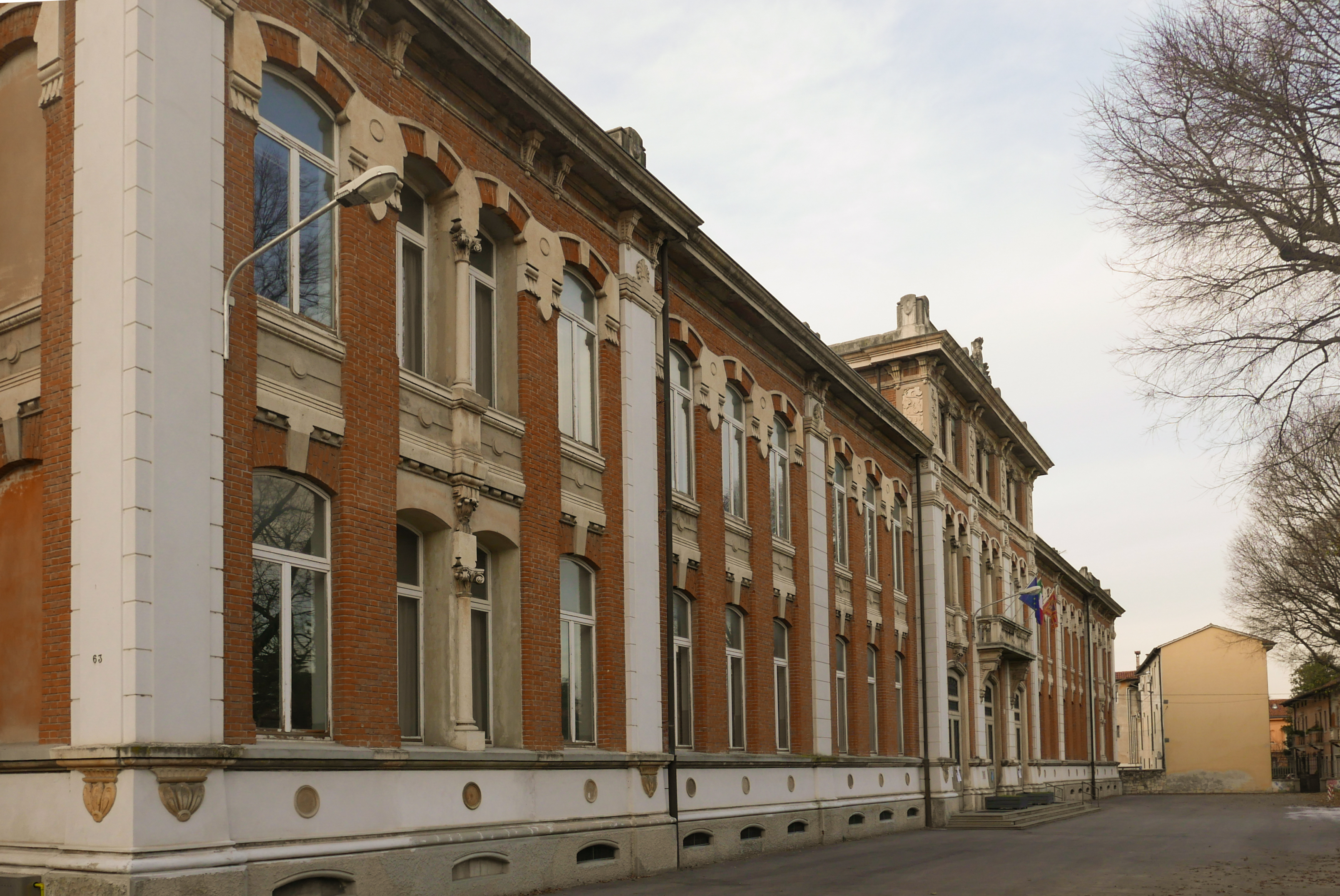
Scuola primaria "Giacomo Zanella" a Porta Padova

Essendosi di molto ridotta, negli ultimi decenni, la popolazione infantile del Centro storico, poche sono ormai le istituzioni educative presenti nel quartiere.
Asilo nido aziendale (Comune - Ipab)
Presso l'Istituto Salvi, in corso Padova
Scuola dell'infanzia comunale Antonio Fogazzaro
in via Nazario Sauro
Scuola primaria "Giacomo Zanella" - Comunale
In contrà Porta Padova
Istituto Onnicomprensivo G.A. Farina - Paritario
Comprende una Scuola dell'infanzia, una Scuola primaria, una Scuola secondaria di I grado e una Scuola secondaria di II grado, tutte in via IV Novembre

### Istituzioni di carattere sanitario e sociale

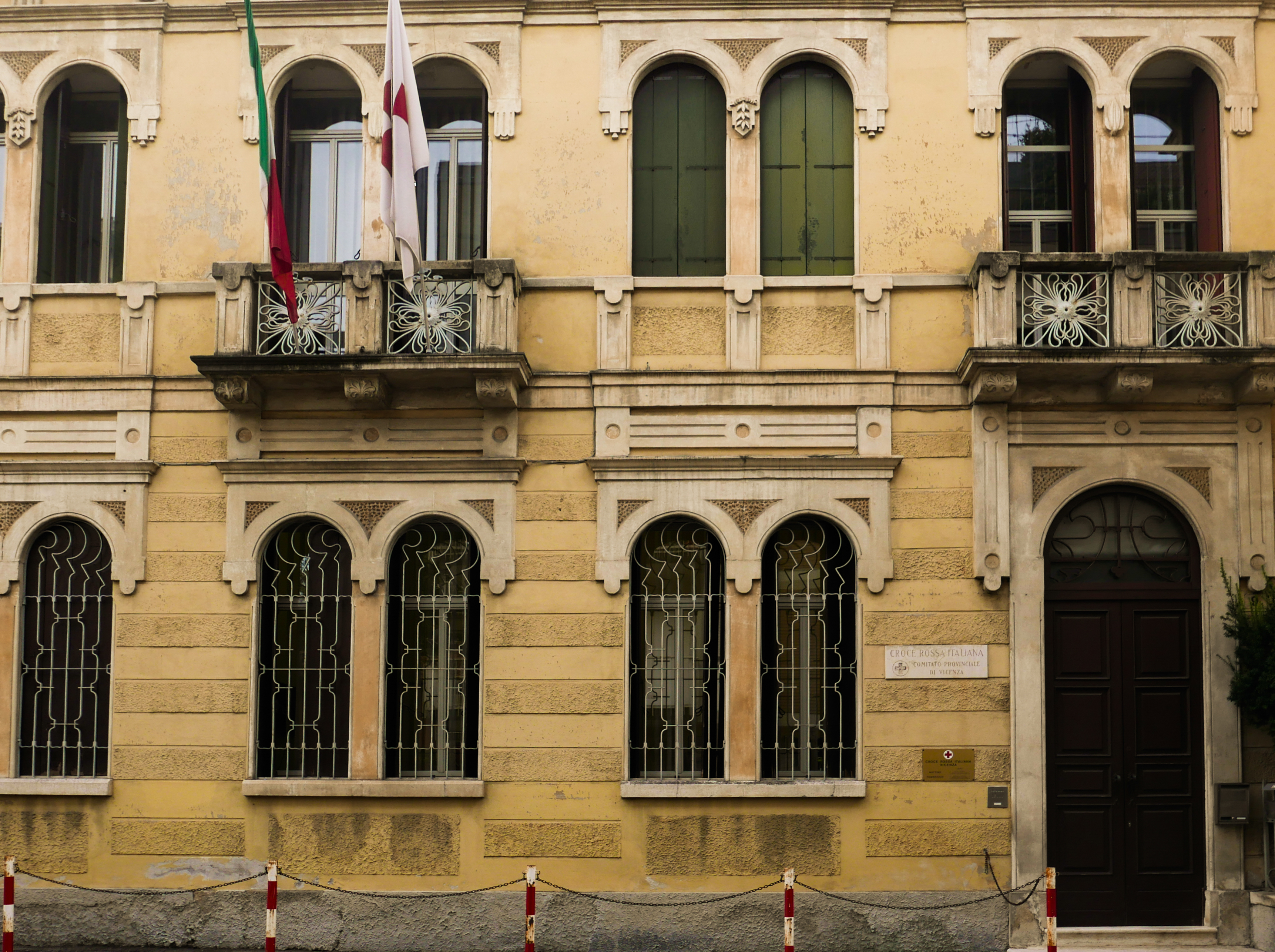
Sede della Croce Rossa Italiana in contrà Torretti

Nel quartiere sono presenti le sedi di importanti servizi sanitari, comprese le sedi direzionali che interessano gran parte del territorio vicentino.
Croce Rossa Italiana
Storica istituzione che gestisce attività sanitarie e sociali a sostegno di persone emarginate o in situazioni di emergenza. Si trova in contrà Torretti
Struttura Polispecialistica Territoriale - Poliambulatorio Santa Lucia
In contrà Mure Santa Lucia
Servizio Igiene e Sanità Pubblica (SISP) e Dipartimento di Prevenzione
Il Dipartimento di Prevenzione è preposto alla promozione della tutela della salute della popolazione, alla prevenzione degli stati morbosi, al miglioramento della qualità della vita tramite la conoscenza e la gestione dei rischi per la salute negli ambienti di vita e di lavoro. Entrambi i servizi sono ubicati nell'edificio ex-INPS, in stile littorio, ubicato in via IV Novembre
Servizio Territoriale per le Dipendenze (SerD)
Si occupa di prevenire, curare e riabilitare gli stati di dipendenza patologica, in particolare da sostanze psicotrope e da alcol. Si trova verso la fine di contrà San Domenico

### Istituzioni di carattere assistenziale

#### Casa di Riposo "Casa Provvidenza"
È gestita dalle “Suore di carità delle sante Bartolomea Capitanio e Vincenza Gerosa”, comunemente chiamate “Suore di Maria Bambina”, e fin dal 1935 ospita donne anziane autosufficienti e non, e offre una serie di servizi per garantire loro pace e serenità. Si trova in contrà San Domenico 26, accanto alla Cappella delle Cappuccine.

#### Caritas diocesana
Organismo pastorale di animazione, a servizio delle comunità cristiane. La sede diocesana è in contrà Torretti: nello stabile accanto la Caritas gestisce Casa San Martino, ricovero notturno per senza dimora.

#### Istituto Suore delle Poverelle
Gestisce una Casa di Accoglienza per persone che assistono parenti ricoverati in ospedale, in contrà Santa Lucia